# Ниагарский водопад
Ниага́рский водопа́д (англ. Niagara Falls /naɪˈæɡrə/, фр. Chutes Niagara) — комплекс водопадов на реке Ниагаре, отделяющий американский штат Нью-Йорк от канадской провинции Онтарио. Ниагарские водопады — это водопад «Подкова» (англ. Horseshoe Falls), иногда ещё называемый «Канадским водопадом» (англ. Canadian Falls), «Американский водопад» (англ. American Falls) и водопад «Фата́» (англ. Bridal Veil Falls). Хотя перепад высот и не очень велик, водопады очень широки, и по объёму проходящей через него воды Ниагарский водопад — самый мощный в Северной Америке.
Водопад был открыт французскими колонистами в XVII веке, однако ещё многие годы после этого оставался почти неизвестным широкой публике. Первые поселения европейцев здесь появились после объявления независимости США, когда начали строиться дороги, и понятие «фронтир» приобрело новый смысл. По результатам англо-американской войны 1812—1815 годов часть водопада оказалась на стороне США, а другая часть на стороне британских лоялистов, из потомков которых впоследствии образовалось государство Канада.
В начале гостями водопада были в основном аристократы, ради них были построены первые таверны и гостевые дома. Туризм стал более доступным в результате строительства каналов в первой половине XIX века, и затем с появлением железных дорог. Развитие туризма на канадском берегу было более интенсивным — здесь открылись многочисленные гостиницы и сувенирные магазины, появились первые музеи этой страны. Способствовал развитию соответствующей инфраструктуры и тот факт, что полоса берега у водопада оставалась в государственной собственности. На американском берегу стала развиваться промышленность: здесь строились заводы и фабрики, с помощью отводных каналов использующие энергию воды.
Во второй половине девятнадцатого столетия среди интеллигенции и политиков возникло движение, выступающее за национализацию и сохранение водопада и прилегающей к нему территории в первозданном виде. Под многолетним давлением общественности власти Нью-Йорка и Онтарио основали две природоохранных зоны: в настоящее время Государственный парк Ниагарского водопада и Парк Королевы Виктории. С конца XIX века коммерческая деятельность внутри этих территорий существенно ограничена местными законами.
В 1880-х — 1890-х годах на Ниагаре были построены первые гидроэлектростанции, с одной стороны давшие толчок к взрывному развитию технологий, а с другой оказавшие существенное влияние на собственно водопады. С этого времени значительная часть воды в реке минует обрывы, перенаправляясь по параллельным к реке туннелям на выработку электроэнергии. История XX века — это история споров и компромиссных решений между энергетиками и сторонниками сохранения (либо трансформации) водопада в привлекательном для туристов виде. Ниагарский водопад сегодня — во многом искусственная конструкция, с помощью многочисленных инженерных решений призванная усилить визуальный эффект и приостановить эрозию. Неизбежное в этом процессе сотрудничество государственных структур США и Канады, создание общего энергетического пространства сыграло ключевую роль в современных отношениях между этими двумя странами.
Ниагарский водопад ежегодно привлекает множество посетителей со всего мира, различные источники называют от 22 до 30 млн человек ежегодно.

## Общие сведения

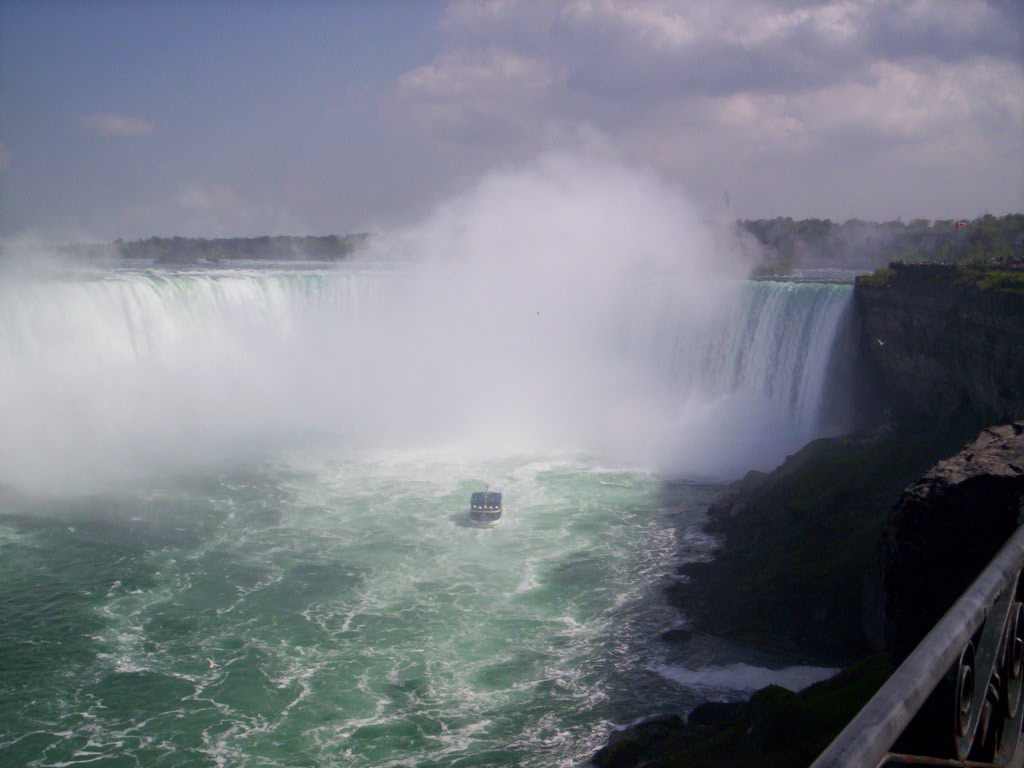
Прогулочный теплоход перед водопадом

Комплекс Ниагарских водопадов находится на реке Ниагаре в Северной Америке. Он включает в себя три основных потока: серпообразную «Подкову» (англ. Horseshoe Falls, ширина: ок. 670 м, высота: 57 м.), так называемый «Американский водопад» (англ. American Falls, ширина: ок. 260 м, высота: 57 м.), а также небольшой водопад «Фата» (англ. Bridal Veil Falls, высота: 55 м.). Высота свободного падения воды в «Американском водопаде» несколько меньше — около 21 м, поскольку дно ущелья завалено нагромождением камней, образовавшихся в результате массивных оползней в середине XX века. Глубина бассейна у подножия «Подковы» составляет 51 м, что примерно соответствует высоте обрыва над ним.
По оценкам специалистов, средний совокупный объём воды, проходящий через водопады, должен составлять 5720 м³/с без учёта гидротехнических сооружений. Однако последние кардинально меняют картину: начиная со второй половины XX века от 50 % до 75 % всего потока проходит не через русло реки, а через созданные человеком туннели, в которых приводит в движение турбины. Летом, когда электростанции наиболее производительны, расход воды непосредственно через обрыв падает до 2830 м³/с. На полноводность Ниагары оказывают влияние и природные факторы, такие как колебание температуры и влажности в системе Великих озёр. Расчёты, выполненные в XIX веке, показывают, что некогда водопады были ещё более мощными: например, летом 1841 года авторы первой работы по геологическому изучению Ниагары измерили скорость течения реки чуть выше линии обрыва, и с помощью уравнения Эйлера вычислили объём воды: около 10600 м³/с. Инженер-топограф Джон Богарт (John Bogart), представлявший штат Нью-Йорк, в 1890 году, представил собственные расчёты: около 7780 м³/с.
Приблизительно 90 % воды попадает в ущелье нижнего течения Ниагары черед «Подкову». Справа от «Подковы», которую так же называют «Канадским водопадом» (англ. Canadian Falls), находится Козий остров — самый крупный из группы примыкающих непосредственно к водопаду островов. Этот участок суши, как и следующий за ним остров Луна (англ. Luna Island), разделяют реку ещё на два рукава, каждый из которых обрушивается в каньон под собственным названием: «Фатой» между островами, и «Американским водопадом» между Луной и правым берегом реки.

## Природа водопада

### Образование

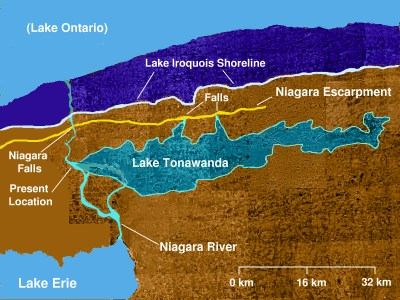
Озеро Тонаванда и Ниагара 10 тыс. лет назад

Формирование суши на территории современных Великих озёр началось более 300 млн лет назад, в конце палеозойской эры. На поверхности оказались несколько слоёв кристаллических осадочных пород, сформированных в разные геологические эпохи из остатков организмов тёплого моря: доломиты, глинистые сланцы, известняки, песчаники. Далее, под воздействием глубинных процессов поверхность Земли начала искривляться, на месте трёх из пяти озёр образовалась котловина, получившая название Мичиганской. Обнажённые горные породы по краям котловины образовали выпуклость, которая в дальнейшем в результате эрозии стала разрушаться. Этот процесс шёл неравномерно: одни отложения вымывались быстрее, чем другие, и в результате образовалась так называемая куэста: череда крутых скалистых обрывов в местах соединения горных пластов. Ниагарский уступ, как теперь называют эту куэсту, протянулся на сотни километров по периметру Мичиганской котловины и, в частности, стал одной из причин возникновения Ниагарского водопада.
Со временем климат изменился, и за последние 2 млн лет территория Канады и северной части США многократно покрывалась ледниками. Ледяной панцирь двигался подобно бульдозеру, перемалывая и передвигая камни и почву. Кое-где он углубил и расширил русла рек, создав озёра, а в других местах засыпал их, заставив эти реки прокладывать новые русла. В ходе последнего оледенения 75—11 тыс. лет назад, известного как Висконсинское, появились современные Великие озёра. На раннем этапе все озёра были объединены в один гигантский водоём, который со временем стал уменьшаться и распадаться на более мелкие. Предшественником современного Онтарио было более крупное Ирокезское озеро; к югу от него и к северо-востоку от озера Эри образовалось ещё одно, ныне исчезнувшее озеро Тонаванда.
По мере потепления и отступления ледника талая вода из одних водоёмов перетекала в другие, расположенные ниже. Между озёрами Эри и Тонаванда образовался узкий пролив, предшественник современной реки Ниагары. В свою очередь, вода из Тонаванда попадала в Ирокезское озеро, в нескольких местах плавно перетекая из одного водоёма в другой, минуя порог куэсты. Одним из таких водосливов стал Ниагарский водопад, появившийся около 12,3 тыс. лет назад. По мере уменьшения уровня воды перепад высот между водоёмами увеличивался, пока Ирокезское озеро не достигло подножия уступа. Озеро Тонаванда почти полностью исчезло, сохранившись лишь в виде нынешнего нижнего течения Ниагары.

### Смещение

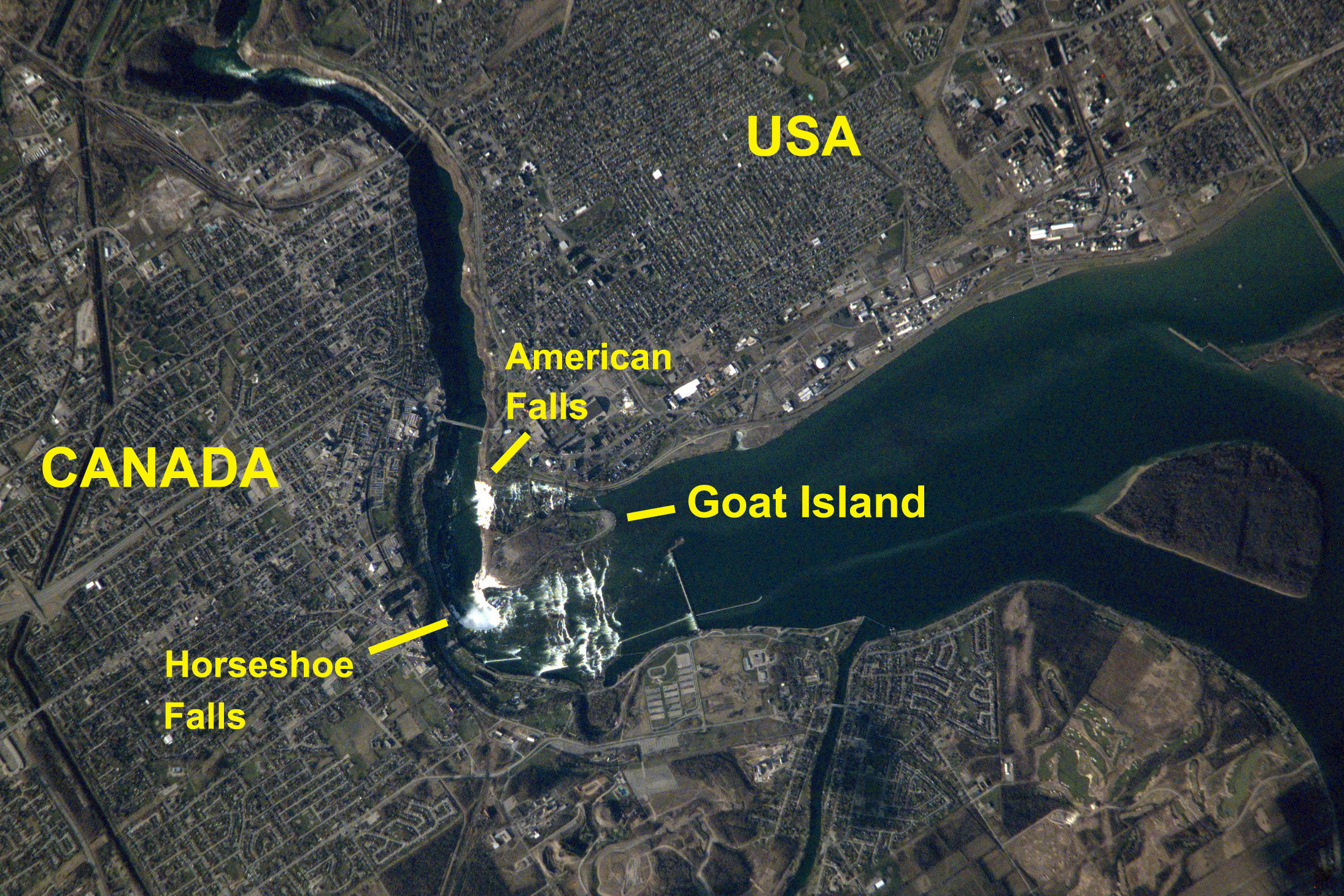
Снимок из космоса показывает глубокую речную долину, образованную в результате смещения. В левом верхнем углу течение резко меняет направление, образуя в этом месте стремительный водоворот

Как описано выше, скальный грунт вдоль русла Ниагары состоит из нескольких пластов метаморфических горных пород, сложившихся из спрессованных остатков морских организмов. Непосредственно под тонким, не более полутора метров толщиной, слоем ледникового щебня лежат твёрдые, чрезвычайно устойчивые к эрозии доломиты среднесилурийского возраста (относящиеся к венлокской эпохе). Этот слой занимает большую, около 40 м, часть высоты водопада. Непосредственно под ним находится пласт глинистых сланцев средней толщиной около 18 м, образовавшийся несколько ранее, когда состав морской воды был иным. Сланцы так же, как и доломиты, плохо поддаются воздействию текущей воды. Однако при частых колебаниях температуры вокруг точки замерзания в них образуются микротрещины, в которые попадает вода и разрушает породу. Нижний слой медленно вымывается, а верхний в виде каменных глыб обрушивается на дно ущелья.
Изначально водопад находился примерно в 11 км ниже по течению Ниагары, между американским городом Льюистон и канадским городом Куинстон. Под воздействием эрозии он значительно сместился в южном направлении, оставив на своём пути глубокие каньоны. Расход воды в Ниагаре неоднократно менялся вследствие изменения гидрологического режима в бассейне Великих озёр. Были периоды, когда образовавшиеся ледниковые дамбы перенаправили воды Гурона напрямую через долины рек Святого Лаврентия или Гудзона, огибая озеро Эри и вытекающую из него Ниагару с севера. В такие периоды объём переносимой воды сокращался, и образованные водопадом каньоны становились более узкими. В какой-то момент Ниагара резко изменила направление движения, совершив поворот под прямым углом в ложбине, известной как «Ниагарский водоворот» (англ. Niagara Whirlpool). Учёные полагают, что в этом месте отступающий водопад наткнулся на русло доисторической реки, существовавшей до наступления Висконсинского оледенения — так называемой «реки Святого Давида» (англ. St. David’s River). Ледник засыпал русло водотока обломками горных пород, которые относительно легко размылись под тяжестью падающей воды и изменили направление русла реки Ниагары. Участок каньона, в котором современное русло Ниагары совпадает с руслом древней реки, ныне называется ущельем Святого Давида (англ. St. David’s Gorge).
Около 600 лет назад Ниагарский водопад достиг группы островов, самым крупным из которых оказался Козий. Преграда разделила его на несколько потоков, получивших название «Канадского», «Американского» водопадов, и водопада «Фата». С начала XX века скорость разрушения сланцевых пород в районе водопада значительно снизилась вследствие прямого вмешательства человека: если за период с 1842 по 1905 годы водопад перемещался на 80—100 см в год, то в 1962—2017 годах в среднем на 40 см за тот же промежуток времени. По данным Международной совместной комиссии, за последние десятилетия средняя эрозия не превышает 10 см в год. Основными причинами замедления эрозии стали существенное уменьшение объёма низвергающейся воды (часть её минует водопад по трубопроводам), более равномерное распределение оставшихся потоков по всей ширине реки и укрепление береговой линии.
Колебания уровня воды в системе Великих озёр, которые сами по себе могут иметь как естественные, так и антропогенные причины, также влияют на скорость движения водопада. Выше по течению Ниагары имеются пороги, и в случае если водопад отступит до их высшей точки, то его высота увеличится ещё на 15 м, что в свою очередь усилит давление на дно и ускорит эрозию.

## Происшествия природного характера

### Оползни
Время от времени на водопаде случаются крупные обвалы. Один из таких заметных обвалов произошёл в 1931 году: в течение двух дней массивные куски речного дна общей массой 75 тыс. тонн один за другим отслаивались в середине Американского водопада и с большим грохотом падали в ущелье. В результате в торце обрыва образовалась выемка глубиной 45 и шириной 40 м. В 1934 году 45 тыс. тонн скалистого щебня обрушились в водопад «Подкову» со стороны Козьего острова Наконец, ещё один крупный оползень в 1954 году, обрушивший 145 тыс. тонн обломков на дно каньона, уничтожил смотровую площадку Prospect Point на территории США. В отличие от «Подковы», где глубина бассейна под ней позволяет скрыть даже крупные обломки горных пород, а мощность потока быстро уносит их вниз по течению, дно ущелья на американском берегу реки заваливается камнями, что уменьшает высоту свободного падения воды и частично загромождает общий вид. Несколько крупных камнепадов в конце XIX — начале XX века в центральной части Канадского водопада заметно изменили её форму: она стала более вогнутой, клинообразной.

### Ледяной затор

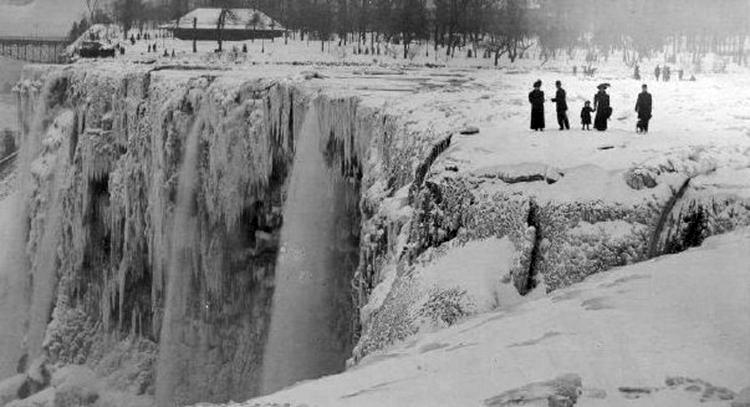
Прогулки на льду в 1911 году

Зима 1847—48 годов выдалась необычно холодной, озеро Эри покрылось толстым слоем льда. Ранней весной в верхнем течении Ниагары возник ледяной затор, образовавший непроходимую плотину. Ранним утром 29 марта обитатели населённых пунктов возле водопада проснулись от непривычной тишины — вместо мощного потока через край уступа стекали тонкие струйки воды и дно реки обнажилось. Там, где накануне бурлила вода, виднелись лишь редкие лужи и огромные валуны, в обычное время скрытые под водой. Причина произошедшего была неясна, в местных церквях заговорили о наступающем конце света. В течение дня на обоих берегах скопились люди, многие бродили по дну и собирали оружие, утраченное в ходе войны 1812 года: штыки, сабли, ружейные стволы, томагавки. Один предприимчивый житель запряг лошадей и принялся вытаскивать некогда застрявшие между камней брёвна. Владельцы парома принялись взрывать крупные и острые обломки скал, угрожающие судоходству. Сутки спустя ветер сменился, и под напором воды дамбу прорвало. Задолго до того, как вода достигла водопада, жители услышали отдалённый грохот, земля задрожала.
Описанный случай — единственный известный, когда водопад пересох вследствие естественных причин. Каждый год на реке образуется ледяная корка, толщина которой увеличивается в сильные затяжные морозы и в сочетании с сосульками со стороны может создать впечатление полностью замёрзшего водопада. До определённого момента местные жители активно пользовались этим «мостом», переходя с берега на берег и устраивая на реке гуляния. Зимой 1912 года внезапно тронувшийся лёд стал причиной гибели нескольких человек.

## Освоение

### Коренное население

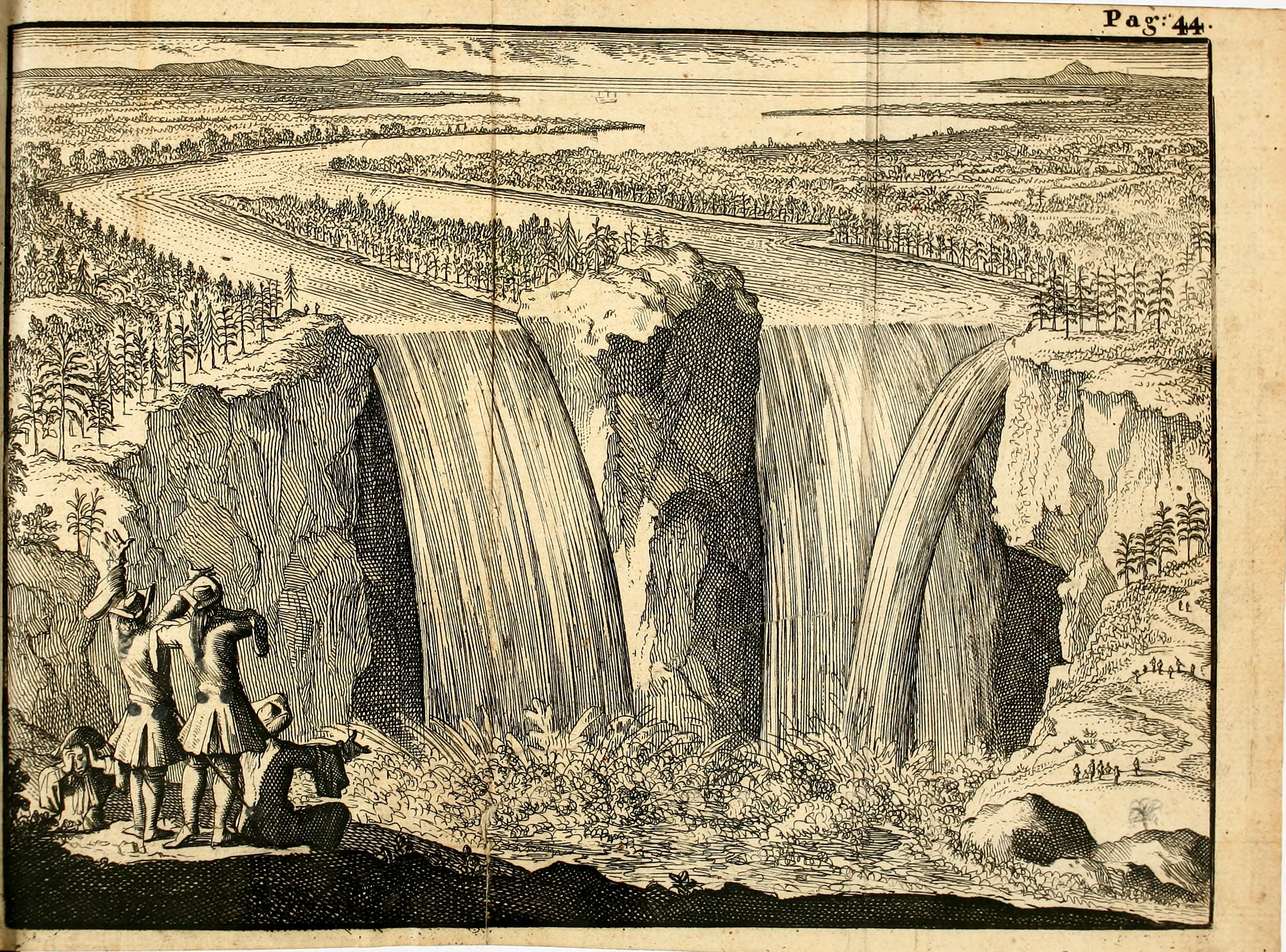
Самое раннее изображение водопада, составленное на основании описания Луи Энпена. Виден отсутствующий в реальности поперечный поток и горные вершины на горизонте. Водопад выглядит непропорционально высоким, но заметно уже, чем он есть на самом деле

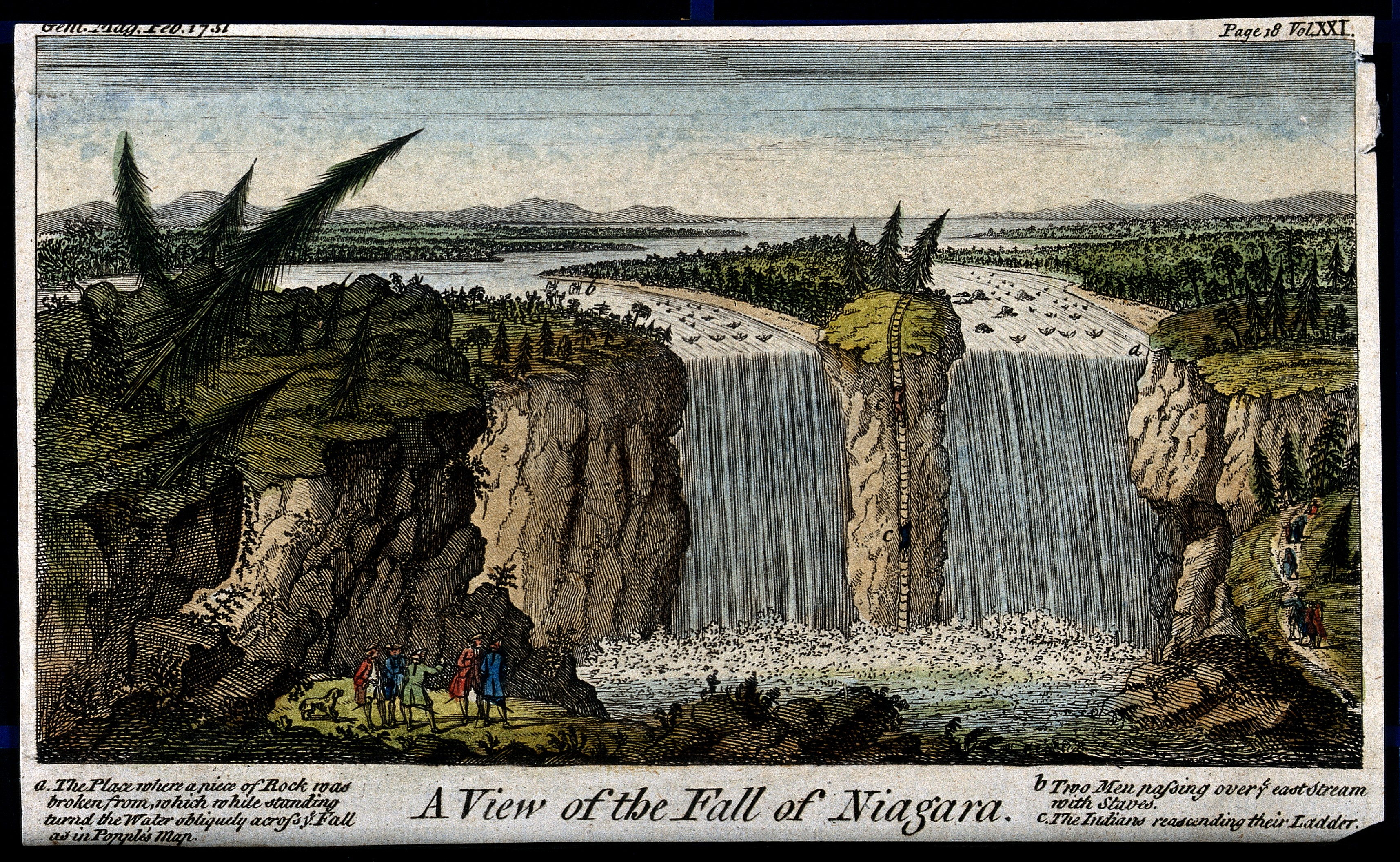
Рисунок Пера Кальма, частично исправляющий недостатки работы Энпена. В центре картины представлена история двух местных жителей, спускающихся по сооружённой ими лестнице с обрыва Козьего острова с целью спасения из ловушки

Археологические раскопки на Ниагарском полуострове свидетельствуют, что первые люди появились в этих местах в 9-м тысячелетии до н. э. Вдоль реки пролегали торговые и волоковые тропы, а сами водопады служили местом поклонения, у его подножия ловили рыбу и подбирали туши убитых животных. Художник и писатель Дэвид Кьюсик из племени Тускарора — один из первых коренных американцев, изложивший на бумаге местные легенды и традиции, — утверждал, что в доколониальный период земля в долине Ниагары была территорией частых конфликтов между племенами и несколько раз переходила из рук в руки.
Ко времени появления европейцев здесь оседло жили ирокезы из племени Онгиара (Ongiara), которых французский исследователь Самюэль де Шамплен прозвал «нейтралами» за их способность договариваться с соседними племенами. Слово «Onguiaahra» («Ongniaahra» в английской транскрипции), от которого произошло название реки и водопада, впервые встречается в отчёте французского иезуита Шарля Лалльмана о посещении им Новой Франции в 1740 году (см. Реляции иезуитов). Священник в письме рассказывает о «примерно 40 поселениях нейтралов на обоих берегах реки в 40 лигах к югу от страны гуронов», при этом под названием «Onguiaahra» подразумевает наиболее восточное из этих поселений. Современные учёные расходятся в изначальном значении этого слова. По мнению историка, профессора английского языка в Калифорнийском университете в Беркли Джорджа Стюарта, оно переводится как «участок земли, разделённый на две части» (англ. point of land cut in two). Встречаются и иные варианты перевода: «пролив» (англ. the strait), «громоподобная вода» (англ. thundering waters) и т. д. Во времена так называемых «бобровых войн» в середине XVII века нейтралов вытеснили соседние племена индейцев, стремившиеся занять более выгодную нишу торговли пушниной с европейцами. Ко времени активной колонизации Ниагары этот район населяли представители народов сенека и миссиссоги, позднее тускарора.
Широкую популярность приобрела легенда об ирокезской девушке Лелавале (Lelawala), на каноэ нырнувшей с обрыва. Согласно одной из версий легенды, активно распространяемой в разнообразных справочниках и путеводителях начиная с первой половины XIX века, она принесла себя в жертву Богу Грома Хинуму (Hinum), жившему в пещере под водопадом «Подкова». Местные жители посылали Богу подарки в виде еды и цветов, чтобы уберечь их от смертей. Когда приношения не помогли, дочь вождя Орлиный-Глаз Лелавала направила свою лодку прямо в пучину водопада. Двое сыновей Хинума подхватили её на лету, и оба влюбились с первого взгляда. Тогда девушка пообещала отдаться тому, кто расскажет ей, как уберечься от смерти. Младший брат поведал, что на дне реки живёт огромная змея, которая раз в год пробирается в деревню и отравляет в ней воду. Однажды Лелавала в виде духа пробралась в деревню и рассказала об этом соплеменникам. Когда змея в очередной раз отправилась на охоту, храбрые воины уже ждали и смертельно ранили её. Вернувшись ни с чем, змея вытянулась вдоль кромки обрыва водопада и сдохла, а Лелавала осталась жить в святилище Бога Грома, превратившись в «Деву Тумана» (англ. Maid of the Mist).

### Ранние исследования
Существуют некоторые разногласия, кто из европейцев первым описал увиденные им водопады. Район к северу от Ниагары в 1603 году исследовал Самюэль де Шамплен. Участники экспедиции путешественника сообщили ему о зрелищных водопадах, которые он и отметил в своём журнале, но воочию никогда не видел. Не сохранилось документальных подтверждений, что на Ниагаре побывал соотечественник и переводчик Шамплена Этьенн Брюле, открывший среди прочего озеро Эри и живший в этих местах среди гуронов вплоть до своей гибели в 1633 году. В 1660 году в Париже был опубликован труд «Некоторые особенности страны гуронов» медика Франсуа Жандрона (François Gendron). Автор книги, некоторое время живший среди индейцев-нейтралов, с их слов описывал целебные свойства неких камней или соли, образующихся в пене стремительно падающей воды. Между 1656 и 1674 годами в Европе было составлено несколько карт Новой Франции, на которых была обозначена Ниагара с водопадом, однако более детальные сведения о нём отсутствовали и объекты располагались в разных местах.

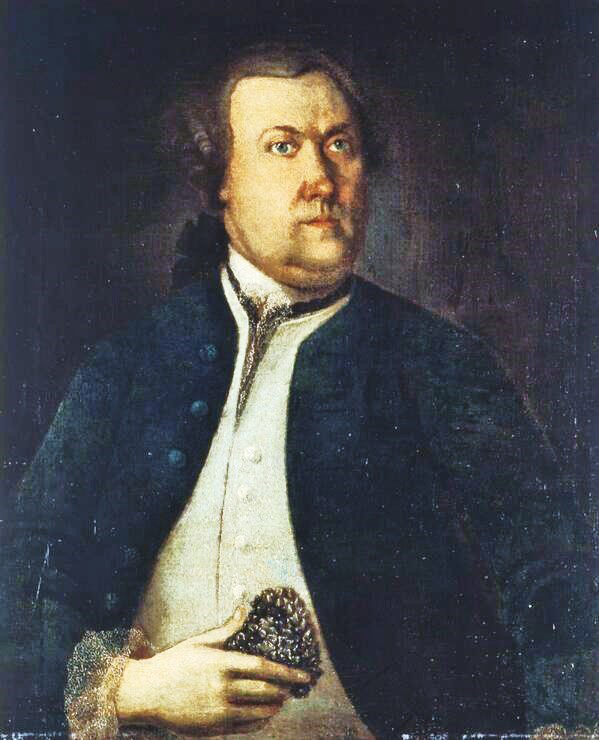
Пер Кальм — первый учёный, исследовавший Ниагарский водопад

Большинство историков сходятся во мнении, что католический священник Отец Луи Энпен первым из европейцев увидел и описал водопады после путешествия, которое он совершил в составе группы из 16 человек. В XVII веке ни одна французская экспедиция не обходилась без представителя духовенства. По этой причине Энпен, который ранее уже принял участие в аналогичном походе по реке Миссисипи, был назначен сопровождать исследователя Рене де Ла Саля по неизведанным землям Новой Франции. На этот раз предстояло проложить путь из форта «Фронтенак» (построенного на берегу Онтарио) к озеру Эри, основать там новый форт и построить торговое судно. Осенью 1678 года отряд под началом Доминика де Люсьера (Dominique La Motte de Lucières) отправился на бригантине вдоль берегов Онтарио и 6 декабря вышел к устью Ниагары, где ранее уже был поставлен частокол. Попытка пройти вверх по реке на вёслах оказалась неудачной, мешали пороги и сильное течение. Тогда путешественники высадились на левый (ныне американский) берег и на снегоступах вместе с индейцами-проводниками прошли вдоль реки до её притока Уэлланд, по дороге минуя Ниагарский водопад. На следующее утро они вернулись к водопаду, и какое-то время провели на вершине обрыва.
Описание Энпена на французском языке было опубликовано в Париже в 1683 году в работе «Описание Луизианы» и в 1697 году дополнено в книге «Новое открытие огромной страны в Америке». Труды путешественника вызвали большой интерес в Европе и выдержали несколько изданий. Текст автора полон явных преувеличений и эмоциональных эпитетов: по его словам, это огромное и страшное явление природы приводило путешественников «в дрожь и ужас». Удивление автора вызвали не только размеры объекта (его высоту он увеличил в три раза, с настоящих 50 до 150 м), но и местонахождение: в представлении священника, водопады должны ассоциироваться с горным ландшафтом, а не с равниной, как в данном случае. По этой причине художник, изобразивший водопад со слов Энпена, нарисовал гряду горных вершин на горизонте. Аналогичные, полные ужаса представления о водопаде составили и другие французские исследователи XVII — первой половины XVIII века: барон Луи-Арман де Лаонтан (1688) и Пьер-Франсуа де Шарлевуа (1720—1721).
Более адекватный отчёт составил финно-шведский натуралист, ученик Карла Линнея, Пер Кальм во время экспедиции по этим местам в 1750 году. В письме к Бенджамину Франклину (позднее опубликованному в издании The Gentleman’s Magazine) он изложил собственное отображение увиденного. Назвав Энпена «великим лжецом», Кальм применил систематический подход к описанию, хотя так же, как и его предшественник, был поражён масштабами явления:

Прежде чем вода достигает острова, она течёт медленно в сравнении с тем движением, когда она приближается к острову — здесь её скорость вырастает до самой большой на свете. Вода бежит с удивительной быстротой, прежде чем доходит до водопада; она окрашена в белый цвет и во многих местах поднимает брызги высоко в воздух! Самая большая и мощная плоскодонка в момент перевернулась бы здесь несколько раз. Течение вдоль западного берега острова ещё более быстрое, бурлящее, пенистое и, кажется, быстрее полёта стрелы. При взгляде с кромки водопада вы заметите, что река над ним сильно наклонная, почти как склон холма. В какой-то момент река обрушивается вниз перпендикулярно! Это невероятно удивительно! Вы не можете смотреть на это без страха, на такое огромное количество воды, падающей с удивительной высоты!
Оригинальный текст (англ.)
Before the water comes to this island, it runs but slowly, compared with its motion when it approaches the island, where it grows the most rapid water in the World, running with a surprising swiftness before it comes to the Fall; it is quite white, and in many places is thrown high up into the air! The greatest and strongest bateaux would here in a moment be turned over and over. The water that goes down on the west side of the island, is more rapid, in greater abundance, whiter, and seems almost to outdo an arrow in swiftness. When you are at the Fall, and look up the river, you may see, that the river above the Fall is everywhere exceeding steep, almost as the side of a hill. When all this water comes to the very Fall, there it throws itself perpendicular! It is beyond all belief the surprise when you see this! You cannot see it without being quite terrified; to behold so vast a quantity of water falling headlong from a surprising height!
— New York Legislative Documents, Vol. 48, 1919 pp.55—56
Учёный с помощью компаса вычислил направление течения реки, дал более аккуратную оценку высоты обрыва и указал источник водотока — Великие озёра. Помимо своей основной задачи, Кальм рассказал об индейцах, множество которых он наблюдал в непосредственной близости от водопада. Примечательной оказалась пересказанная им история о двух коренных жителях, которые в подвыпившем состоянии на каноэ случайно оказались на острове между двумя потоками Ниагары и не могли выбраться на большую землю. Они соорудили лестницу из липовой коры и пытались по ней спуститься к подножию водопада, однако бурный перекрёстный поток не позволял вплавь добраться до берега. Через несколько дней к отчаявшимся индейцам пришли на помощь их соплеменники, которые выпросили во французском лагере копья с железными наконечниками, и с их помощью вброд перебрались сначала на остров, а потом вместе с оказавшимися в плену товарищами обратно.
Наиболее раннее свидетельство спуска европейцев на дно каньона сохранилось в письме французского дипломата и публициста Мишеля-Гийом Жан де Кревкёра, адресованном своему сыну Александру. Автор письма утверждает, в 1785 году вместе со своим другом мистером Хантером посетил Ниагару и дважды спускался на дно глубокого ущелья — на обоих берегах реки. По словам Кревкёра, особенно изнурительным и опасным оказалось второе путешествие, в ходе которого исследователи не только достигли подножия «Подковы», но и оказались в пещере за стеной падающей воды.

### Колонизация

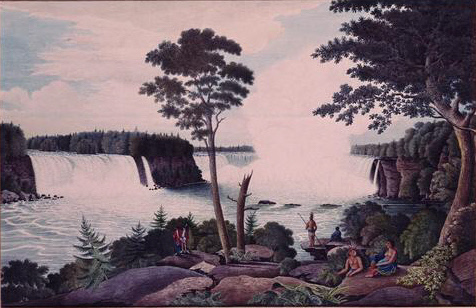
«Ниагарский водопад снизу» — акварель Дэвис, Томас (британский офицер), ок. 1766

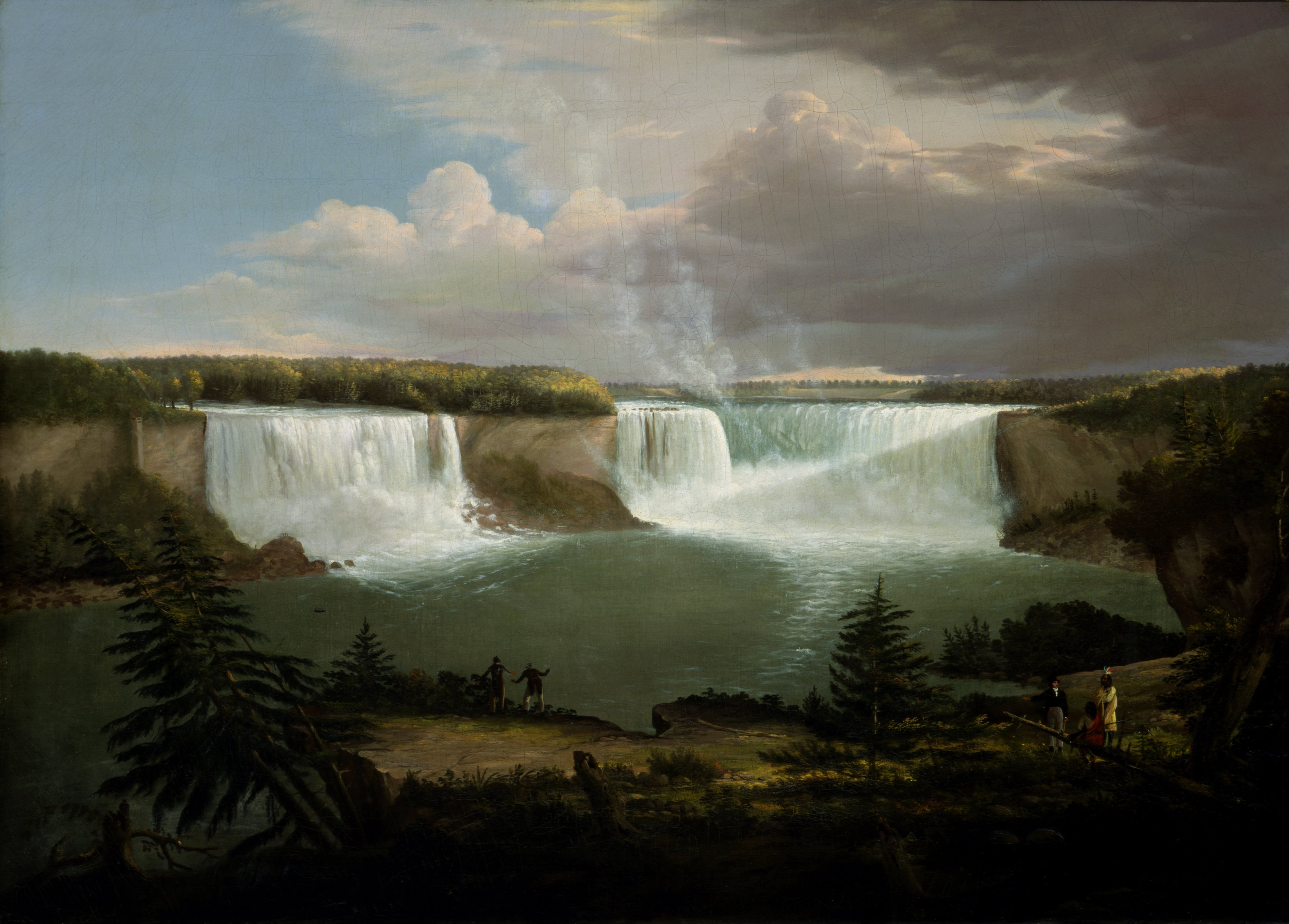
«Общий вид Ниагарского водопада» — картина Фишер, Алван, 1820

Современные населённые пункты в районе Ниагарского водопада возникли после окончания Войны за независимость США. С одной стороны, с образованием государственной границы в Канаду стали эмигрировать лоялисты — сторонники британской короны. С другой, в США стали активно строиться платные дороги, способствующие расселению жителей молодой республики. Важное значение имело принуждение к выселению коренных жителей — индейцев, и отказ в предоставлении им гражданских и имущественных прав.
Первым белым человеком, проникнувшем на расположенный между рукавами водопада остров, считается Джон Стедман (John Stedman) — предприниматель, сотрудничавший с британскими войсками во времена индейского «восстания Понтиака» (1763—1766). После занятия англичанами форта «Ниагара» в устье одноимённой реки в 1759 году Стедман занялся конвоем и транспортировкой грузов через уступ — работой, которой прежде занимались союзники французов ирокезы из племени сенека. Помимо прочего он наловчился переходить реку вброд, сидя верхом на лошади, и какое-то время содержал на острове домашних коз и другую скотину. Все животные, кроме одного, погибли в чрезвычайно холодную зиму 1779—1780 годов, и в память о них за островом закрепилось название — Козий (англ. Goat Island). После окончания Семилетней войны Стедман заявил, что индейцы закрепили за ним право собственности долины реки южнее форта «Шлоссер», включая Козий остров и собственно сам Ниагарский водопад. Предприниматель разбил у реки фруктовый сад, построил лесопилку, магазин и таверну. Всю оставшуюся жизнь Стедман пытался официально оформить участок «подаренной» ему и освоенной земли, однако власти Нью-Йорка так и не пошли на встречу, отклонив соответствующий судебный иск и последующую апелляцию.
На левом берегу реки — на территории, непосредственно примыкающей к водопаду «Подкова», британцы в 1786 году устроили лагерь резервистов, получивший название «Chain Reserve». После Гентского мирного договора, положившего конец англо-американской войне, востребованность военного лагеря отпала, и участки земли стали занимать различные коммерсанты, обслуживающие состоятельных и немногочисленных на тот момент путешественников. В 1797 году недалеко от обрыва была построена таверна, принадлежащая некоему Чарльзу Уилсону (Charles Wilson), а в 1822 году на том же месте воздвигнута первая гостиница «Pavilion Hotel», которой владел Уильям Форсайт (William Forsyth). Вдоль берега протянулась широкая прогулочная тропа, получившая название «The Front». Благодаря лучшему обзору водопада и наличию большой скалы Table Rock, в виде карниза нависшей над ущельем, этот променад в дальнейшем стал основным местом паломничества туристов, а также сборищем разнообразных торговцев, авантюристов и жуликов.
Два визита в начале XIX века — дочери вице-президента США Аарона Берра Теодосии с молодым мужем в 1801 году и брата Наполеона Бонапарта Жерома со своей невестой Элизабет Патерсон в 1803 — положили начало долгой традиции свадебных путешествий на Ниагару. Одними из первых постояльцев имения Форсайта стали 5-й герцог Ричмонд Чарльз Гордон-Леннокс (1818) и лорд Дальхузи (1819).
На противоположном берегу, оказавшемся в составе США, стал развиваться бизнес иного рода. Хотя здесь также имелись смотровые площадки, основная коммерческая деятельность была направлена на промышленное использование реки. В 1795 году власти штата провели в регионе землемерные работы, а спустя десятилетие один из участников этих работ Огюст Портер выкупил большой участок земли. Вместе со своим братом Питером он построил несколько хозяйственных построек, в том числе мукомольную мельницу, кузницу, верёвочную и кожевенную мастерские. На месте старого французского укрепления, разрушенного англичанами, образовался новый населённый пункт Манчестер, к началу войны насчитывавший более десятка домохозяйств. Посёлок был практически уничтожен в ходе войны 1812 и отстроен заново после её окончания. В настоящее время этот населённый пункт известен как город Ниагара-Фолс.

## Транспортное сообщение

### Ранние способы путешествия

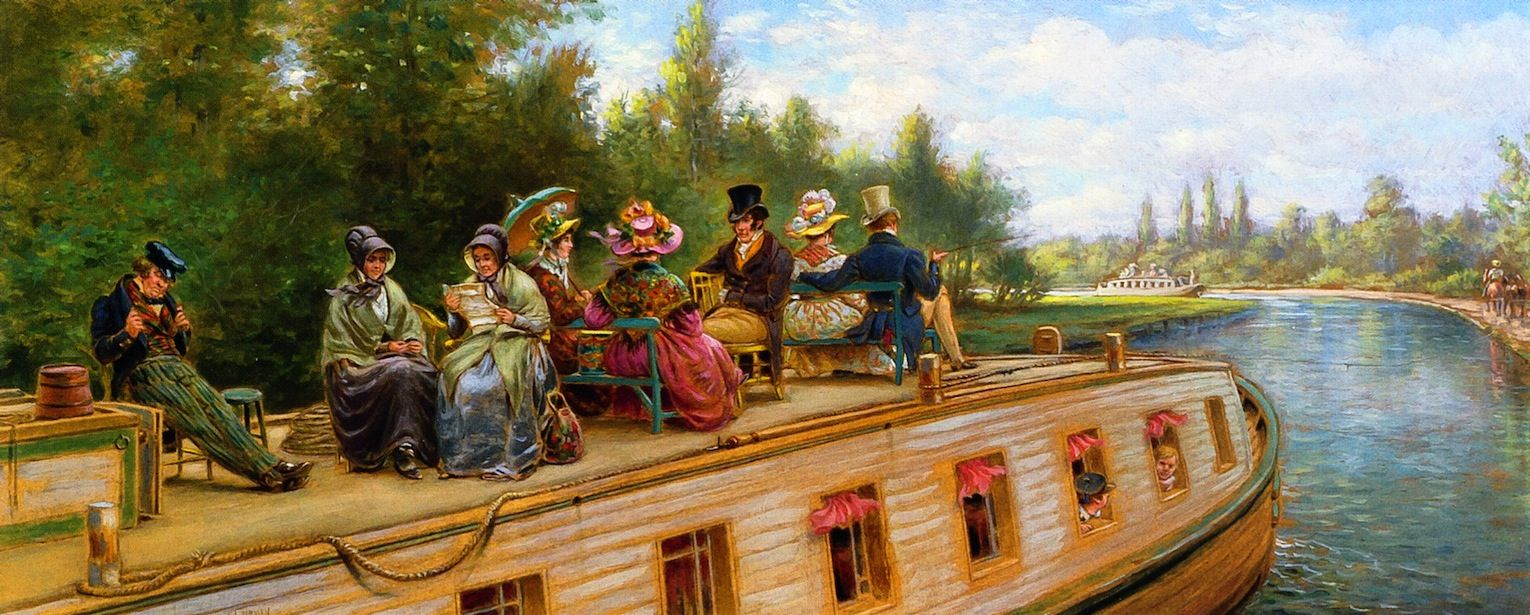
Пассажиры, путешествующие на борту пакетбота по каналу Эри. Рисунок Эдварда Генри

Развитие транспортной инфраструктуры в XIX веке привело к взрывному всплеску посещаемости водопада. Ранние путешественники тратили только на дорогу массу времени: например, британский писатель и художник Джон Мод (John Maude) добирался сюда из Нью-Йорка в 1800 году около двух месяцев, сидя верхом на лошади. Всего пять лет спустя спикер Генерального совета Массачусетса Тимоти Бигелоу (Timothy Bigelow) потратил на более протяжённый путь из Бостона семнадцать дней, воспользовавшись фургоном и услугами только что построенной платной дороги, берущей начало в Олбани.
В 1825 году началась навигация по новому каналу Эри, связавшему систему Великих озёр с Атлантическим океаном через реку Гудзон. Путешествие по воде стало не только ещё более быстрым (дорога на всём протяжении канала от Олбани до Буффало занимала от 5 до 7 дней), но и комфортным: пассажиры размещались в каютах пакетбота — длинной лодки, которую на берегу тянули запряжённые бечевой лошади. Аналогичным каналу Эри на канадской стороне стал канал Уэлленд, открывший навигацию в 1829 году. На конечной остановке путешественников поджидали паромщики, извозчики и с некоторого времени конки, доставлявшие их прямо к месту назначения. К 1845 году, перед тем как открылось прямое железнодорожное сообщение, ежегодная посещаемость природной достопримечательности достигла порядка 50 тыс., удвоившись только за последние 5 лет.

### Первые мосты

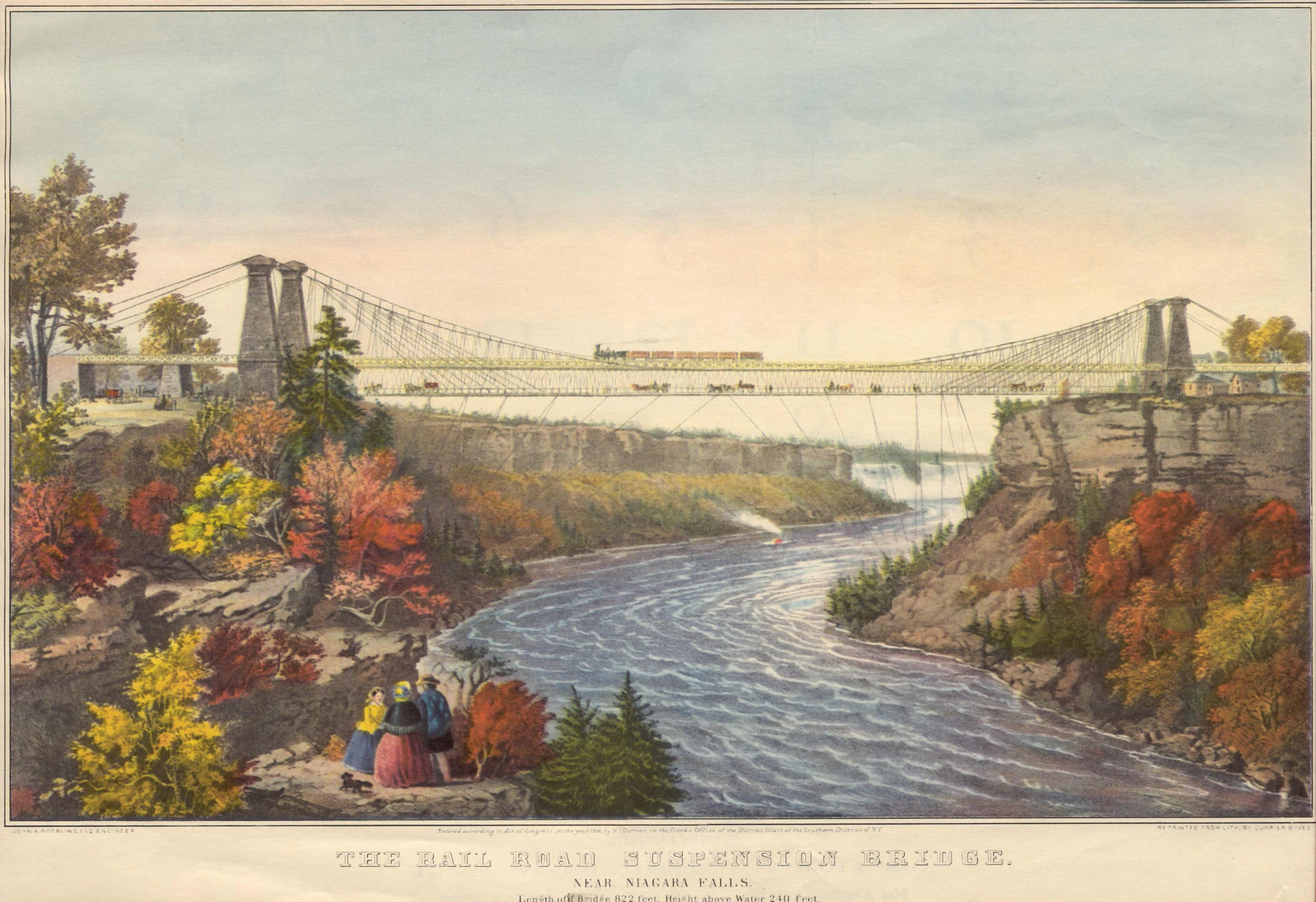
Висячий мост Ниагарского водопада, литография Чарльза Парсонса

В первой половине девятнадцатого столетия переправа через Ниагару осуществлялась в основном на гребных лодках, что вызывало не только неудобства, но и тормозило торговые отношения между США и Канадой (в 1846 году у подножия «Подковы» для туристов начало курсировать судно на паровой тяге Maid of the Mist). Для политиков обеих стран встала задача установить между ними прямое железнодорожное сообщение, для чего требовалась соответствующая постоянная переправа. Представитель законодательного собрания Соединённой Канады Уильям Мерритт предложил возвести висячий мост в самой узкой части Ниагарского каньона, в двух с половиной милях ниже по течению от водопада. Эта задача оказалась нетривиальной: подвесные мосты того времени не отличались прочностью и нередко рушились под воздействием сильного ветра или в результате резонанса. Тем не менее, получив одобрение властей, мостостроительная комиссия наняла для выполнения задачи архитектора Чарльза Эллета-младшего, получившего профильное образование в Париже. Лёгкая и изящная конструкция, состоящая из одного уровня и получившая название Висячего моста Ниагарского водопада, была представлена инженером летом 1848 года. Несмотря на первоначальный успех, между комиссией и автором возник конфликт на финансовой почве, в результате которого последний был отстранён от дальнейших работ и уволен.
На место Эллета был нанят другой инженер — Джон Рёблинг, который сходу отверг творение Эллета как слишком ненадёжное и предложил собственный проект, состоящий из каменных башен-пилонов, двух палуб, деревянных ферм и густой сети проволочных канатов, придававших конструкции необходимую жёсткость. Тщательные расчёты и интуиция его не обманули: строение Эллита в Западной Вирджинии, аналогичное его же мосту через Ниагару, обрушилось в результате шторма в 1854 году, не простояв и пяти лет. Мост Рёблинга, открытый для движения в 1855 году, был двухуровневым: на нижнем перемещались повозки, на верхнем — поезда и пешеходы. С открытием железнодорожного сообщения приток туристов существенно вырос, а среднее время пребывания на водопаде сократилось до одного — двух дней.
В связи с возросшим железнодорожным движением в 1897 году каменно-деревянный мост Рёблинга был заменён мостом Лефферта Бака (Leffert Buck), сделанным в основном из арочных металлических конструкций. Этот мост, ныне известный как Whirlpool Rapids (дословно «стремительные водовороты»), используется для железнодорожной и автомобильной переправы через реку.

### Мосты с видом на водопад

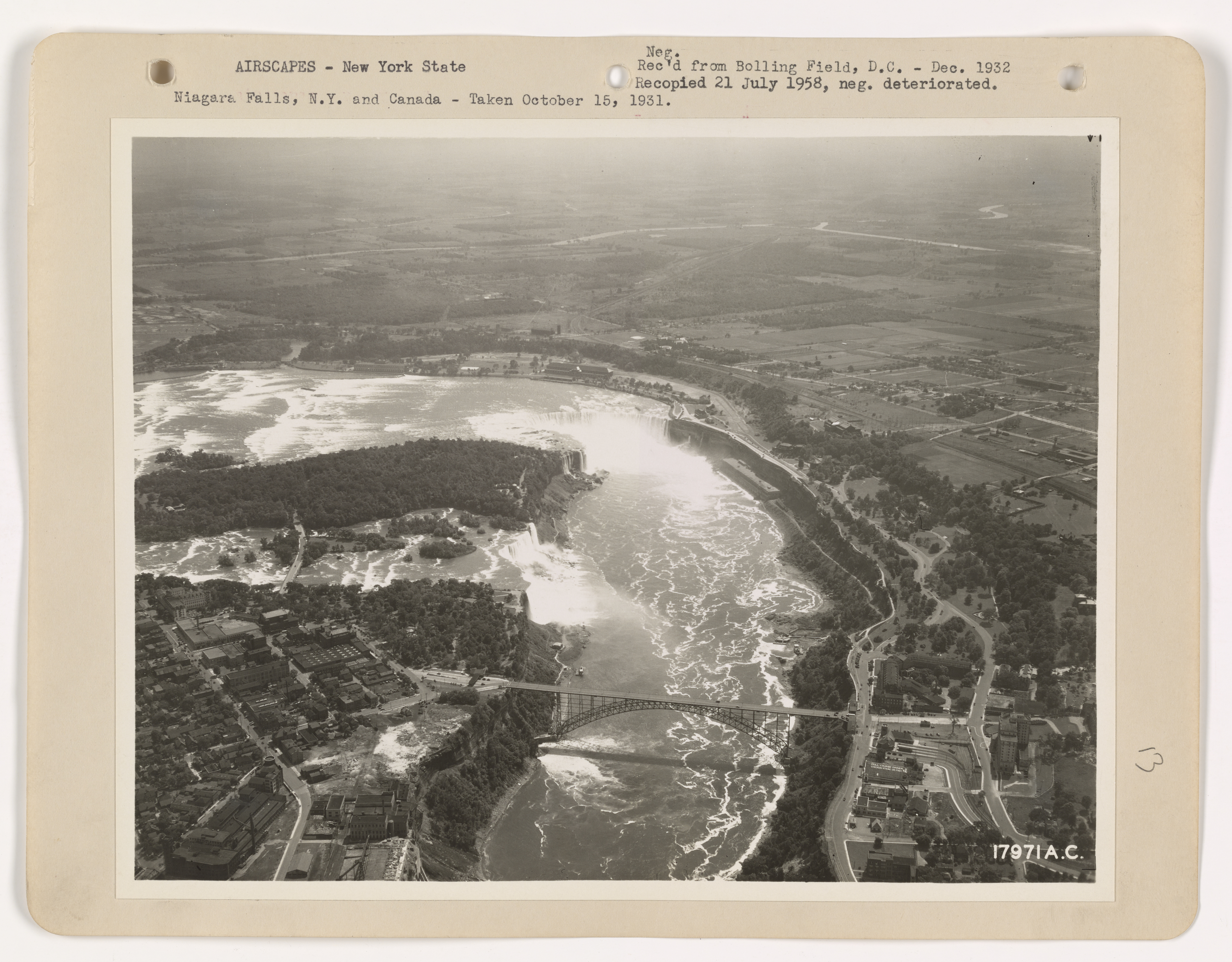
Панорама Ниагарского водопада и Медового моста. Аэроснимок 1931 года

После успешного проекта Рёблинга было решено построить ещё один висячий мост, на этот раз непосредственно возле водопада (инициаторы рассчитывали получить дополнительную прибыль за счёт платного доступа к открывающемуся панорамному виду). Деревянный мост с четырьмя деревянными башнями по проекту Сэмуэля Кифера (Samuel Keefer), известный как The Falls View Suspension Bridge, был открыт в 1869 году. Небольшая ширина проезжей части (около трёх метров) позволяла двигаться повозкам только в одном направлении, и в туристический сезон перед переправой выстраивалась длинная очередь желающих перебраться на другой берег. Мост получил международное признание в виде золотой медали на Всемирной выставке 1878 года и впоследствии несколько раз обновлялся, становясь шире и прочнее. Однако, несмотря на усовершенствования, подвесная конструкция всё равно оказалась восприимчивой к штормовому ветру и обрушилась в Ниагару в январе 1889 года. Взамен утраченного моста инженеры возвели ещё один аналогичной конструкции и под тем же названием, однако в 1889 году было принято решение его разобрать и построить новый.
В том же году на смену подвесной конструкции Кифера пришёл второй мост Лефферта Бака (первый, возведённый годом ранее, находился в 1,5 км ниже по течению), — самый большой стальной арочный мост в мире на тот момент. Этот мост, более известный как Медовый, имел длину пролёта 256 м. Он был достаточно широким, чтобы по нему перемещались не только пешеходы и повозки в обе стороны, но также и изобретённые незадолго до этого трамваи на электрической тяге. В 1938 году описываемый объект также обрушился в реку, на этот раз в результате ледового затора, повредившего одно из его оснований. В 1939 году британский король Георг VI вместе со своей супругой Елизаветой Боуз-Лайон во время своего путешествия по Канаде и США побывали на Ниагарском водопаде, где торжественно объявили о начале строительства новой стальной переправы рядом с остатками разрушенной. В 1941 году берега Ниагары соединил Радужный мост по проекту Эдварда Лупфера (Edward P. Lupfer) и Ричарда Ли (Richard Lee), который используется для автомобильного и пешеходного движения по сегодняшний день. От так же, как и его предшественник, имеет арочную структуру, однако основания пролёта упираются не в дно ущелья, а в его стенки на высоте 15 м над уровнем реки.

## Туризм

### Коммерческое развитие туризма в Канаде

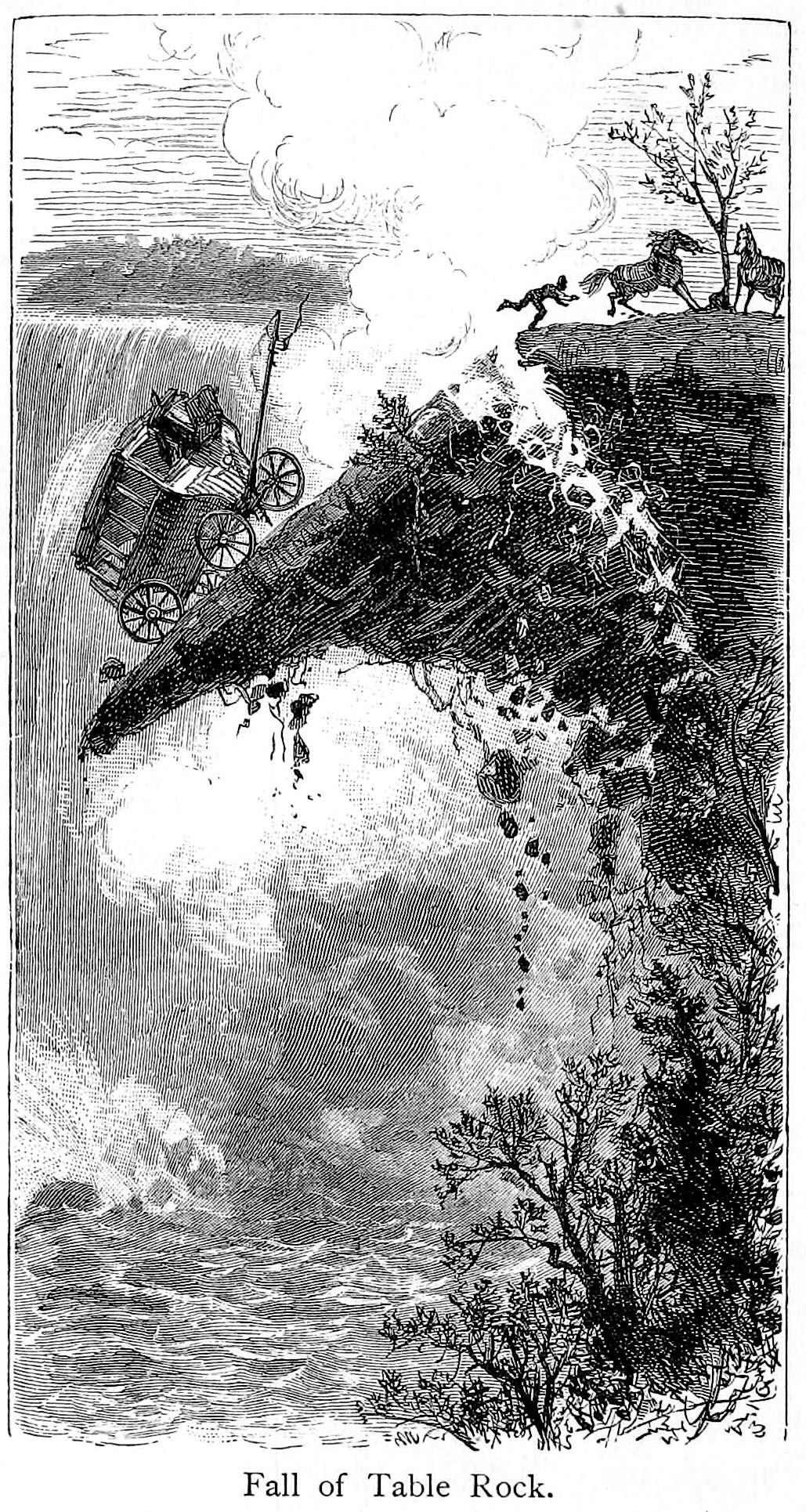
Обрушение скалы Table Rock в 1850 году. Иллюстрация в журнале

К середине 1830-х годов на канадском берегу Ниагары открылось несколько отелей и гостевых домов, хозяева которых не только конкурировали, но и открыто враждовали между собой. Один из наиболее выигрышных земельных участков, непосредственно примыкающий к водопаду, достался ветерану войны 1812 года, предпринимателю Уильяму Форсайту. Этот авантюрный бизнесмен, в прошлом занимавшийся контрабандой и отсидевший в тюрьме, стремился монополизировать доступ к лучшим обзорным точкам. Ради этого он перегородил берег высоким забором и стал взимать плату за проход. Одним из нововведений Форсайта стала сооружённая им крытая винтовая лестница, ведущая к подножию «Подковы» и далее в пещеру за ней. Предприниматель вёл себя достаточно агрессивно: разбирал проложенные другими собственниками дощатые тропы, блокировал работу паромщиков, по некоторым сведениям был причастен к поджогу соседней частной собственности. После череды жалоб и судебных исков в 1833 году он был вынужден уступить свой участок и стоящую на нём шикарную трёхэтажную гостиницу «Pavilion» конкурентам.
В 1835 году началась история ещё одной известной гостиницы Clifton House, построенной Харманусом Крайслером (Harmanus Crysler) напротив американского водопада. В последующие годы она неоднократно перестраивалась, становилась всё выше и респектабельнее; здесь проводились балы и устраивались пышные вечеринки. Здание было охвачено пожаром дважды — в 1898 и 1932 годах, после чего прекратила своё существование. В 1937 году на месте отеля был создан садово—архитектурный ансамбль Oakes Garden Theatre, сохранившийся до нашего времени.
К середине XIX века туристическая отрасль стала основной в этом регионе. После окончания Гражданской войны железная дорога New York Central стала рекламировать Ниагарский водопад как центр удовольствий и лучшее место для проведения медового месяца. На территории военного резерва и части бывших владений Форсайта стихийно образовалась пешеходная зона «The Front» длиной около четверти мили и шириной 300 ярдов. Она совмещала в себе променад с панорамным видом на водопады и торговую площадку, на которой открылись многочисленные таверны, сувенирные магазины и палатки, торгующие всякой всячиной — от «целебной воды» и афганского лазурита до посаженных в клетки диких животных. Здесь толпились фотографы, зазывалы и всякого рода мошенники, выманивающие деньги у неискушённых туристов. Например, одним из известных проходимцев стал некто Сол Дэвис (Saul Davis), державший в 1850—1870-х годах гостиницу «Table Rock Hotel», прозванную в издании The Times «пещерой сорока разбойников». Бизнесмен занимался откровенным вымогательством: сначала заманивал посетителей бесплатно полюбоваться на «кипящие ключи» позади отеля у подножия водопада, а затем на выходе под угрозой расправы требовал выкупить предоставленные туристам плащи из клеёнчатой ткани по баснословно дорогой цене.
Другой примечательной фигурой столетия стал англичанин Томас Барнетт (Thomas Barnett), помимо собственного гостиничного бизнеса открывший для посетителей музей естествознания Niagara Falls Museum. Основавшись здесь в 1831 году, он стал рекламировать «великолепную коллекцию природных и искусственных диковинок», куда помимо прочего вошли около 700 чучел животных размером от колибри до благородного оленя. В дальнейшем музей несколько раз переезжал в более просторные помещения, значительно пополнил свою экспозицию и к середине века стал одной из главных достопримечательностей зоны отдыха. Помимо зоологических экспонатов, в его коллекции были представлены образцы китайского оружия, картины японских художников, щиты воинов тихоокеанских островов и даже мумии египетских фараонов. Страсть к коллекционированию в конечном счёте привела Барнетта к банкротству, и в 1877 году экспозиция музея была распродана на аукционе за долги. В конце XX века около 700 тыс. сохранившихся экспонатов музея выкупил коллекционер Билл Джемисон (Bill Jamieson), отправивший некоторые из них на экспертизу. К удивлению экспертов, многие из предметов, ранее считавшихся подделкой, оказались подлинными, включая считавшуюся утраченной мумию фараона Рамсеса I.

### Коммерческое развитие туризма в США

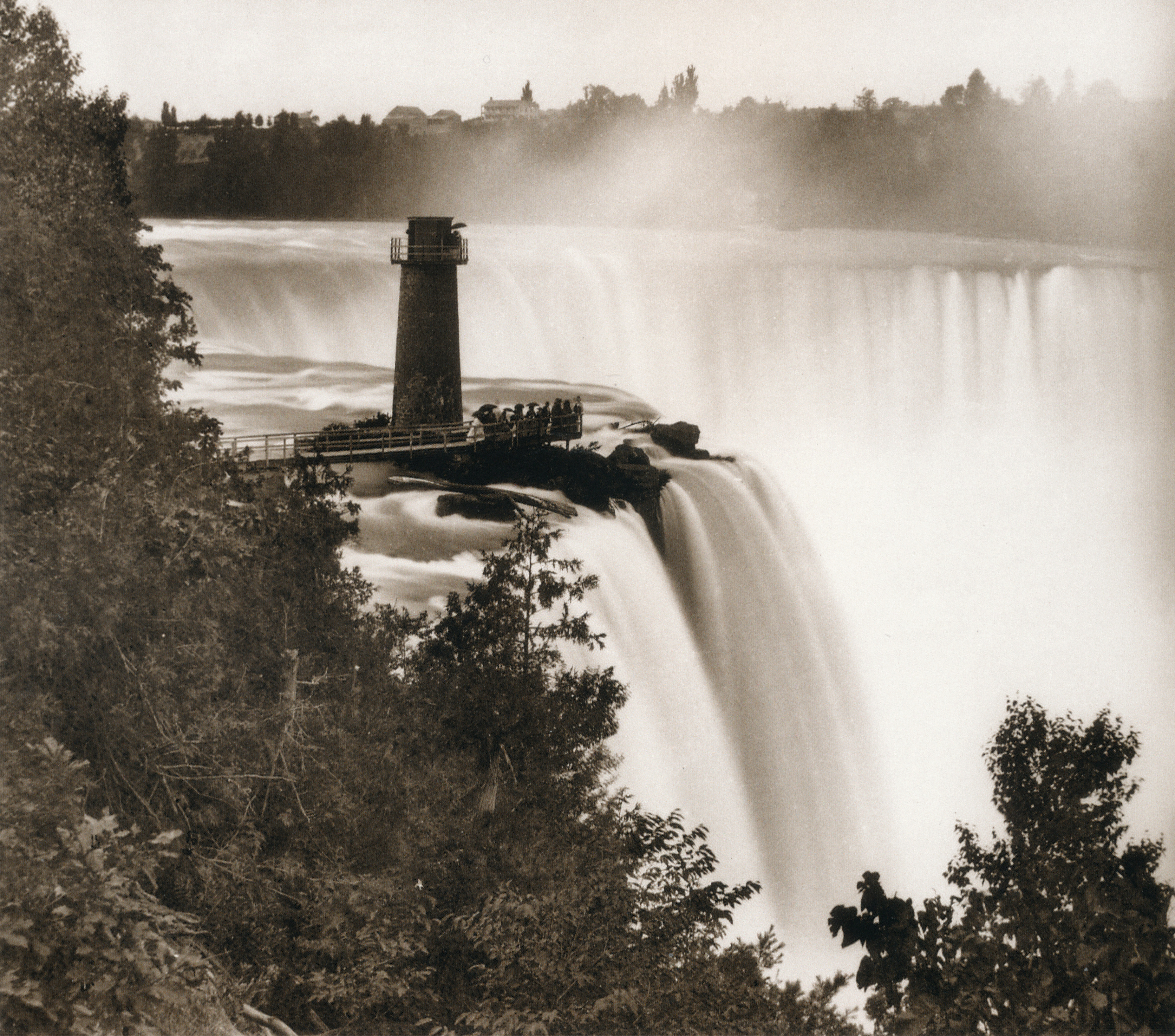
Смотровая площадка Terrapin Rocks с одноимённой башней. Снимок 1859 года

По условиям Гентского мирного договора Козий остров остался в границах США, и местные власти, первоначально планировавшие оборудовать на нём арсенал или тюрьму, выставили землю на торги. Покупателями в 1815 году стали Огюст и Питер Портеры, уже владеющие большим имением на правом берегу Ниагары. Изначально предприниматели планировали использовать остров в основном для постройки мельниц и других промышленных предприятий, использующих энергию воды, и заниматься доставкой произведённых на них товарах вверх и вниз по течению. Однако с открытием канала Эри традиционный транспортный бизнес вдоль реки пришёл в упадок, а туристический поток, наоборот, существенно вырос. Бизнесмены переключились на создание инфраструктуры для обслуживания путешественников, однако сам остров в течение десятилетий оставался слабо затронутым хозяйственной деятельностью. Английский ботаник сэр Джозеф Гукер, исследовавший местный растительный покров в 1879 году, обнаружил на Козьем острове богатое разнообразие растений — большее, чем на любой другой аналогичной по площади территории в Европе и Америке к западу до гор Сьерра-Невада.

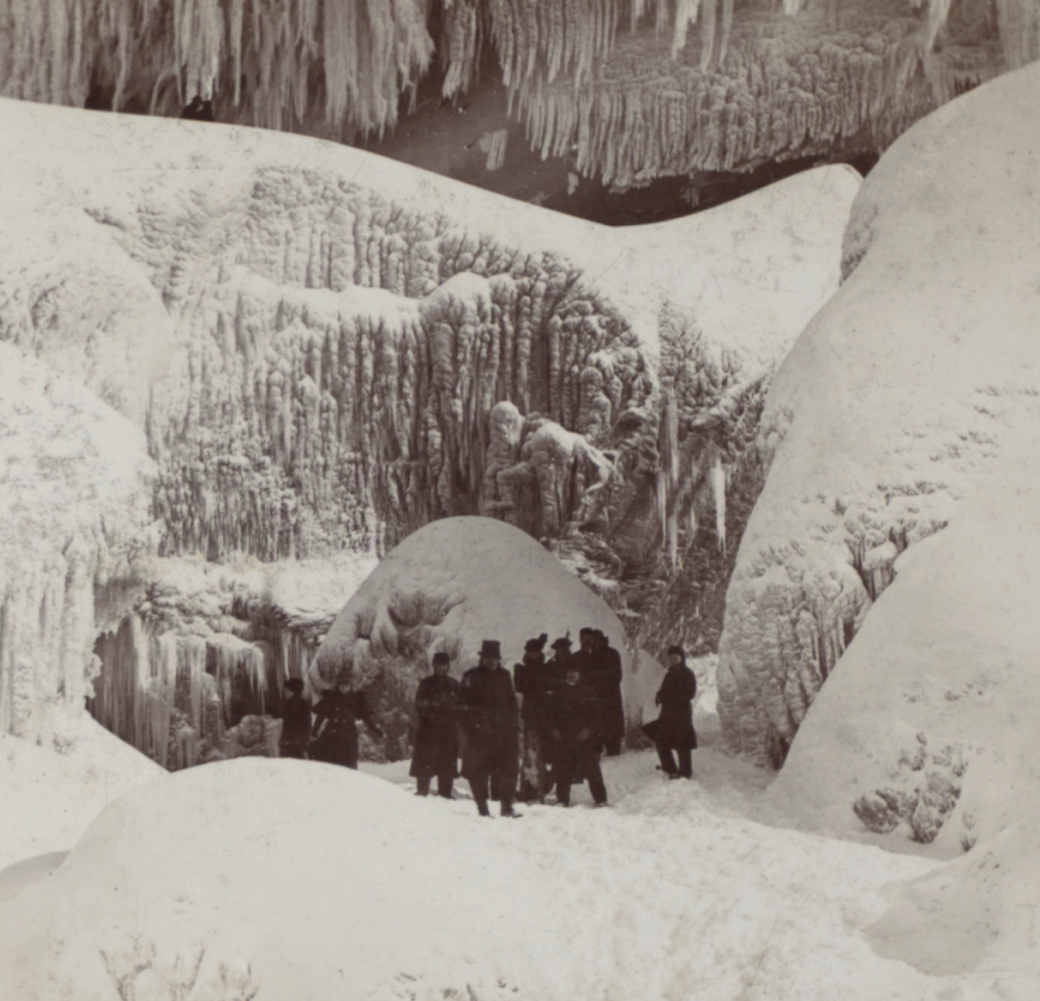
Вход в «Пещеру Ветров». Снимок XIX века, более точное время создания неизвестно

Как и другие предприниматели в округе, Портеры рассматривали свою территорию как объект для извлечения прибыли, однако вместо строительства гостиниц они возвели деревянный мост и за определённую плату открыли остров для публичного посещения, рассматривая его как уголок природы посреди индустриального окружения. Несколько объектов были построены на западной периферии острова, в местах скопления туристов. Так, на группе выступающих их воды камней была оборудована смотровая площадка, получившая название Terrapin Rocks. На большой скале, к которой вели подмостки, в 1833 году возвели каменную постройку цилиндрической формы с лестницей — Terrapin Tower. К обнаруженной за водопадом «Фата» нише, названной «Пещерой Ветров» прорубили каменные ступени, предварительно очистив обрыв от валунов. Позже, в 1858 году ещё несколько мостов провели к группе мелких островков посреди стремнины к югу от Козьего острова; этот «архипелаг» больше известен как Three Sisters Islands. Оригинальные сооружения Постеров не сохранились. Башня Terrapin Tower пришла в негодность и была взорвана динамитом в 1873 году, а сама площадка разрушена и отстроена заново в 1980-е годы.
Одной из заметных фигур в истории Ниагарского водопада XIX века стал бизнесмен Паркхерст Уитни (Parkhurst Whitney). Один из первых жителей Манчестера, он в 1815 году выкупил таверну «Eagle» у некоего Джошуа Фэйрчайлда (Joshua Fairchild). Чтобы заработать за счёт путешественников, он со двора своего хозяйства соорудил лестницу на дно каньона к реке и начал взимать вознаграждение — так же, как на восточном берегу это сделал Уильям Форсайт. Оба предпринимателя объединили усилия и организовали переправу на лодках от одного отеля к другому, таким образом положив традицию водных прогулок у подножия водопада. В 1831 году Уитни приобрёл ещё один отель, только что построенный Cataract House. Со временем эта гостиница, первоначально задуманная как пристройка к таверне, стала не менее фешенебельной, чем расположенная на левом берегу гостиница Clifton House: в обоих были предусмотрены банкетный и танцевальный залы, биллиардная, комната для увеселительных мероприятий, и сад. В гостинице останавливались многие известные личности того времени, включая будущего президента Авраама Линкольна (1857). Как и его канадский визави, отель несколько раз перестраивался и в конечном счёте фатально пострадал от разрушительного пожара — в данном случае в 1945 году.
Вдоль обрыва выстроились многочисленные сувенирные и псевдоантикварные лавки — в этом плане американский берег мало отличался от канадского. К середине века все смотровые площадки были перекрыты заборами, у посетителей не было возможности бесплатно полюбоваться на водопады и пороги. Посетители оставляли внушительные суммы, чтобы обойти все достопримечательности, которые предлагали рекламные брошюры.

### Организация общественных парков

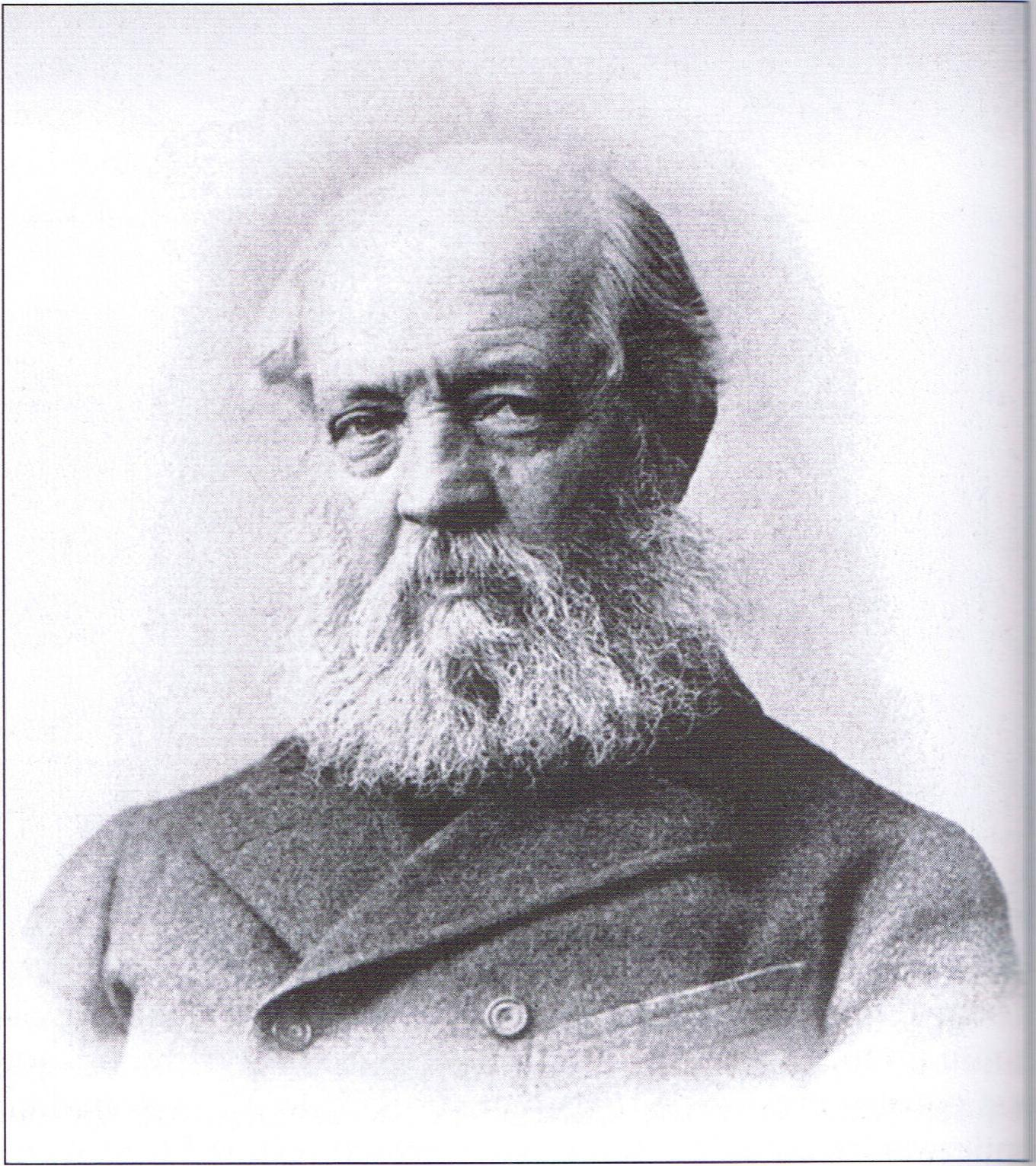
Фредерик Олмстед — человек, сыгравший ключевую роль в создании общественных парков вокруг Ниагарского водопада

В течение XIX века водопад постепенно терял свою привлекательность — отчасти вследствие превращения правого берега в индустриальный кластер, отчасти из-за активности коммерсантов, старающихся выманить у отдыхающих как можно больше денег. В пример можно привести известную путешественницу Изабеллу Бёрд, которую по её воспоминаниям всюду преследовали назойливые продавцы, зазывалы и пьяные извозчики, не давая возможности уединиться и отдохнуть. Жалоб было так много, что губернатор Онтарио Оливер Моуат в 1873 году учредил специальную комиссию по борьбе с мошенничеством. Присланные на помощь констебли отчасти помогли снизить преступность, но не имели полномочий воспрепятствовать самой коммерческой деятельности. В США многочисленные промышленные постройки загораживали обзор реки, а немногочисленные смотровые площадки были доступны лишь за определённую мзду.
Летом 1869 года на Козьем острове и затем в отеле Cataract House состоялась встреча, которая имела далеко идущие последствия. Ландшафтный архитектор Фредерик Олмстед, архитектор Генри Ричардсон и федеральный прокурор из Буффало Уильям Доршеймер обсудили возможность организации на прилегающий к водопаду территории международной заповедной зоны. Инициатором идеи стал Олмстед, к тому времени уже получивший известность благодаря созданию Центрального парка в Нью-Йорке и организации охраняемой зоны в долине Йосемити. Активный защитник природы, Олмстед предложил выступить с ходатайством к властям Нью-Йорка и Онтарио выкупить у собственников их участки и воссоздать на них девственный ландшафт — такой, каким его увидел Луи Энпен. Проект, получивший известность как «Свободная Ниагара» (англ. Free Niagara), долгое время не получал развития: у инициаторов не хватало влияния на органы власти, а публикации в журнале The Nation и двухтомнике Picturesque America не находили нужного отклика. Спустя 9 лет в 1878 году к инициаторам присоединился художник Фредерик Чёрч, которому, в свою очередь, удалось привлечь на свою сторону наместника британской короны, генерал-губернатора Канады лорда Дафферина. Последний, выступая на собрании Общества художников, объявил о создании совместного с США парка в том виде, в каком его представляли прожектёры. В необходимости создания природной резервации удалось убедить и губернатора Нью-Йорка Луциуса Робинсона, однако требовалось соответствующее решение легислатуры штата.
В то время как назначенная парламентом комиссия изучала возможность и стоимость реквизиции, в Нью-Йорке новым главой стал противник реализации идеи Алонсо Корнелл. В Онтарио Моуат хоть и согласился с директивой представителя королевы, однако все расходы возложил на федеральное правительство. Представители кабинета Макдональда в Квебеке и небогатых Приморских провинциях выразили протест: если в США финансированием занимается отдельный штат, то почему в Канаде за природоохранную зону должна расплачиваться вся страна? Столкнувшись с сопротивлением властей, Олмстед организовал коллективное обращение, которое подписали сотни влиятельных людей того времени, в том числе профессор Гарвардского университета Чарльз Нортон, историк Френсис Паркман, основоположник теории эволюции видов Чарлз Дарвин, литераторы Томас Карлейль, Ральф Эмерсон, Генри Лонгфелло, Джон Рёскин, Оливер Холмс и Джон Уиттьер, председатель Верховного суда США Моррисон Уэйт. Ряд писем журналистов Генри Нормана и Джонатана Харрисона в газеты Нью-Йорка и Бостона в значительной степени способствовали изменению общественного мнения.

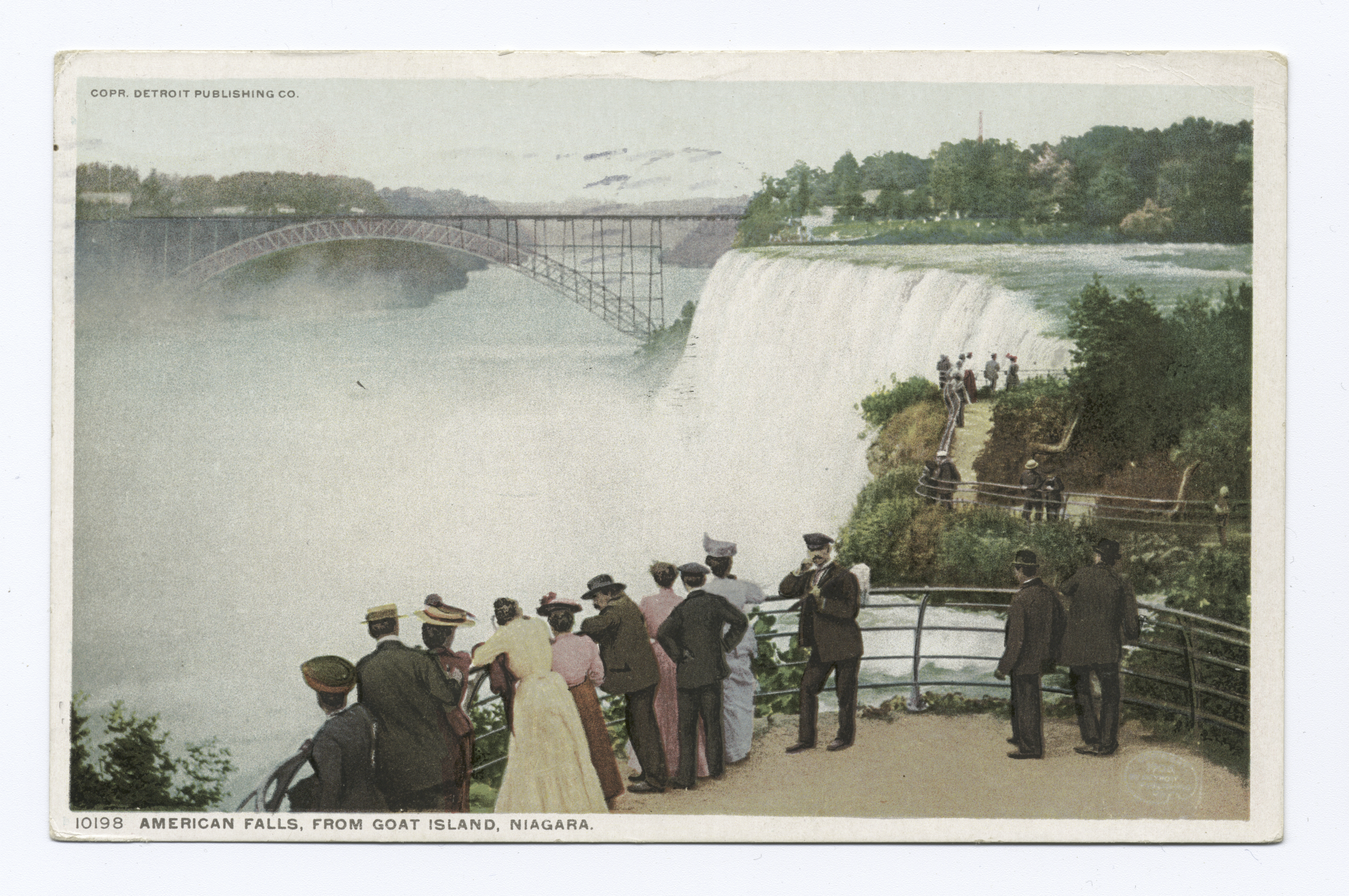
Открытка 1898 года с новыми смотровыми площадками на Козьем острове, спроектированными Фредериком Олмстедом и Калвертом Воксом в рамках создания резервации

Ситуацию удалось переломить лишь после новой смены губернатора Нью-Йорка: в начале 1883 года им стал Гровер Кливленд, поклонник движения «Свободная Ниагара». 14 марта того же года легислатура штата проголосовала за законопроект о создании на его территории Ниагарской резервации (англ. Niagara Reservation, ныне Государственный парк Ниагарского водопада); ещё один подписанный закон выделил для это необходимые средства. В 1886—1887 годах по проекту ландшафтных архитекторов Фредерика Олмстеда и Калверта Вокса производилась масштабная реконструкция зоны отдыха. Все хозяйственные постройки и сооружения были снесены или засыпаны. Вдоль берега проложили дорожки и оборудовали смотровые площадки. Были посажены многочисленные деревья, имитирующие первозданный вид, каким его застали первооткрыватели. На Козий остров проложили новый мост. Были добавлены туалетные комнаты, фонари и мусорные урны — но так, чтобы по возможности сгладить, замаскировать следы человеческой деятельности.
Правительство Онтарио, так и не получив финансирование на более высоком уровне, решило привлечь частный бизнес. Две группы предпринимателей подали заявки на создание и управление общественным парком, свободным от коммерции. Вместе с тем бизнесмены преследовали свои не афишируемые цели, в первую очередь строительство на территории зоны отдыха новой железной дороги и создание соответствующей инфраструктуры. За обеими группами стояли влиятельные политики, и Оливер Моуат назначил комиссию для выбора одного из двух проектов, таким образом сняв с себя ответственность за принятие решения. Комиссия, возглавляемая польским эмигрантом из Российской империи Казимиром Гзовским, пришла к неожиданному для губернатора выводу: создаваемая зона отдыха площадью 118 акров должна восстановить первоначальный вид, насколько это возможно, и управляться государственной структурой. По замыслу Гзовского, за услуги гида следовало взимать небольшую сумму в бюджет заповедника; в остальном вход должен был быть свободным. Новая зона отдыха, получившая название Парка Королевы Виктории, была провозглашена весной 1887 года и через год в день рождения монарха 24 мая открыта для посетителей. Как и на американской стороне, большую часть строений снесли и посадили зелёные насаждения. Правительство всё же установило небольшую плату за вход в отдельные аллеи, пользование крытыми мостами и лифтом на дно каньона.

### Современное состояние

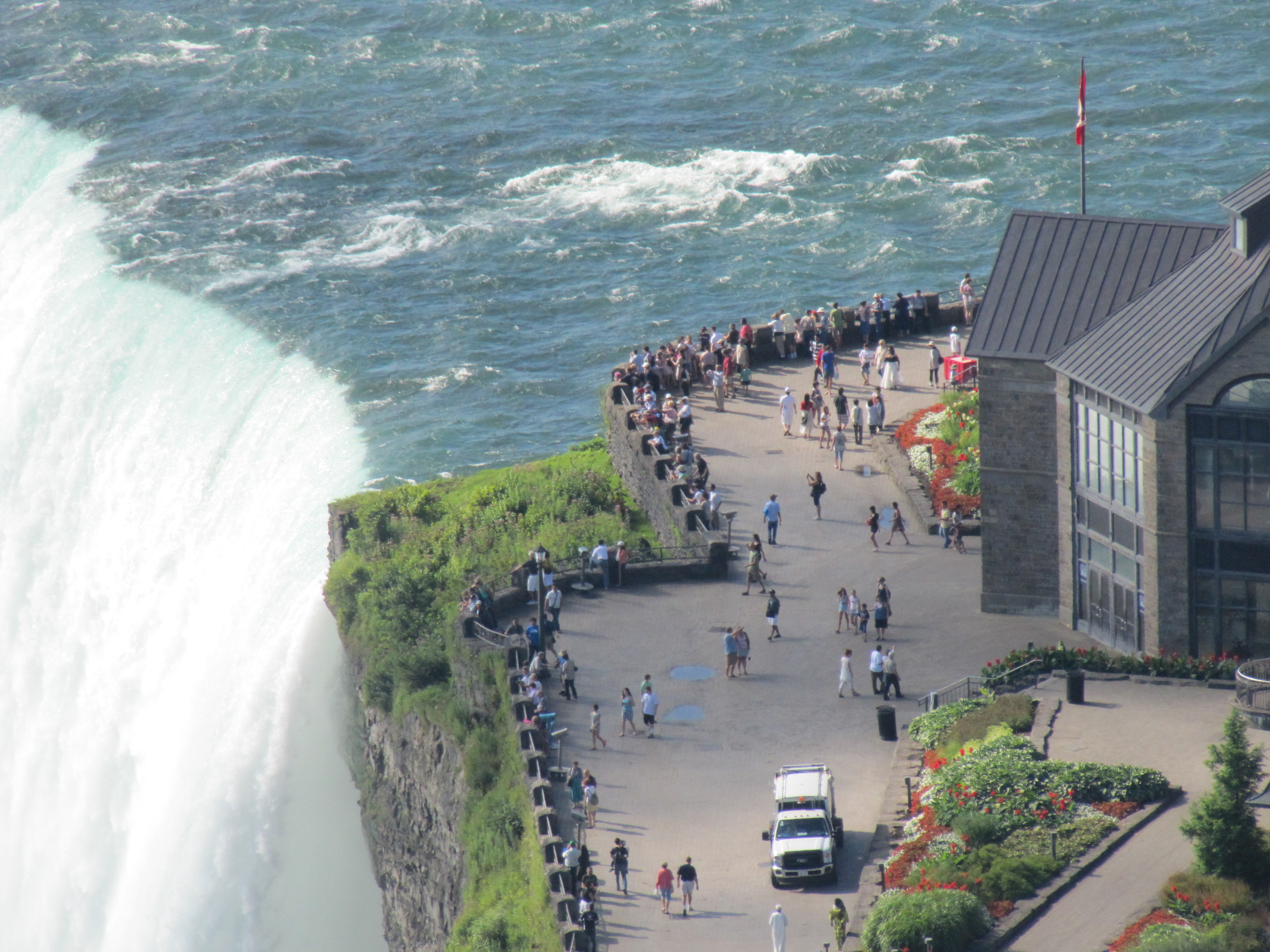
Набережная Ниагары в Парке Королевы Виктории. Снимок 2011 года

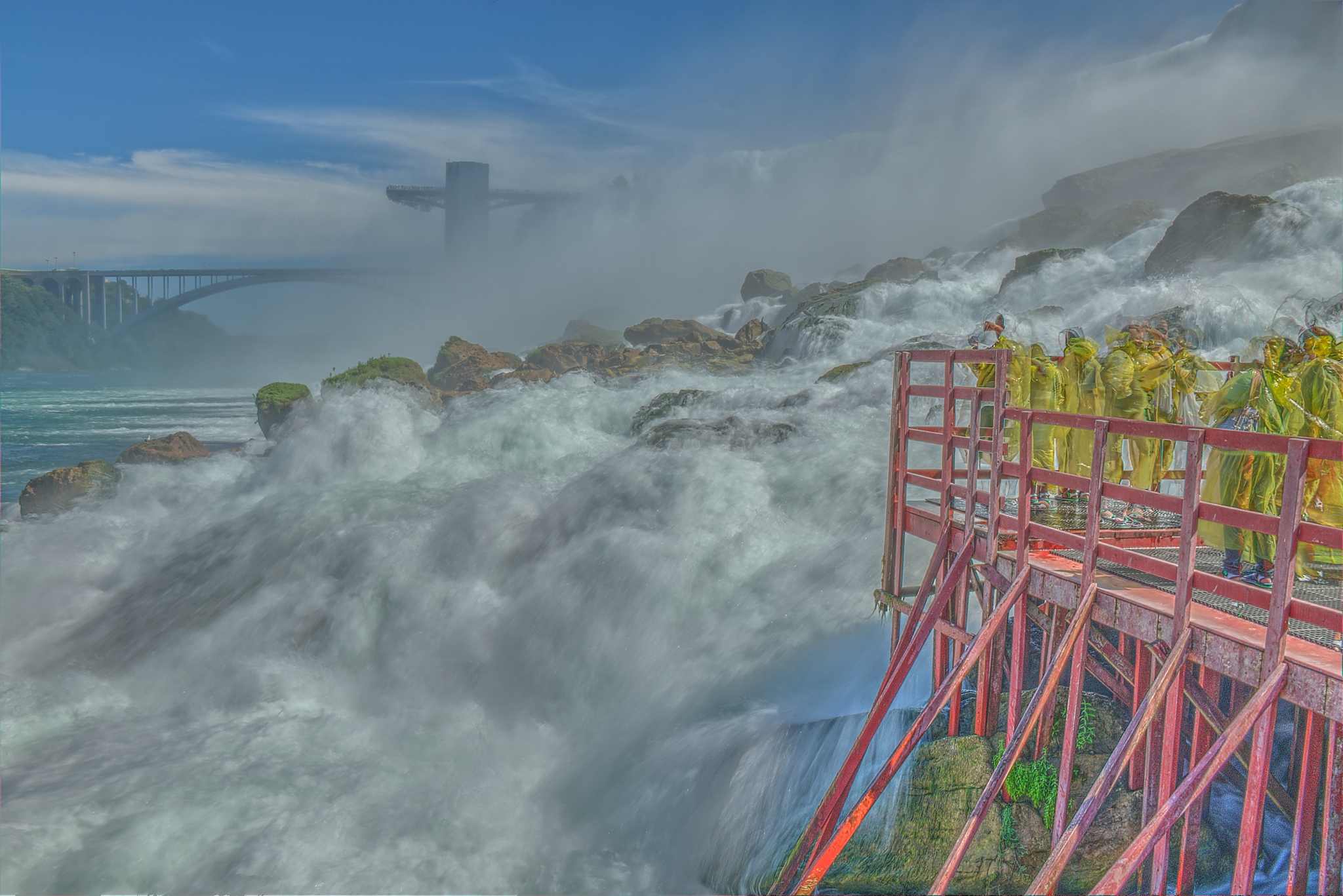
Подмостки новой «Пещеры ветров»

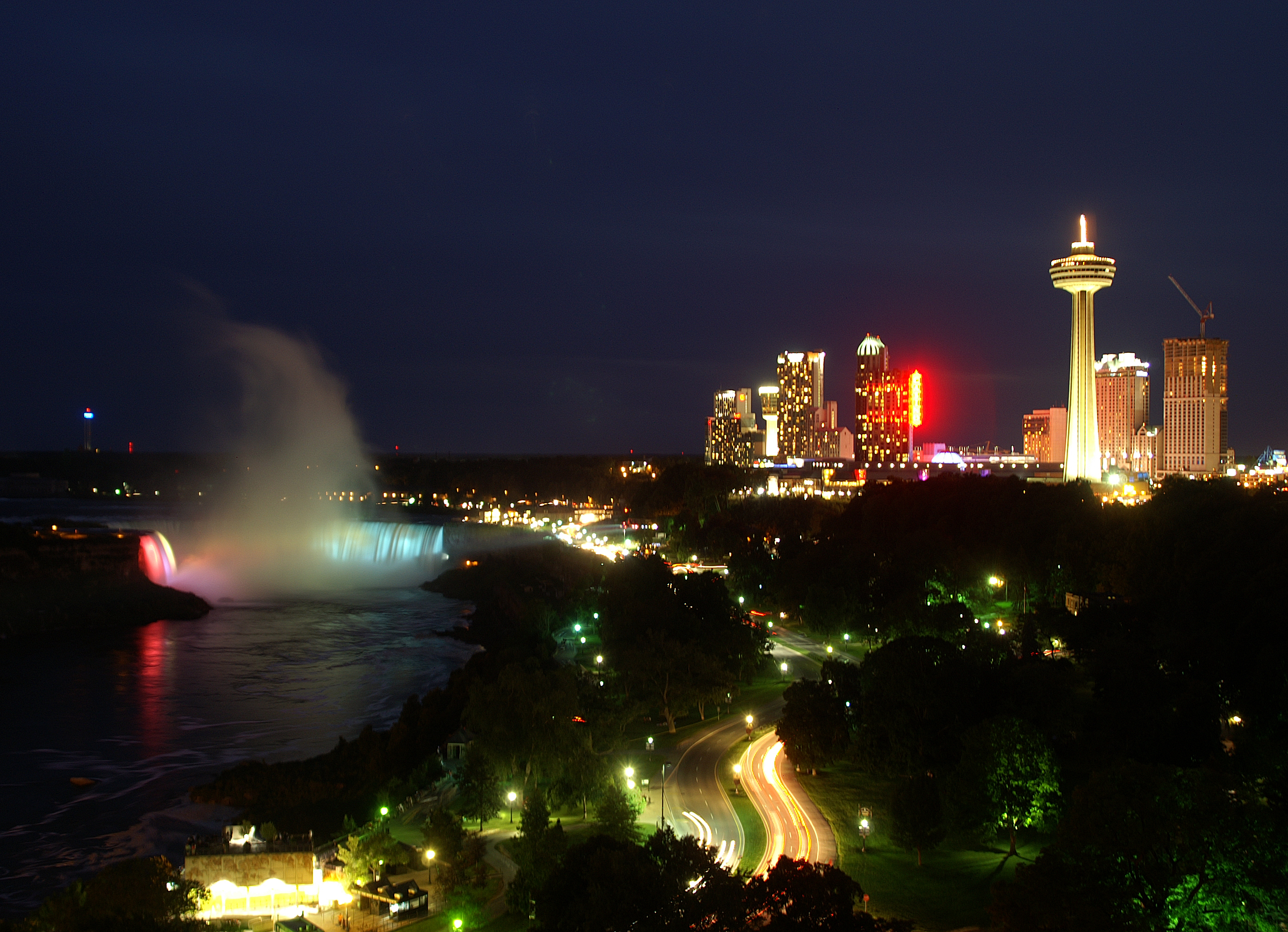
Подсвеченные водопады и канадский берег. Все высотные здания — башня Скайлон, гостиницы и казино — построены после 1960 года

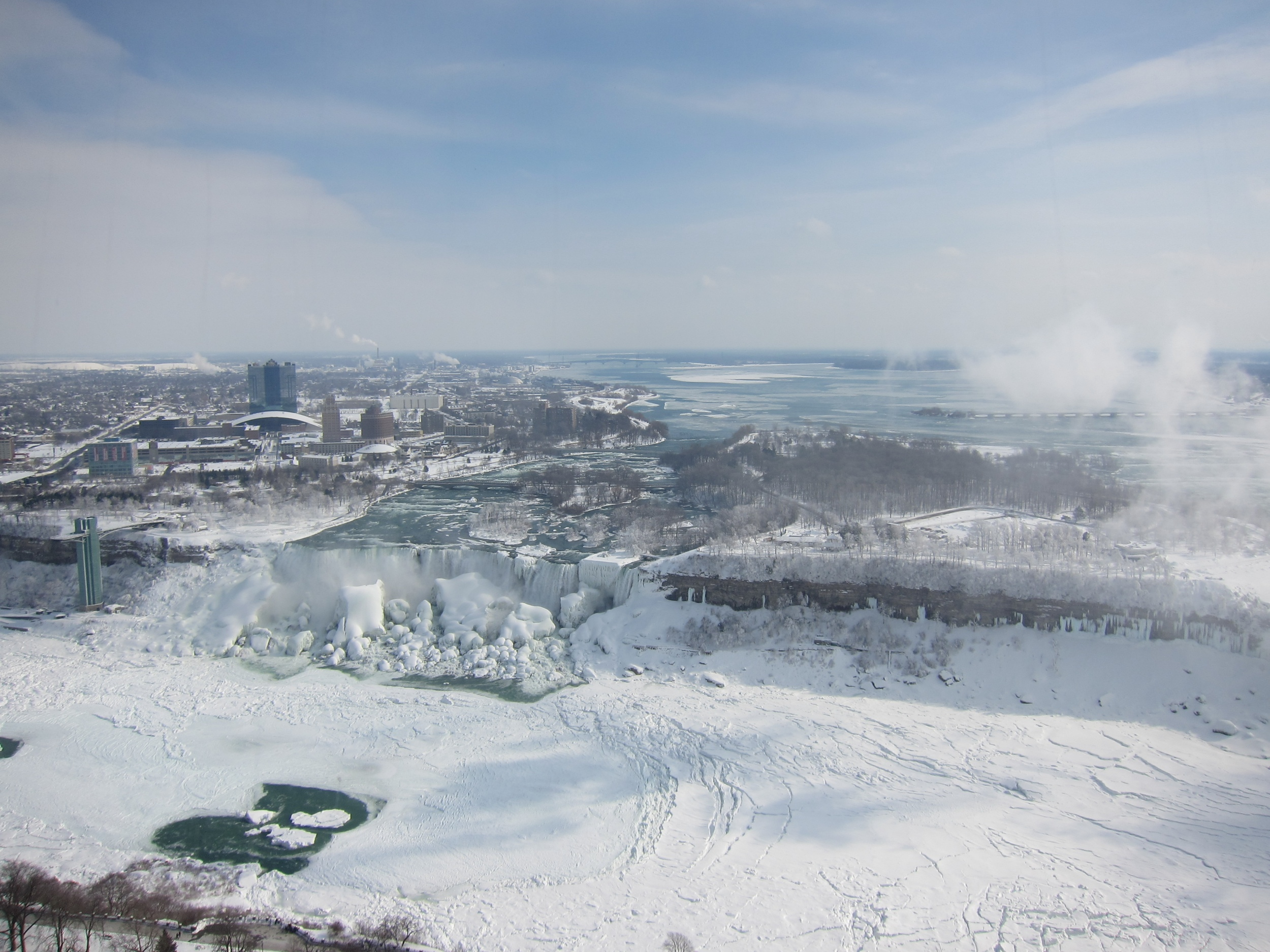
Замёрзшая Ниагара, «Американский водопад» и Козий остров

В настоящее время прилегающая к водопаду публичная зона отдыха в значительной степени отличается от той, которую представляли себе активисты «Свободной Ниагары». Парк Королевы Виктории так никогда и не стал «островком девственного леса» — сейчас это скорее парк в классическом стиле с подстриженными газонами, цветниками, аллеями, фонтанами и садами камней. Набережная Ниагары в пределах парка представляет собой асфальтированный променад с видом на водопады и верхние пороги. Рядом с тем местом, где некогда находилась нависавшая над ущельем скала Table Rock, в 1925—1008 годах был построен комплекс зданий, получивший название Table Rock Centre (изначально Table Rock House); здесь расположены информационный центр, ресторан и обсерватория. В парке сохранились два здания первых канадских электростанций: Toronto Power и Ontario Power. Первое из этих зданий пустует, второе используется работниками кино и телевидения.
Бизнес ярмарочного и карнавального типа сместился на ведущую к реке улицу Clifton Hill и прилегающие к ней переулки: здесь разместились многочисленные музеи восковых фигур, «замки с призраками», галереи аркадных автоматов, сувенирные магазины, площадки для мини-гольфа и прочие заведения индустрии развлечения. Здесь же можно встретить выставленные на всеобщее обозрение подделки артефактов, с помощью которых «укротители» водопада некогда совершали свои трюки — например, бочку учительницы танцев Энни Тейлор. В 1965 году на канадском берегу открылась 52-этажная смотровая башня «Скайлон», с высоты которой открывается круговой обзор окрестностей, включая водопады, города Буффало и Торонто. За границами Парка Королевы Виктории, но в непосредственной близости от водопада и с видом на него открыты несколько казино.
В Нью-Йорке с 1924 по 1935-е год природоохранная зона в долине Ниагары увеличилась ещё на 2000 акров (≈8 км²) за счёт пяти новых, находящихся в ведении штата, парков. Большая часть зелёных насаждений на Козьем острове сохранилась до нашего времени, здесь до сих пор можно уединиться среди зарослей берёзы, ивы и гикори. Другая часть леса была вырублена в 1951 году, чтобы создать стоянки для автомобилей и посадочную площадку для вертолётов. Нагромождение камней Terrapin Rocks у подножия канадского водопада, на которых в XIX веке стояла башня, ныне является искусственным продолжением Козьего острова: сегодня это вытянутая зелёная лужайка с тропинками Terrapin Point, открывающая вид на «Подкову» с американской стороны. Оригинальная «Пещера ветров» после нескольких обвалов и закрытий в 1955 году окончательно уничтожена взрывом. В настоящее время к водопаду «Фата», за пеленой которой когда-то находилась пещера, в тёплое время года ведут деревянные подмостки, сохранившие прежнее название. На острове в 1976 году установлен памятник Николе Тесле работы югославского скульптора Франьо Кршинича.
В 1961 году на месте разрушенной оползнем смотровой площадки Prospect Point открылась одноимённая 86-метровая смотровая башня, с которой открывается панорамный вид на водопады. Возле башни имеется причал, с которого, как и ранее, отправляются экскурсионные катера Maid of the Mist. С 2020 года обслуживающая этот наиболее популярный на Ниагарском водопаде аттракцион компания эксплуатирует судна на электрической тяге, отказавшись от использовавшихся в течение многих десятилетий дизельных двигателей. На месте первой ниагарской электростанции Шёлькопфа с 1971 года открыт Центр изучения Ниагарского ущелья (Niagara Gorge Discovery Center) — музей, рассказывающий геологическую историю Ниагарского водопада. Для помощи посетителям в парке работает информационный центр.
В тёмное время суток водопады подсвечиваются. Традиция берёт своё начало с 1925 года, когда ночная иллюминация стала постоянной. С 2016 года подсветка ведётся с помощью светодиодных ламп.

### Посещаемость
На рубеже XIX—XX веков около одного миллиона человек ежегодно посещало Ниагарский водопад, однако бывали и исключения, связанные с определёнными событиями: например, только во время проведения Панамериканской выставки в близлежащем Буффало в 1901 году количество гостей резервации выросло до 3 млн человек. Популярность природной достопримечательности среди туристов существенно возросла после окончания Первой мировой войны в связи с распространением автомобильного движения: к 1925 году среднее число посетителей выросло до двух миллионов.
Ещё более резкий рост произошёл после Второй мировой войны в связи с большим количеством молодожёнов, — особенно на стороне Канады, где произвели реконструкцию прилегающей к водопаду зоны отдыха и улучшили туристическую инфраструктуру. По оценкам специалистов, в середине 1960-х на Ниагаре численность туристов достигла 5 млн человек в год. Определённую рекламу свадебным путешествиям создал фильм «Ниагара» (1953), в котором главные исполнители Мэрилин Монро и Джозеф Коттен приняли участие в натурных съёмках на фоне водопада. После выхода на экран работники местных бизнесов получили волну писем с требованием зарезервировать комнату в выдуманном мотеле, в котором жили герои киноленты. В 1990 году известный иллюзионист Дэвид Копперфильд в одном из своих шоу «спустился» по водопаду на горящем плоту, чем также способствовал популярности этого места.
Сведения о текущей посещаемости противоречивы, различные источники называют от 22 до 30 млн человек ежегодно. Канадское государственное агентство оценило количество туристов, посетивших Парк Королевы Виктории в 2017 году, в 14 млн человек. Официальные власти Нью-Йорка заявили о 9,5 млн посетителей американского парка в 2019 году, однако журналисты издания The Buffalo News выразили сомнение в этом числе, назвав его сильно завышенным.

## Использование энергии
Открытие и стремительное развитие электроэнергетики на рубеже XIX—XX веков привело к возникновению и усовершенствованию огромного числа революционных на тот момент технологий (этот период в современной историографии получил название «второй промышленной революции»). Существенную роль в этом процессе сыграла Ниагара, на которой в течение всего двух десятилетий было построено несколько гидроэлектростанций, производивших чистую и относительно дешёвую энергию. Изобретения Николы Теслы сделали возможным преобразование энергии воды в электричество и передачу её на значительное расстояние. Другие открытия в области физики позволили преобразовать эту энергию в освещение, тепло и механическую работу.

### Первые электростанции в США
Большую мощность водопада долго рассматривали как неисчерпаемый источник энергии. Первая попытка относится к 1757 году, когда французский офицер Даниэль-Мари де Жонкар (Daniel-Marie Chabert de Joncaire) выкопал небольшую канаву на правом берегу реки чуть выше водопада для подачи энергии для своей лесопилки. В первой половине XIX века Огюст и Питер Портеры, владельцы земли на месте сохранившегося рва француза, выступили с инициативой создания водоотводного канала, вода из которого приводила бы в движение турбины мельниц и затем сливалась с обрыва ниже по течению. По их протекции в 1853 году бывший мэр Нью-Йорка Калеб Вудхулл основал «Ниагарскую гидравлическую компанию» (Niagara Falls Hydraulic Company), получившую в собственность необходимый участок и контракт на строительство гидротехнического сооружения. Был разработан план строительства, однако работы так и не начались — вначале из-за недостатка средств, а затем вследствие смерти обоих попечителей.

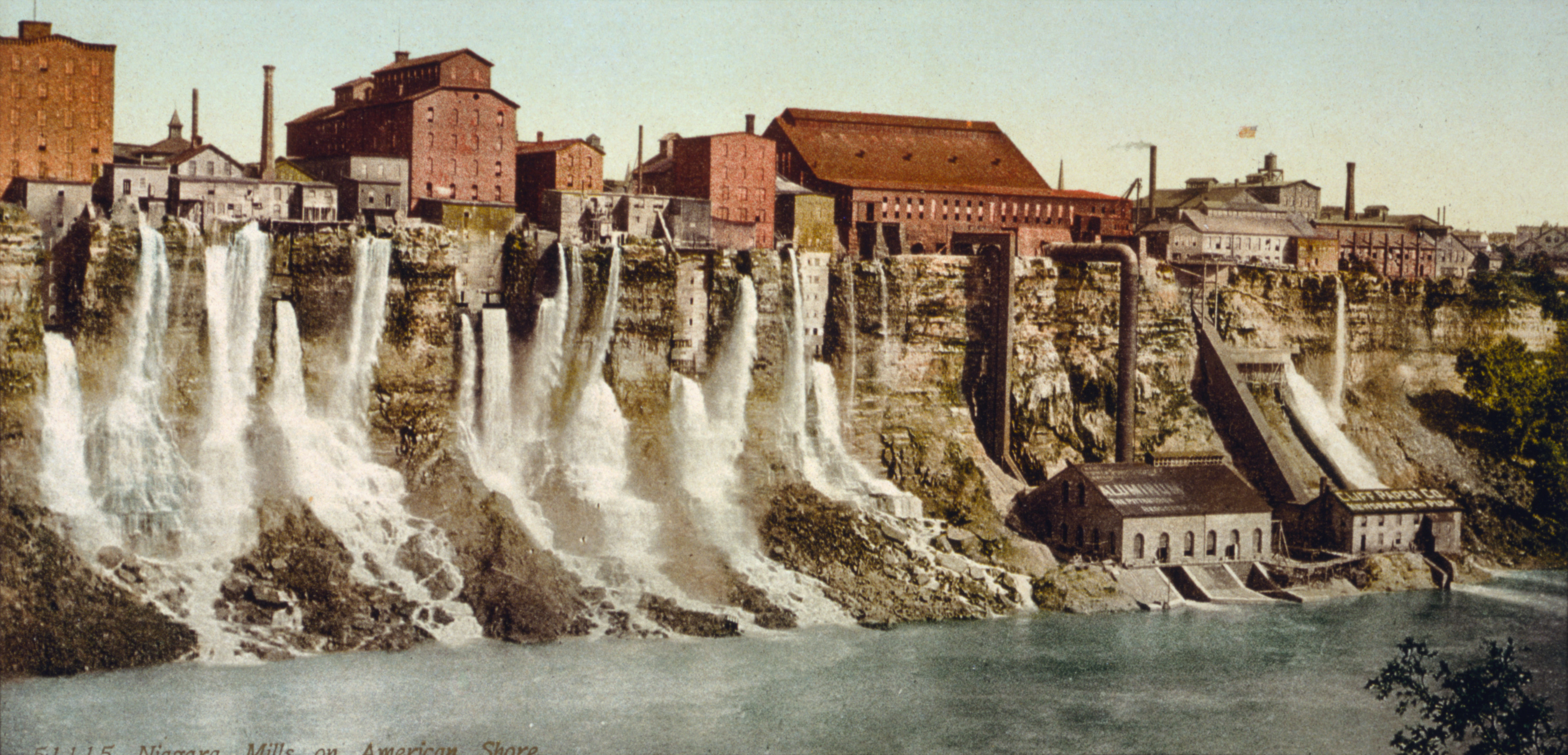
Ниагарский каньон в 1900 году непосредственно за границей резервации. Видны предприятия, работающие на энергии водного потока из канала. В правом нижнем углу на берегу гидроэлектростанция Джекоба Шёлькопфа

Последователем Вудхулла стал предприниматель Горас Дэй (Horace H. Day), переименовавший предприятие в «Компанию канала Ниагарского водопада» (англ. Niagara Falls Canal Company) и запустивший запланированный водоотводный канал в 1861 году. Проект оказался убыточным: с началом гражданской войны канал долгое время оставался невостребованным. Лишь в первой половине 70-х годов услугами Дэя стала пользоваться мукомольная мельница Чарльза Гэскилла (Charles Gaskill), однако к тому времени само предприятие, все предшествующие годы продолжавшее достраивать сооружение, окончательно пришло в упадок. В 1877 году Горас Дэй был признан банкротом и канал выставлен на торги.
В 1878 году владельцем канала стал Джекоб Шёлькопф, увидевший в его использовании новые возможности. Он учредил собственную Ниагарскую гидроэнергетическую и добывающую компанию, существенно увеличил размеры постройки Дэя, выкопал два ответвления от основного водотока, и поставил затворы. С помощью нового сооружения предприниматель подключил к потреблению гидроэнергии семь предприятий, два из которых контролировал лично. Первоначально гидротурбины передавали потребителям энергию при помощи механических приводов. В 1881 году бизнесмен построил на дне ущелья одну из первых гидроэлектростанций в мире — «Station No. 1», производившую постоянный ток. Энергии хватало для освещения самого водопада и уличных фонарей в близлежащем посёлке с помощью дуговых ламп Чарльза Браша.
После образования резервации промышленное производство сместилось непосредственно за границы охраняемой зоны. В 1889 году фирма «Катаракт-компани» (Cataract Company, позже «Ниагарская энергетическая компания»), возглавляемая банкиром Эдвардом Адамсом, прорыла под населённым пунктом Ниагара-Фолс двухкилометровый водоотводный туннель. Разработчиком этого сооружения стал известный нью-йоркский инженер Томас Эвершед (Thomas Evershed). Изначально предполагалось, что туннель будет снабжён множеством небольших колёсных ям, к которым подключатся заводы и фабрики; однако в округе отсутствовало достаточное количество промышленных потребителей. Требовалось найти решение передачи энергии на расстояние, прежде всего в расположенный в 32 км от водопада промышленный город Буффало. С этой целью в 1890 году Адамс организовал престижный международный конкурс во главе с лордом Кельвином, в котором рассматривались технические решения по передаче энергии с помощью гидромеханики, пневматики, либо с помощью электричества. Ни один из предложенных проектов, включая проект ведущего американского изобретателя в области электротехники Томаса Эдисона, не был признан работоспособным. Три года спустя организаторы конкурса обратили внимание на изобретение генератора переменного тока Николы Теслы, который совместно с инженером Джорджем Вестингаузом занимался освещением Всемирной выставки в Чикаго.

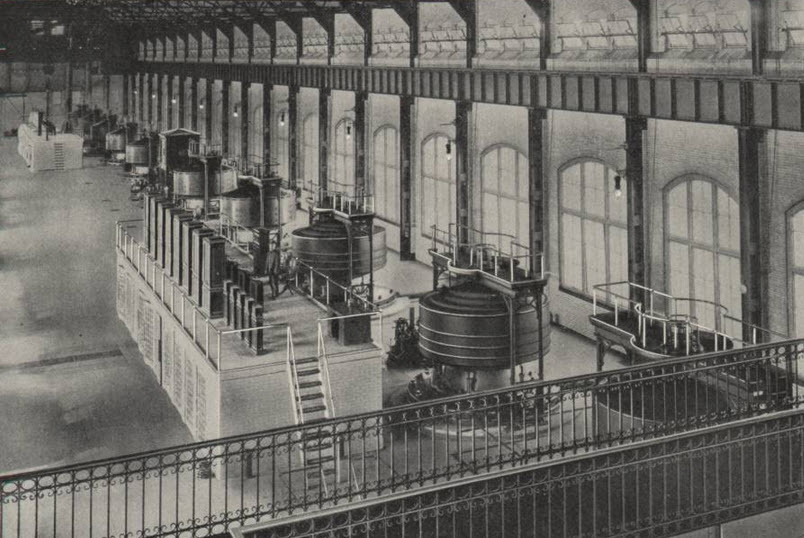
Генераторы Вестингауза на электростанции Адамса. Снимок 1904 года

В 1883 году Адамс нанял фирму Вестингауза для установки двух двухфазных генераторов переменного тока Теслы общей мощностью 15 тыс. лошадиных сил (впоследствии двухфазная система была заменена на трёхфазную). К 1896 году с финансовой помощью таких магнатов, как Джона Пирпонта Моргана, Джона Астора IV и представителей семейства Вандербильтов, количество генераторов выросло до десяти, а суммарная мощность до 50 тыс. лошадиных сил (37 мегаватт). В 1899—1904 годах был возведена вторая очередь гидроэлектростанции, количество вырабатываемой энергии удвоилось. Были созданы гигантские подземные трубопроводы, подсоединённые к гидроагрегатам, от которых электричество под высоким напряжением доставлялось потребителям в окрестные города. Численность населения Ниагара-Фолс стала стремительно расти: если в 1889 году в посёлке жило около 500 человек, то спустя десятилетие на рубеже веков порядка 20 тысяч. К этому времени населённый пункт стал центром электрохимической и электрометаллургической промышленности: одними из первых здесь обосновались изобретатель получения алюминия с помощью электролиза Чарльз Холл и первооткрыватель процесса синтеза карбида кремния Эдвард Ачесон. К 1909 году в городе были открыты 25 крупных промышленных производств. Помимо прочего здесь производились ацетилен, щёлочи, каустическая сода, хлор и известь, позже дополнительно ферросплавы, изделия из графита и абразивные материалы.
В 1927 году гидроэлектростанция получила имя Адамса; постепенно её значение снижалось, пока она не была окончательно остановлена в 1961 году после ввода в эксплуатацию более мощных и эффективных ГЭС. Большинство сооружений станции было демонтировано, до настоящего времени сохранилось лишь здание трансформаторов, имеющее статус исторического памятника. Электростанция Шёлькопфа постепенно наращивала мощности, в 1898—1924 годах было построено несколько очередей ГЭС, в результате она достигла мощности 400 МВт и стала крупнейшей на тот момент гидроэлектростанцией в мире. В 1918 году компания Шёлькопфа была объединена с Niagara Falls Power Company. 8 июня 1956 года большая часть сооружений гидроэлектростанции была уничтожена в результате оползня, причиной которого стали многолетние протечки воды из водоподводящей системы. В момент происшествия на станции находилось 40 сотрудников; всем, за исключением одного человека, удалось спастись. Станция была признана не подлежащей восстановлению, её остатки были демонтированы, а подводящий канал засыпан.

### Первые электростанции в Канаде
Первая небольшая (мощностью около 2 МВт) гидроэлектростанция на левобережье, созданная железнодорожной компанией Niagara Falls and River Railway и получившая название «International Railway Plant», начала свою работу в 1893 году; на полученном с её помощью постоянном токе работали трамваи, перевозившие пассажиров между населёнными пунктами Чиппева (Chippewa, в настоящее время исторический район в границах канадского города Ниагара-Фолс) и Куинстоном. Эта электростанция проработала до 1932 года.

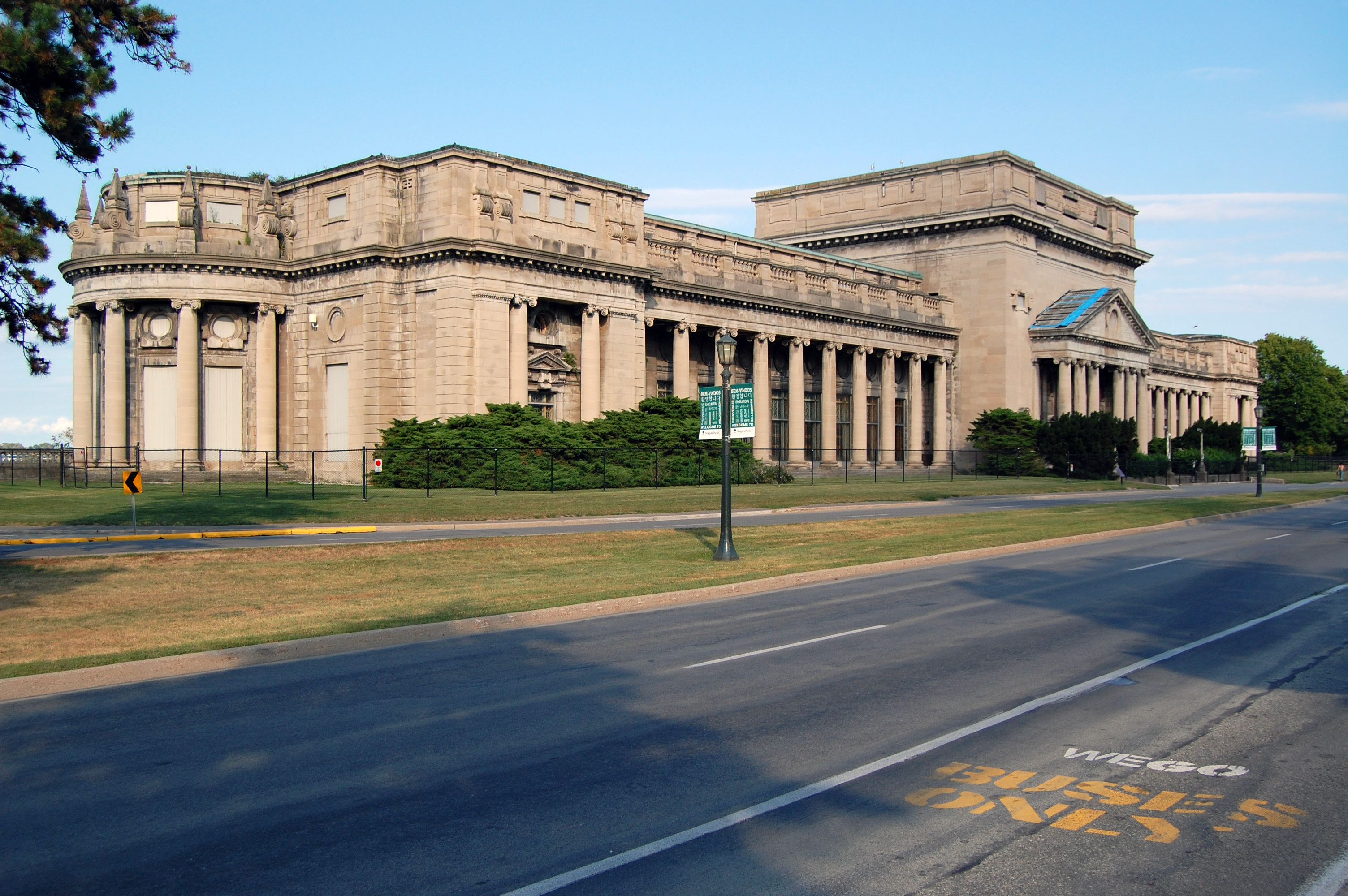
Машинный зал электростанции «Toronto Power Generating Station». Фотография 2015 года

В начале следующего столетия на берегу начали работать два более крупных предприятия, принадлежащие и контролируемые американцами: «Canadian Niagara Power» (1904) и «Ontario Power» (1905). Обе станции, несмотря на названия, никак не были связаны с экономикой Канады: всё произведённое на них электричество переправлялось на противоположный берег, где наблюдался взрывной рост экономики.
В 1905 году была введена в эксплуатация гидроэлектростанция компании Canadian Niagara Power (принадлежащая тем же инвесторам, что и электростанция Адамса), впоследствии получившая имя Уильяма Рэнкина — основателя и руководителя компании, скончавшегося через три дня после пуска ГЭС. Последний из 11 гидроагрегатов ГЭС заработал в 1927 году, после чего станция вышла на полную мощность 102 500 л. с. (около 75 МВт). Гидроэлектростанция вырабатывала электроэнергию (переменный ток частотой 25 Гц) в течение 100 лет после пуска — до 2005 года. В том же году заработала более крупная гидроэлектростанция компании Ontario Power. Её оборудование включало в себя 15 гидроагрегатов общей мощностью 132,5 МВт, вырабатывавших переменный ток частотой 25 Гц (в 1972—1976 годах реконструирована с целью перевода на частоту 60 Гц). Эта гидроэлектростанция была закрыта в 1999 году, поскольку на земельном участке, на котором располагались её трансформаторы, решили построить казино.
Канадские власти изначально не рассматривали электричество в качестве основного поставщика энергии, приоритет отдавался паровым двигателям. Ситуация начала меняться в 1902 году, когда в связи с масштабной забастовкой шахтёров в Пенсильвании резко выросла цена антрацита. Даже когда конфликт был разрешён, заказчики в США продолжали получать сырьё в первую очередь, тогда как канадцы столкнулись с его резким дефицитом.
Задача выработки переменного тока для промышленных предприятий Торонто была успешно выполнена тремя канадскими бизнесменами: железнодорожным магнатом Уильямом Маккензи (William Mackenzie), вице-президентом канадского подразделения компании General Electric Фредериком Николлсом (Frederic Thomas Nicholls) и финансистом Генри Пелаттом (Henry Pellatt). Созданный ими синдикат Electrical Development Company в 1906 году ввёл в строй станцию Toronto Power Generating Station мощностью 125 тыс. лошадиных сил. Отводные туннели длиной около 700 и глубиной 150 футов начинались несколько выше обрыва «Подковы», — в месте наиболее мощной стремнины, и заканчивались аккурат в торце водопада, за пеленой основного потока; таким образом, строителям удалось избежать неприглядной картины, характерной для американского берега. Расположенные на дне шахты гидротурбины были соединены длинными валами с расположенными на поверхности гидрогенераторами, которые и вырабатывали электроэнергию. Для строительства основного здания, в котором затем установили генераторы, предприниматели наняли известного архитектора Эдварда Леннокса. Спроектированное им величественное сооружение в стиле бозар, законченное в 1913 году и скорее напоминающее дворец, было украшено портиком и колоннадой из привезённого из Индианы известняка.
В 1917 и 1922 годах станции Ontario Power и Toronto Power перешли под управление госкорпорации Ontario Hydro. Последняя продолжала производить энергию вплоть до 1974 года, когда руководство приняло решение о его закрытии. Основанием остановки стал тот факт, что станция продолжала вырабатывать ток частотой 25 Гц, тогда как большинство потребителей перешло на новый стандарт в 60 Гц. Потребители были переключены к сетям двух более современных станций «Сэр Адам Бек», расположенных ниже по течению Ниагары. В 1983 году федеральные власти Канады признали сохранившееся здание машинного зала «национальным историческим объектом» страны. «Электростанция — первый, полностью принадлежащий канадцам гидроэлектрический объект в районе Ниагарского водопада; её машинный зал — ранний и необычный пример использования стиля бозар в канадской промышленной архитектуре», — говорится в обосновании звания.

### Дальнейшее развитие энергетики

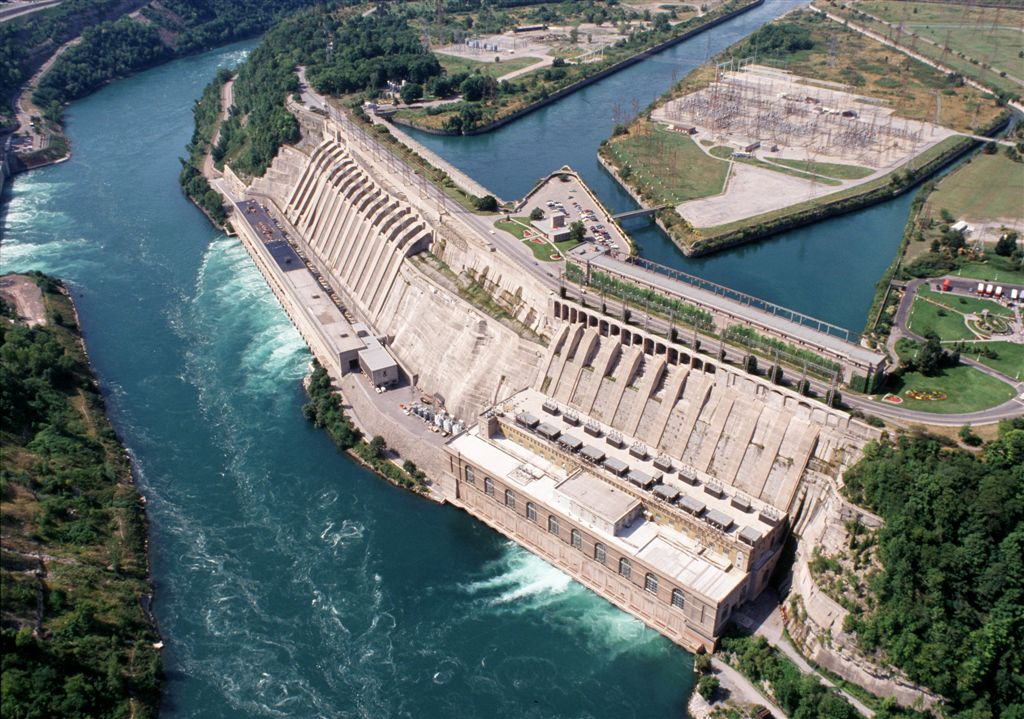
Электростанции «Сэр Адам Бек 1» и «Сэр Адам Бек 2»

С началом работы первых канадских станций в этой стране возникло движение, выступающее за передачу энергосетей в общественное управление. Возглавивший это движение Адам Бек убедил кабинет Онтарио учредить специальное ведомство для развития гидроэнергетики. Возглавленная им организация Hydro-Electric Power Comission, впоследствии преобразованная в государственную корпорацию Ontario Hydro, стала одной из крупнейших энергетических компаний Северной Америки. Первым проектом компании стало строительство вблизи Куинстона гидроэлектростанции «Куинстон-Чиппава». Возведение ГЭС было начато в 1917 году, первые гидроагрегаты начали вырабатывать электроэнергию в 1922 году, последняя, десятая машина была пущена в 1930 году. Для подвода воды к зданию ГЭС был прорыт канал длиной 13,7 км, шириной 13,7 м и средней глубиной 10,4—12 м, подающий 549 м³/с воды. Кроме того, на протяжении 6 км было расширено и углублено русло реки Уэлленд, при этом направление течения реки на этом участке было изменено на противоположное — теперь по нему текла вода Ниагары. Изначально эта ГЭС, как и другие ранние гидроэлектростанции Ниагарского водопада, вырабатывала ток на частоте 25 Гц; впоследствии гидроагрегаты постепенно переоборудовались на частоту 60 Гц, окончательно этот процесс планируется завершить в 2022 году с заменой двух самых старых гидроагрегатов. В 1950 году эта электростанция получила имя основателя компании — «Сэр Адам Бек 1». Изначально её мощность составляла 403,9 МВт, впоследствии она была увеличена до 432 МВт. В 1951 году рядом с ней было начато строительство второй, значительно более мощной гидроэлектростанции «Сэр Адам Бек 2», 16 гидроагрегатов которой были введены в эксплуатацию в 1954—1958 годах. Изначально мощность станции составляла 1223,6 МВт, в настоящее время она составляет 1499 МВт. Вода к гидроагрегатам станции изначально подавалась при помощи двух тоннелей длиной около 8 км каждый и диаметром по 13,7 м, на момент создания — крупнейших в своём классе в мире, заканчивающихся каналом длиной 3,6 км. В 2006—2013 годах был проложен третий тоннель, длиной 10,2 км и диаметром 12,7 м, обеспечивший подачу дополнительных объёмов воды в объёме 500 м³/с, высвободившихся после вывода из эксплуатации старых гидроэлектростанций. Одновременно с ГЭС была построена и в 1957 году введена в эксплуатацию гидроаккумулирующая электростанция (ГАЭС) «Сэр Адам Бек» мощностью 174 МВт (6 обратимых гидроагрегатов), для работы которой был создан аккумулирующий бассейн длиной 3,8 км и шириной 0,8 км. Ночью, когда по условиям соглашения выработка гидроэлектростанции максимальна (а потребность в электроэнергии снижается) эта станция работает в насосном режиме, потребляя электроэнергию и закачивая воду в верхний бассейн. В периоды пиковых нагрузок станция переключается в генераторным режим, срабатывая воду из бассейна и вырабатывая электроэнергию (одновременно подавая воду к турбинам гидроэлектростанций).
В США возведение новой гидроэлектростанции под управлением штата Нью-Йорк долго не могло получить одобрения Сената США, отчасти из-за доминировавших там «антикоммунистических» настроений, отвергавших любые экономические проекты без участия частного капитала. Ситуация изменилась после разрушения гидроэлектростанции Шёлькопфа, когда американская промышленность оказалась на грани энергокризиса. Строительством нового крупного энергообъекта, принадлежащего Энергетическому управлению Нью-Йорка (NYPA), занимался Роберт Мозес — чиновник на уровне штата, к тому времени известный по различным инфраструктурным проектам в городе Нью-Йорке. Строительство новой станции, получившей имя Мозеса (англ. Robert Moses Niagara Power Plant), было начато в 1957 году, и уже в 1961 году она начала вырабатывать электроэнергию. В здании ГЭС расположены 13 гидроагрегатов общей мощностью 2525 МВт (изначально 2300 МВт), вода к которым подаётся при помощи двух тоннелей, каждый из которых имеет длину 7,2 км, ширину 14 м и высоту 20 м. Как и в случае с гидроэлектростанцией «Сэр Адам Бек 2», одновременно с ГЭС «Роберт Мозес» была построена гидроаккумулирующая электростанция «Льюистон» (англ. Lewiston Pump Generating Plant) мощностью 240 МВт (12 обратимых гидроагрегатов), с обширным верхним бассейном.
На 2021 год ГЭС «Сэр Адам Бек 1» и «Сэр Адам Бек 2», ГАЭС «Сэр Адам Бек», находящиеся на канадской стороне, а также ГЭС «Роберт Мозес» и ГАЭС «Льюистон» на американской — единственные гидроэнергетические предприятия, работающие в районе Ниагарского водопада. По данным 2020 года, совокупная мощность гидроэнергетического комплекса Ниагарского водопада составляет 4870 МВт (в том числе мощность ГЭС — 4456 МВт, ГАЭС — 414 МВт). Здания гидроэлектростанций расположены по берегам Ниагары ниже водопада, практически друг напротив друга. От 50 % до 75 % всей проходящей через Ниагару воды отводится через пять туннелей и один канал, начинающихся выше по течению от самого водопада.
Корабли обходят водопад через Уэллендский канал, который в 1960-е годы был улучшен и вошёл в систему «Морской путь Святого Лаврентия», что позволило судам попадать из Атлантического океана в Великие озёра, минуя порт Буффало. Местные кораблестроительные и сталелитейные заводы, пекарни и другие предприятия, процветавшие до 1970-х годов благодаря близости источников энергии, были вынуждены закрыться или резко сократить свою деятельность. Экономика региона пришла в упадок.

## Проекты по «сохранению и улучшению»

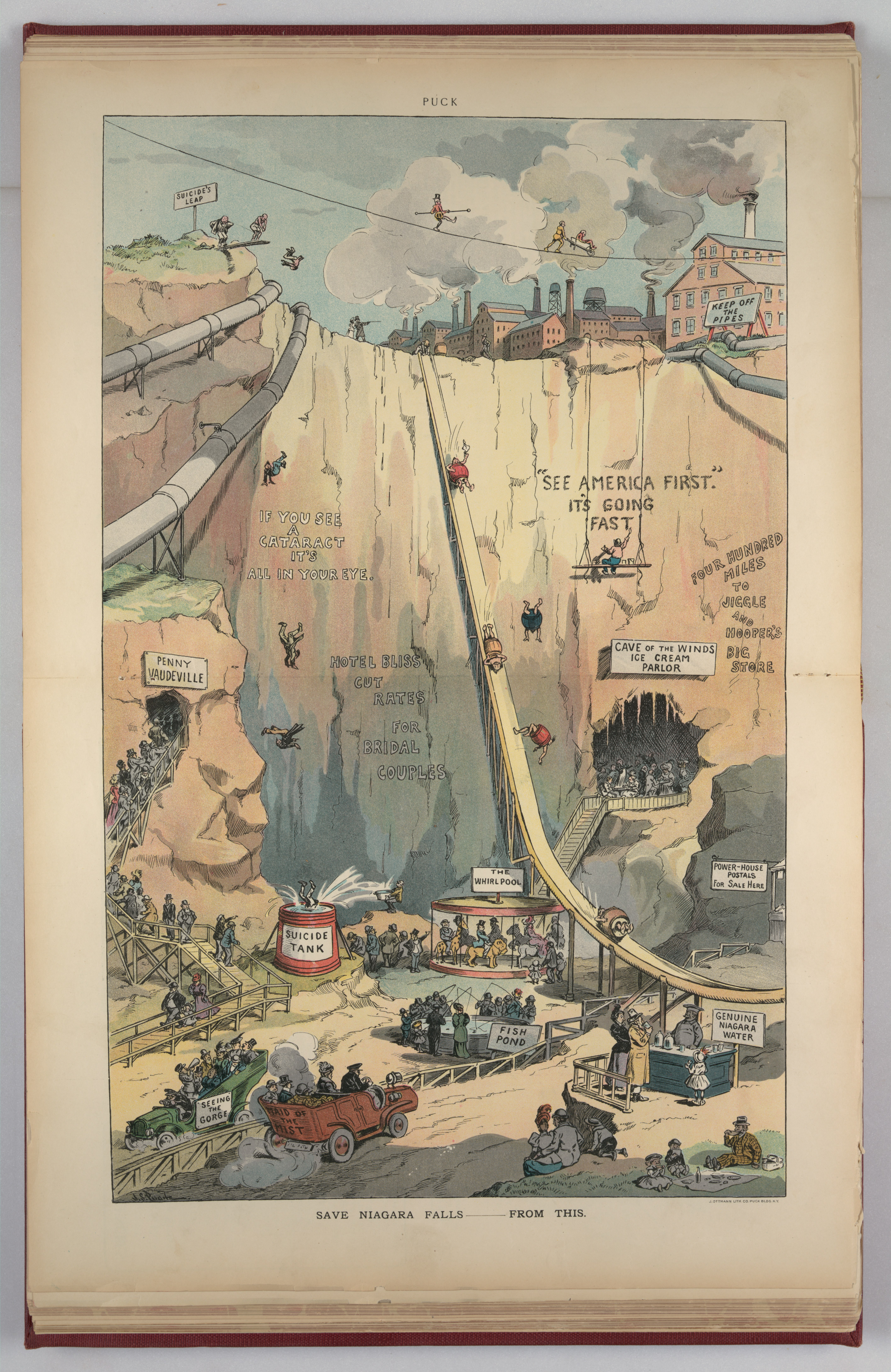
«Спасите Ниагарский водопад — от этого!» — карикатура в журнале Puck, 1906 год

В XX веке на Ниагарском водопаде приобрели популярность так называемые «восстановительные» (англ. remedial) и «контрольные» (англ. control) работы, под которыми имелись в виду инженерные проекты, направленные на изменение гидрологии и ландшафта реки, в том числе изменение формы гребня водопадов. В список таких проектов относят строительство плотин, дамб и отводных каналов, трансформацию рельефа дна и береговой линии. Современное, в значительной степени искусственное, состояние Ниагарского водопада сформировалось во второй половине этого столетия, когда США и Канада договорились о совместных действиях в данном направлении.

### Ограничение водозабора
В начале XX века стремительное развитие гидроэнергетики вызвало опасения, что большая часть ниагарской воды будет миновать водопады через каналы и тоннели, что повлияет на эстетическое восприятие природного объекта. Общественные деятели США, такие, как Гораций МакФарланд (J. Horace McFarland), выступали за законодательное ограничение водозабора с обоих берегов реки. Обращение МакФарланда было поддержано президентом Теодором Рузвельтом, а позднее и Конгрессом США.
Первым межправительственным соглашением между США и Канадой, регулирующим расход воды в Ниагаре, стал Договор о приграничных водах, подписанный президентом Уильямом Тафтом и королём Эдуардом VII в 1909 году. Стороны договорились установить лимит на расход воды ради производства электроэнергии: не более 36 тыс. куб. футов в секунду (1020 м³/с) на канадском берегу и не более 20 тыс. куб. футов в секунду (566 м³/с) на американском, в общей сложности около четверти всего объёма потока.

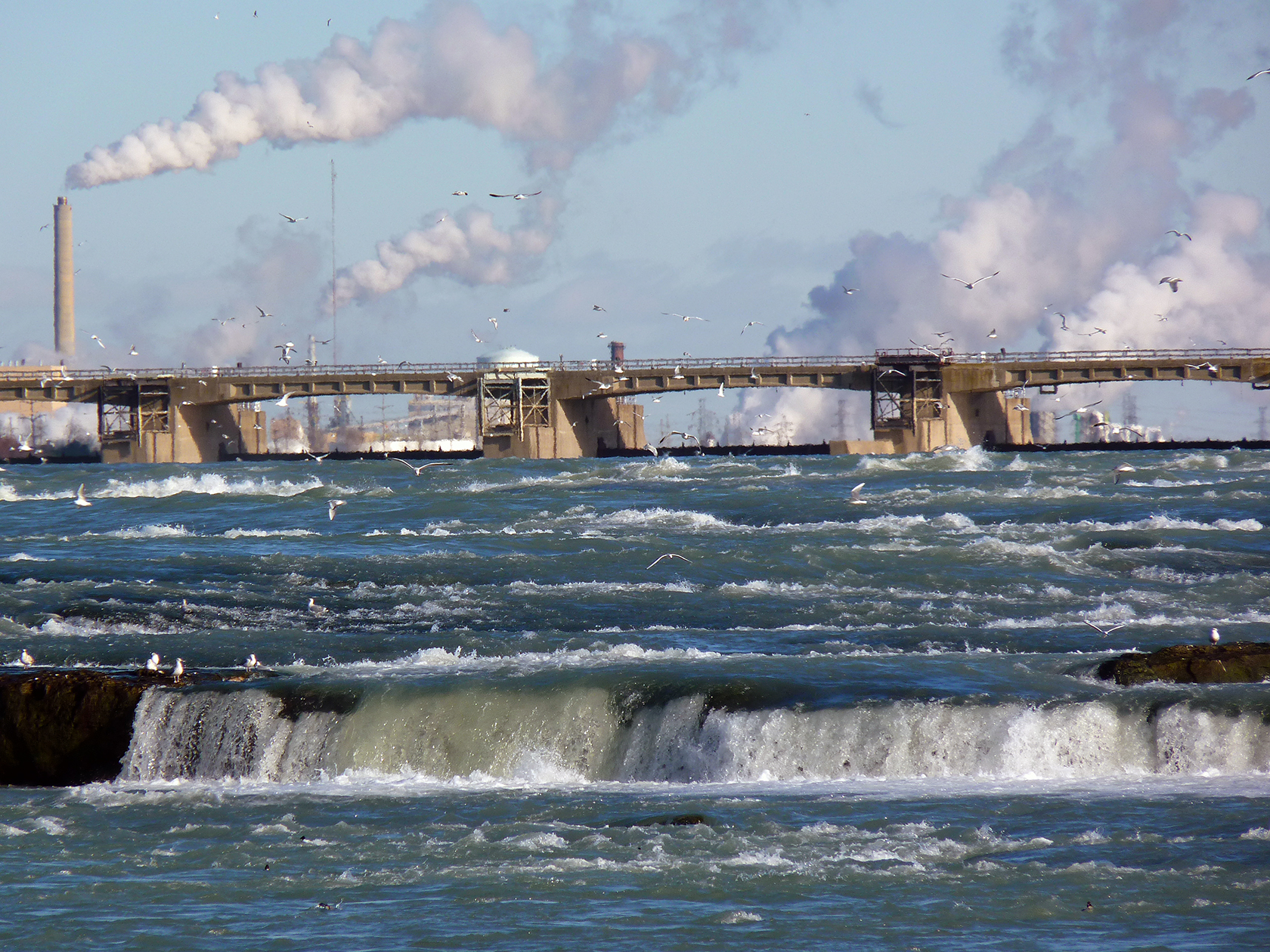
Ниагарское водорегулирующее сооружение, возведённое выше водопада в 1953—1957 годах. Восемнадцать затворов регулируют объём проходящей воды

В рамках договора была учреждена Международная совместная комиссия (англ. International Joint Commission), занимающаяся вопросами использования акваторий (в первую очередь, контроля уровня воды), по которым проходит государственная граница. В последующие годы это соглашение неоднократно нарушалось, в частности в годы Второй мировой войны, когда электростанции обеих стран работали на полную мощность.
В 1920-е и 1930-е годы государственные комиссии подсчитывали, сколько воды достаточно для эстетического восприятия, чтобы удовлетворить потребности желающих насладиться красотой посетителей. Учитывались не только объём потока, но также ширина и высота водопада, прозрачность и цвет воды. Последний фактор имел особое значение: считалось, что изумрудно-зелёный оттенок реки, сохранившийся в произведениях художников, придавал природному объекту особый шарм.
В 1950 году государства подписали «Ниагарский договор о водозаборе» (англ. Niagara Diversion Treaty), установивший новые правила использования воды Ниагары. Согласно этому соглашению, которое действует до настоящего времени, водоотвод осуществляется на паритетных началах: каждая сторона имеет право на равное использование потока для нужд гидроэнергетики. В документе подчёркнуто, что США и Канада признают «свою главную обязанность сохранять и приумножать живописную красоту Ниагарского водопада и реки и, в соответствии с этим обязательством, общую заинтересованность в обеспечении наиболее полезного использования вод этой реки». Впервые лимит водозабора был привязан ко времени наибольшего посещения туристами. По договору, через водопад должно протекать не менее 100 тыс. куб. футов в секунду (2832 м³/с) в период с 1 апреля по 15 сентября с 8 ч. до 22 ч., а также с 16 сентября по 31 октября с 8 ч. до 20 ч. В остальное время мощность водопада можно снижать до 50 тыс. куб. футов в секунду (1416 м³/с). После вступления соглашения в силу от половины до трёх четвертей ниагарского потока минут водопад по параллельным к реке туннелям и используется на выработку электроэнергии.

### Перераспределение потоков и изменение берегов

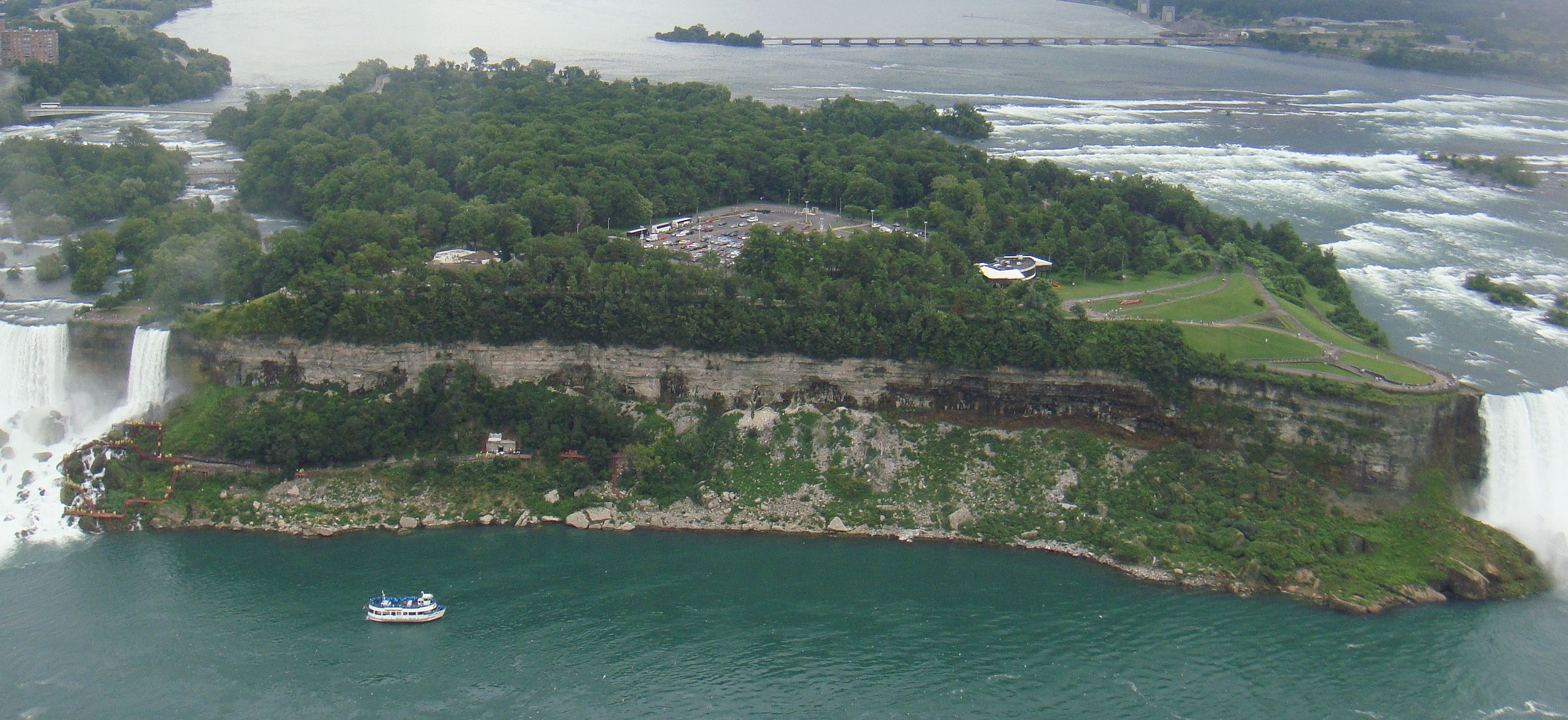
Козий остров. Вытянутый безлесый участок справа на краю «Подковы» — искусственное продолжение острова, созданное в 1950-х годах. Каменная облицовка площадки сливается с доломитовыми и сланцевыми стенами каньона. В верхней части снимка видно водорегулирующее сооружение

Первые шаги по замедлению эрозии были предприняты в 1880-х годах, когда в США шло обустройство охраняемой зоны. Береговую линию Козьего острова выравняли и укрепили контрфорсами — вертикальными конструкциями из дерева и камня. Существовавшие на тот момент гидротехнические сооружения — дамбы, каналы и водосливы — ликвидировали. На канадской стороне земляные работы по укреплению берега провели в 1905 году: часть ущелья на территории Парка Королевы Виктории общей площадью около 50 акров (≈ 200 м²) засыпали грунтом, оставшемся после строительства трубопроводов.
В первой половине XX века было реализовано несколько проектов возведения подводных дамб, чтобы перенаправить часть потока в туннели. Первая попытка была предпринята канадскими инженерами в 1905 году: 50-футовый (≈15 м) бетонный столб сбросили в районе электростанции Toronto Power Generating Station. Колонна частично опустилась на выступающие из воды камни, но всё же энергетикам удалось создать небольшую запруду, подняв уровень воды в этом месте на несколько сантиметров. Более продуктивные плотины были сооружены в 1929 и 1942 годах, во втором случае совместными усилиями специалистов из США и Канады. В результате произведённых работ, а также очистки русла вдоль левого берега от крупных камней, удалось несколько выровнять распределение потока по всей ширине реки и сделать менее вогнутым гребень «Подковы». Объём извергающейся воды через Американский водопад вырос примерно вдвое.
Более масштабные работы были произведены после 1950 года, когда между США и Канадой был подписан Договор о приграничных водах и изменением водопада занялась совместная комиссия. Инженерный корпус армии США произвёл углубительные работы вдоль Козьего острова, перенаправив поток из средней, глубокой части реки к восточному флангу «Подковы». Вынутый на поверхность грунт использовали для расширения острова за счёт скал Terrapin Rocks — в этом месте возникла смотровая площадка, известная как Terrapin Point. Вдоль канадского берега так же были произведены дноуглубительные работы, их выполнением занималась компания Ontario Hydro; на этот раз поток перенаправлялся на западную периферию водопада. Были созданы массивные бетонные конструкции, выполняющие функцию подпорок, на Козьем острове и на канадском берегу. Облицованные камнем, они создают иллюзию естественного обрыва. Глубина Ниагары у краёв увеличилась, сделав её больше похожей на канал, а ширина «Подковы» уменьшилась на 400 футов (122 м). В 1957 году общими усилиями США и Канады было закончено строительство водорегулирующего сооружения — плотины, которая расположена выше водопада, от канадского берега до небольшого острова в середине русла реки. Плотина оборудована 18 затворами, с помощью которых она регулирует объём воды, как направляемой в водопад, так и забираемой для выработки электроэнергии на ГЭС.

### Осушение Американского водопада

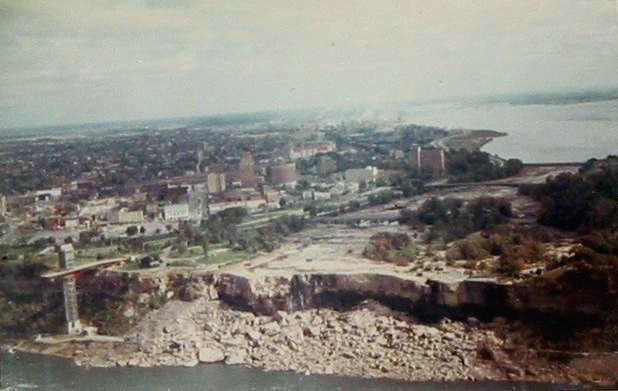
Осушенные американские водопады в 1969 году. Обломки горных пород под обрывом образовались в результате массивных оползней в 1931 и 1954 годах

Одним из наиболее крупных проектов по изменению Ниагарского водопада стало осушение американской его части в 1969 году. К этому времени посещаемость природного объекта со стороны США несколько снизилась — отчасти из-за масштабных оползней, случившихся ранее, отчасти из-за улучшения туристической инфраструктуры на противоположном берегу. Несколько крупных обвалов образовали осыпь обломков под обрывом, которые в отличие от «Подковы» не скрывались под водой и не уносились течением. От популярных смотровой площадки Проспект-пойнт (англ. Prospect Point) и оригинальной «Пещеры ветров» почти ничего не осталось. Среди экспертов возникло опасение, что произошедшие обвалы могут спровоцировать дальнейшее разрушение пород и превращение Американского водопада в каскад — серию относительно небольших водопадов, низвергающихся уступами. Власти штата решили изучить возможность очистки русла и укрепления скалистого откоса для предотвращения дальнейшей эрозии.
В июне этого года инженерный корпус возвёл каменно-земляную дамбу между правым берегом реки и Козьим островом, в результате чего часть потока Ниагары направилась по другому рукаву реки через «Подкову», а другая часть ушла в отводные туннели. Высохшее русло Ниагары обнажило множество монет и других артефактов, а также останки двух человек — вероятно, самоубийц. Геологи произвели исследование дна, в том числе пробурили множество кернов — образов горных пород в форме цилиндров. В скважины опускали фотокамеры со вспышкой, снимали каждый сантиметр. Учёные обнаружили, что дно Ниагары и обрыв покрыты многочисленными трещинами, в том числе достаточно широкими и глубокими. С помощью красителя удалось выяснить, что в некоторых местах вода по трещинам просачивалась в нижний каньон, минуя откос. Специалисты пришли к выводу, что нагромождение обломков под обрывом выполняет функцию подпорки, их удаление может спровоцировать очередное обрушение в обозримом будущем. В результате было принято решение оставить всё как есть, и в ноябре 1969 года «Американский водопад» и «Фата» вновь вернулись к прежнему виду. Остров Луна (англ. Luna Island) — маленький клочок земли между водопадами — ещё несколько лет оставался закрытым для посещения из-за опасения, что он может обрушиться в любой момент.

## Зрелища, трюки и происшествия

### Судно «Мичиган»
Владельцы расположенных возле водопада участков земли с самого начала предлагали путешественникам дополнительные услуги и развлечения вроде паромной переправы или купальни. Идея использовать водопад для зрелищного представления была впервые реализована в сентябре 1827 года. Бизнесмены Уильям Форсайт, Джон Браун и Паркхерст Уитни организовали сплав по порогам через водопад «пиратского корабля» — старой озёрной шхуны «Michigan», на борту которой разместили «свирепых зверей»: бизона, двух медведей, двух лисиц, енота, орлана, собаку и пятнадцать гусей. Предприятие оказалось коммерчески успешным: отели были переполнены, посмотреть на крушение собралось, по разным оценкам, от десяти до двадцати тысяч человек. Ещё на порогах, не доходя до откоса, судно потеряло мачты и разломилось пополам. Бизон и медведи бросились за борт, одного из последних удалось поймать и посадить обратно. После водопада один из гусей выжил, остальные животные погибли.

### Прыжки и падения

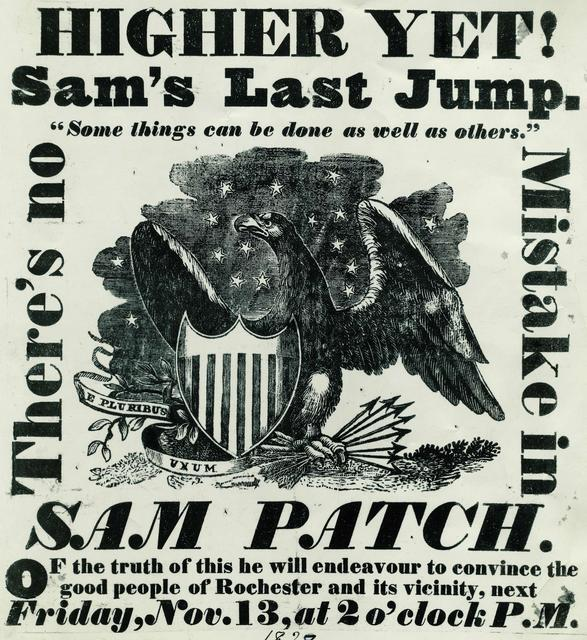
Рекламный плакат, анонсирующий прыжок Сэма Патча

В 1829 году на берегу объявился первый сорвиголова — двадцатитрёхлетний Сэм Пэтч по прозвищу Янки-Липер (англ. The Yankee Leaper, «прыгающий янки»), к тому времени получивший известность за прыжки с мельничных плотин. Как и в случае с судном «Michigan», бизнесмены организовали заранее разрекламированное шоу, согласно которому молодой человек должен был нырнуть в водопад с высоты в 120—130 футов. Для молодого человека соорудили специальную платформу, которую на верёвках опустили с оконечности Козьего острова. Прыгнувший в пучину Пэтч благополучно добрался до берега, однако спустя несколько дней разбился во время исполнения аналогичного трюка на реке Дженеси неподалёку.
Со временем за этим объектом природы закрепилась печальная слава популярного места для совершения самоубийств: только на рубеже XIX и XX веков было официально зарегистрировано около тысячи связанных с ним смертельных случаев. Как однажды выразился один местный работник полиции,

Кажется, что в этом есть какой-то гипноз, который завлекает людей своей мощью. Они едут сюда здоровыми и, кажется, очаровываются величием и радужной красотой. Когда появляются неприятности, они начинают думать об этом месте. Когда… летучие мыши начинают порхать в их мозгах, они начинают думать, что водопад зовёт их. И хотя они находятся на расстоянии двадцати пяти миль, они, по-видимому, не могут избавиться от влияния, направляются сюда, как если бы они были заколдованы, а затем газеты сообщают о пропаже ещё одного человека.
Оригинальный текст (англ.)
There seems to be a hypnotism about it that allures people into its power. They go there in sound health and it seems to fascinate them with its grandeur and rainbow beauty. As soon as troubles come they begin to think about the place. When… bats begin to flit about in their belfries, they begin to think the Falls is calling to them. And although they are twenty-five miles away they cannot seem to shake off the influence, but head for the place as though they were bewitched, and then the papers report Another Man Missing.
— Pierre Berton. «A History of the Falls» p. 258
Ранее на водопаде случались безрассудные поступки, кончавшиеся несчастными случаями. Так, например, в 1889 году два молодых человека — Артур Мидли (Arthur Midleigh) и Алонзо Гарднер (Alonzo Gardner) пытались на гребной лодке переплыть Ниагару выше линии обрыва. Не справившись с порогами и быстрым течением, оба оказались на выступающей из воды скале в непосредственной близости от пропасти. В течение двух суток спасатели безуспешно пытались прислать смельчакам бревно на верёвке, за которое они могли бы ухватиться. Оба парня погибли, в конечном счёте сорвавшись в пучину.

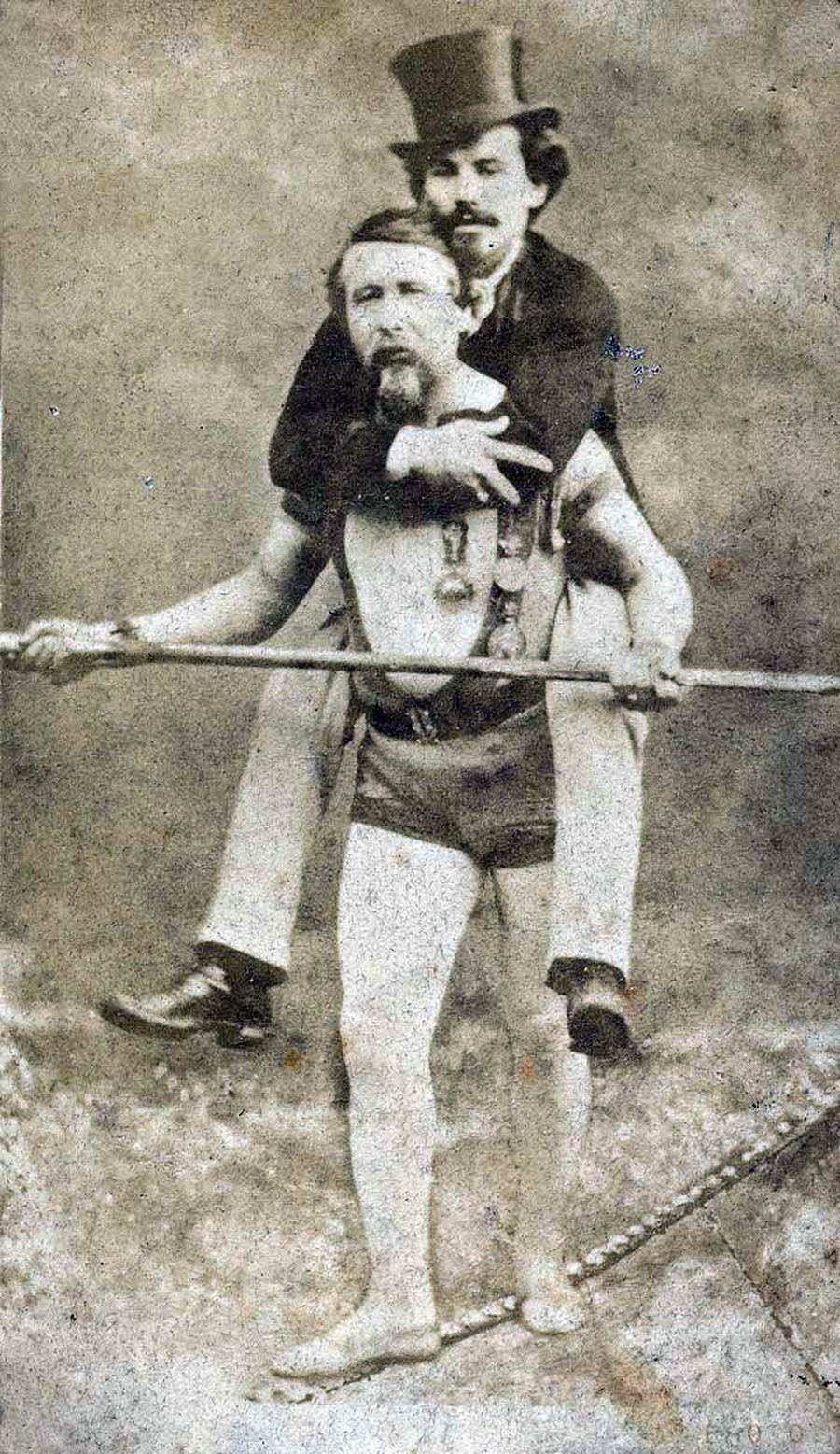
Шарль Блонден со своим импресарио на спине

В июле 1960 года произошло событие, впоследствии названное «ниагарским чудом». Джим Ханникат на своей моторной лодке катал двух детей: семнадцатилетнюю Деанну Вудвард (Deanne Woodward) и её семилетнего брата Роджера (Roger Woodward). Внезапно двигатель заглох, и неуправляемое судно вынесло на стремнину, в конце которой был водопад. Хозяин лодки, ранее служивший спасателем, начал отчаянно грести вёслами к берегу, однако под ударом волн судно перевернулось и все трое оказались в воде. Деанну чудом успели вытащить спасательным кругом всего в 6 метрах от обрыва на Козьем острове. Роджер, имевший на себе только спасательный жилет, попал в пропасть «Подковы», но остался жив и невредим. Мальчика вытащило прогулочное судно «Maid of the Mist», кинув ему спасательный круг. Тело Ханниката несколько дней спустя нашли ниже по течению.
Единственным человеком, прошедшим водопад без какого-либо снаряжения и оставшийся живым, оказался безработный Кирк Джонс (Kirk Jones). В октябре 2003 года сильно подвыпивший Джонс нырнул в Ниагару, видимо планируя совершить самоубийство, но в результате отделался только ссадинами и ушибами. Осталось неизвестным, как этот человек снова оказался в той же реке, однако его тело с признаками утопления обнаружили в месте впадения Ниагары в озеро Онтарио 14 лет спустя, в июне 2017 года.

### Хождение по канату
В середине XIX века в моду вошли шоу по пересечению Ниагары по канату. Первым и наиболее известным канатоходцем оказался француз Жан Франсуа Гравле по прозвищу Шарль Блонден (фр. Charles Blondin), давший серию представлений в 1858—1860-х годах. Эквилибрист, переходивший глубокое ущелье Ниагары по туго натянутой верёвке ниже водопада, демонстрировал не только неординарную устойчивость при балансировке, но и обладал артистическими способностями. С каждым новым представлением он демонстрировал всё новые трюки: ходил с завязанными глазами, в мешке и на ходулях, стоял на руках и голове, выполнял сальто, катил тачку, нёс человека на плечах, ложился вдоль каната, готовил и ел омлет. Подражателем Блондена стал его современник Уильям Хант, известный как «Великий Фарини» («The Great Farini»). Этот шоумен повторил многие трюки Гравле и иногда даже превосходил его. Так, в одной из реприз Хант посередине реки спустился по свисающей с каната верёвке к наблюдающему за представлением пароходом Maid of the Mist, чокнулся бокалом вина с одним из пассажиров, поднялся обратно и продолжил свой путь на противоположный берег.
Хождение по канату оставалось популярным до конца столетия, многие эквилибристы называли себя последователями своего кумира: «американский Блонден», «канадский Блонден», «австралийский Блонден». Единственной женщиной-канатоходкой на Ниагаре стала итальянка Мария Спелтерина (Maria Spelterina), давшая несколько представлений летом 1876 года. Эквилибристке, назвавшей себя «Блонден из Блонденов» (англ. out Blondin Blondin), потребовалось всего 11 минут, чтобы перебраться по канату с одного берега на другой, и столько же времени, чтобы вернуться назад задом наперёд. В одном из своих шоу Спелтерина прошлась через реку, будучи «обутой» в корзины для персиков. В 1896 году власти Нью-Йорка и Онтарио запретили хождение по канату без разрешения, которое было выдано лишь однажды — в 2012 году Нику Валленде. Этот известный акробат прошёл по металлическому тросу вдоль обрыва «Подковы», потратив на путешествие 25 минут. Помимо 125 тыс. человек, собравшихся непосредственно на месте представления, за трюком в прямом эфире телеканала ABC наблюдали порядка 13 млн телезрителей.

### Пловец Мэтью Вебб
Летом 1883 года в районе водопада объявился английский капитан Мэтью Вебб — первый человек, переплывший пролив Ла-Манш. Мореплаватель за вознаграждение согласился преодолеть Ниагару в районе подвесного моста — там, где поток проходит через пороги прежде, чем попасть в большой водоворот на повороте реки. Заплыв состоялся 24 июля при большом скоплении народа: на берегах и мосту собрались тысячи людей. Вебб выглядел спокойным и уверенно заявил, что потратит на покорение реки не более трёх часов. Пловец спрыгнул с небольшой рыбацкой лодки и быстро устремился на противоположный берег, время от времени исчезая из виду под водой. Его видели живым около 15 минут прежде, чем он окончательно пропал. Тело пловца обнаружили четыре дня спустя в семи милях ниже по течению. Аутопсия показала, что Вебб потерял сознание от удара волны, которая парализовала нервную и дыхательную системы.

### Трюки с бочками и другими «плавсредствами»
К концу девятнадцатого столетия определённую популярность приобрели катания в бочках по порогам ниже водопада, в том числе через труднопроходимый водоворот на повороте реки. Иногда они заканчивались трагически: так, одна особа по имени Мауд Уиллард (Maud Willard) задохнулась, решив совершить и без того рискованное путешествие вместе со своим фокстерьером. Бочка на протяжении шести часов кружилась в водовороте, в то время как собака своей мордой заткнула единственное вентиляционное отверстие.

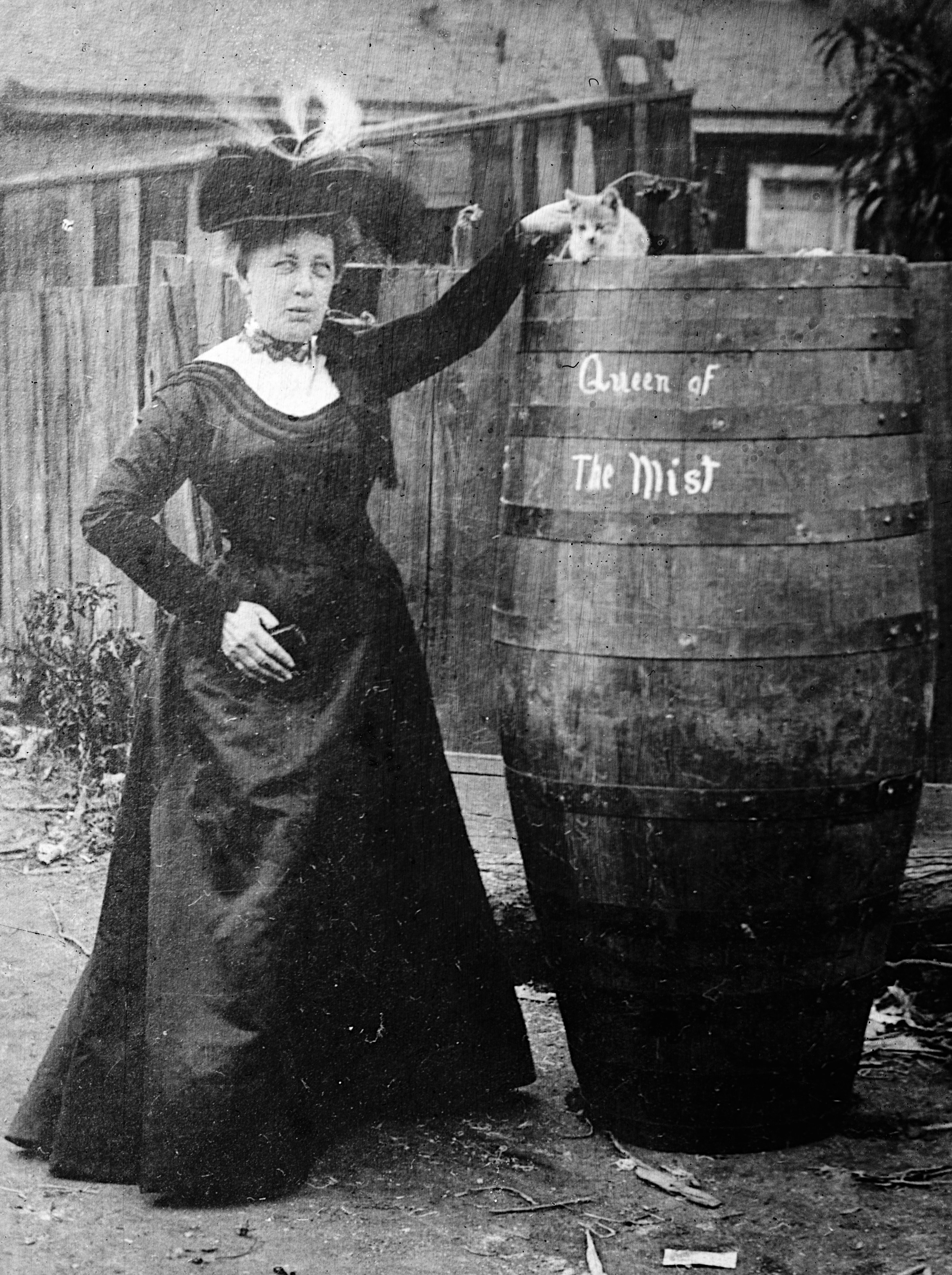
Энни Тейлор перед заплывом

Первым человеком, который успешно преодолел водопад в дубовой бочке, стала бывшая учительница бальных танцев Энни Эдсон Тейлор. Будучи уже в почтенном возрасте, дама осталась без работы и средств к существованию, и таким экстравагантным поступком решила поправить своё финансовое положение. Она совершила свой прыжок в октябре 1901 года, в свой 63-й день рождения. Вопреки мрачным прогнозам, Энни осталась жива, хоть и поклялась журналистам более никогда не повторять свой авантюрный поступок. Спустя 10 лет крайне рискованный номер Энни повторил ресторатор Бобби Лич, на этот раз использовав конструкцию из металла.
Следующая попытка спуститься по водопаду в бочке закончилась трагически: парикмахер и цирковой трюкач Чарльз Стивенс погиб в июле 1920 года после того, как прикреплённая к его ногам наковальня утащила пленника на дно. По всей видимости, бочка разбилась при падении в воду: спасателям удалось вытащить из воды лишь оторванную руку сорвиголовы и несколько щепок. Неудачно закончилась и история с Джорджем Статакисом (George Stathakis): этот иммигрант из Греции мечтал о карьере писателя, для чего требовался начальный капитал. В 1930 году хорошо закупоренное дубовое изделие со смельчаком и его черепахой на 14 часов застряло за пеленой низвергающего потока. Когда бочку наконец вытащили на берег, внутри неё живой оказалась только рептилия.
Наконец, ещё одна печальная история произошла с Рэдом Хиллом-младшим (William (Red) Hill, Jr.), сыном известного ниагарского спасателя. После смерти отца Рэд мечтал о создании мемориала в его честь, однако у него не хватало средств. Заплывы в сохранившейся бочке Статакиса по нижним порогам Ниагары закончились неудачно, и тогда Рэд решился спуститься по водопаду, предварительно продав билеты на это «шоу». Вместо бочки он поплыл в связке из 13 автомобильных камер, помещённых в рыболовную сеть. Во время путешествия камеры рассыпались, тело сорвиголовы обнаружили на следующий день.
Рэд Хилл был не первым, кто в качестве плавсредства выбрал не ставшую традиционной на тот момент бочку. До него это сделал торговец и автогонщик Жан Люсье, спустившийся по водопаду в резиновом шаре со стальным каркасом (это произошло в 1928 году). Шар сильно повредился и частично наполнился водой, однако сам путешественник, хоть и был в кровоподтёках, остался жив. В 1961 году, уже после законодательного запрета подобных действий без разрешения в США и Канаде, его трюк повторил Уильям Фицджеральд — первый афроамериканец среди ниагарских смельчаков, известный под псевдонимом Натан Бойя (Nathan Boya). В отличие от своих предшественников, Фицджеральд не стремился к публичности и избегал встреч с журналистами. Причину своего поступка он раскрыл лишь в 2012 году в интервью телеканалу National Geographic. По словам Уильяма, это было своего рода покаяние за размолвку с женщиной, с которой он собирался провести медовый месяц на Ниагарском водопаде.
2 июля 1984 года Карел Сусек (англ. Karel Soucek) из Гамильтона, Онтарио успешно прошёл водопад в бочке, отделавшись только небольшими ушибами. Он был оштрафован на 500 долларов за выполнение трюка без лицензии. Позднее он погиб после неудачного выполнения подобного трюка на стадионе в Хьюстоне. В августе 1985 года 22-летний каскадёр Стив Троттер стал самым молодым человеком, прошедшим через водопад в бочке. Десять лет спустя Стив прошёл водопад снова и стал вторым человеком в истории, успешно повторившим этот трюк.

### Авиатор Линкольн Бичи

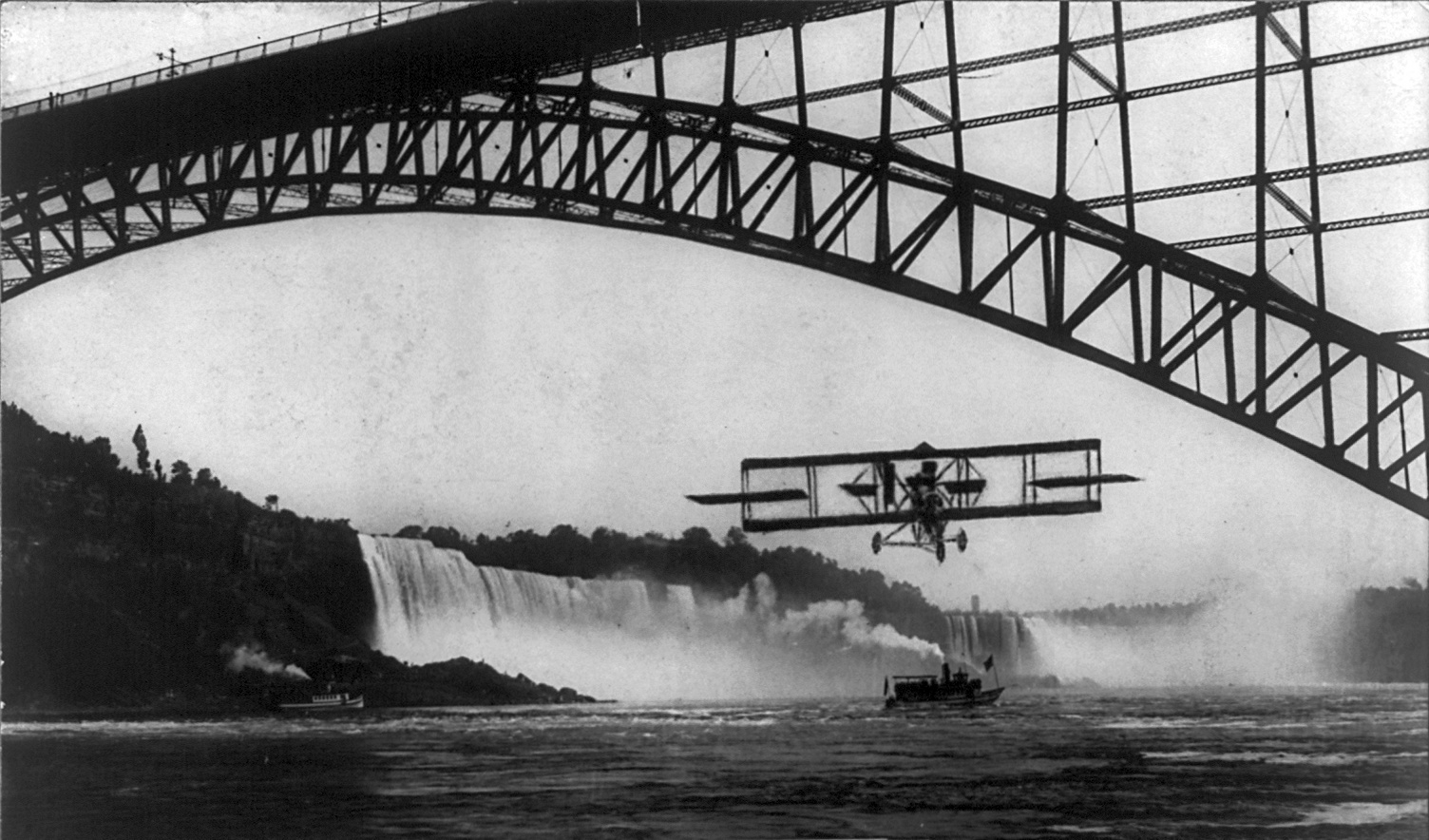
Линкольн Бичи на биплане пролетает под Медовым мостом

В июне 1911 года на берегах Ниагары был устроен «карнавал»: как и прежде, предприниматели рассматривали водопад в качестве декорации к красочному шоу, на которое соберётся большое число зрителей. На этот раз изюминкой праздника стал исполнитель воздушных трюков, один из первых авиаторов, американец Линкольн Бичи. В отличие от автомобилей, аэропланы были ещё мало известны широкой публике, и посмотреть на представление собралось около 150 тыс. человек.
Предоставивший Бичи свой «биплан D» Гленн Кёртис безуспешно пытался отговорить лётчика от этой затеи, считая её слишком авантюрной. Во время шоу Бичи несколько раз пролетел над Канадским и Американским водопадами, едва не касаясь воды, опускался в ущелье или, наоборот, взмывал высоко в небо. Во время очередного трюка лётчик спикировал с гребня «Подковы» на дно каньона, удерживая самолёт под углом 45°. Под влиянием мириад брызг двигатель биплана на какое-то время заглох, однако Бичи всё-таки удалось выровнять машину и направить её под арку Медового моста, расположенного неподалёку.
Линкольн Бичи погиб четыре года спустя, когда выполнял очередную серию трюков в небе над заливом Сан-Франциско. При выходе из мёртвой петли оба крыла его самолёта сломались, и машина рухнула в воду. При падении Бичи сломал ногу и захлебнулся до появления спасателей.

### Происшествие с баржей

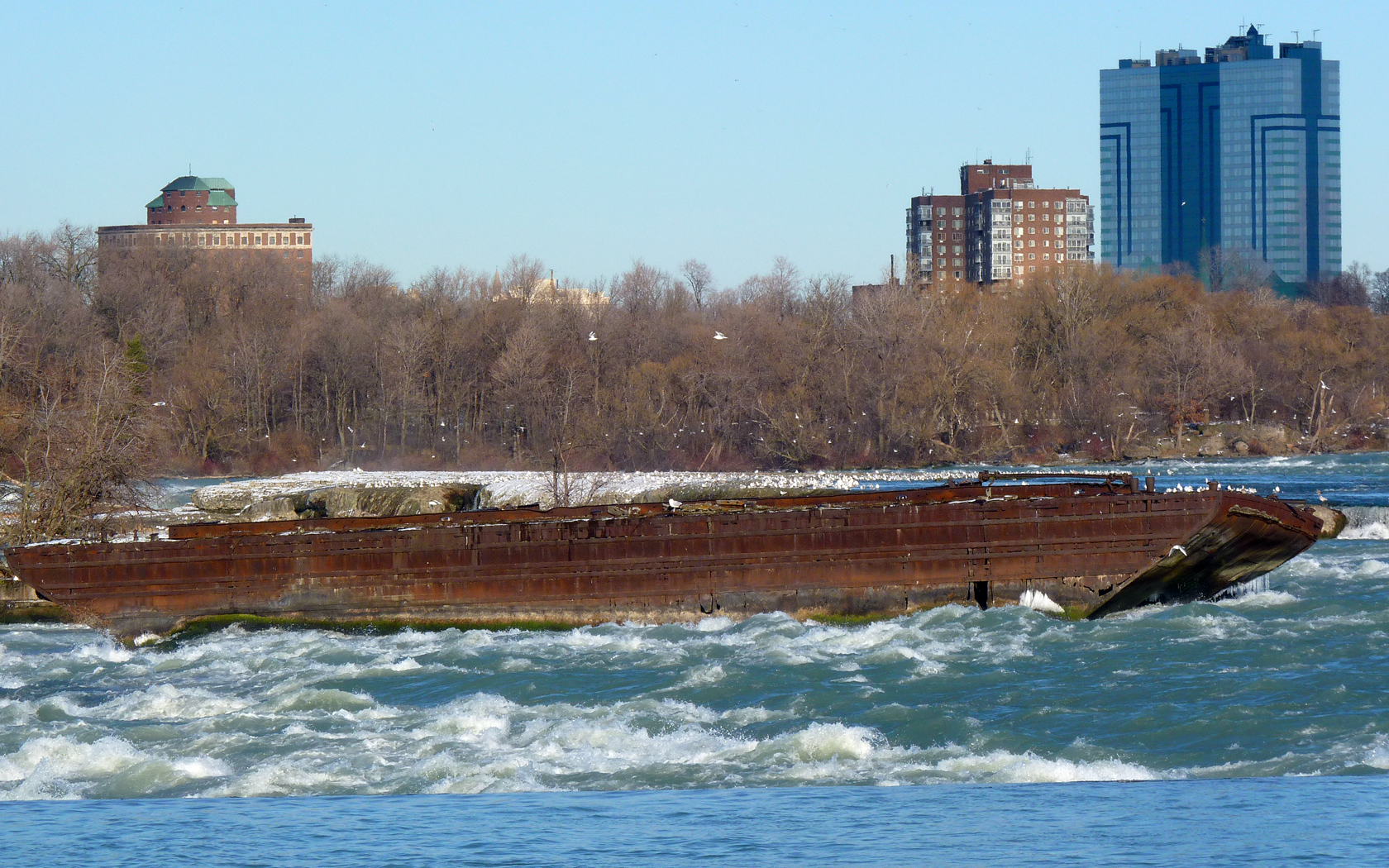
«Ниагарская баржа», Снимок 2009 года

В 1918 году безымянная грунтоотвозная шаланда, позже неофициально прозванная «ниагарской», производила дноуглубительные работы в районе водозабора. В какой-то момент трос, которым баржа крепилась к буксиру, оборвался, и судно стало относить вниз по течению. Когда до обрыва оставалось порядка 750 м, двум находившимся на шаланде рабочим удалось открыть люки на дне судна, и, частично затопив трюм, зацепить его за каменистое дно. Операция по спасению оказавшихся посередине реки людей длилась 17 часов и закончилась благополучно. Вначале баржу захватили якорем-кошкой, выстрелив захват из пушки, а затем к терпящим бедствие по канату спустили спасательную беседку. Поначалу канаты якоря и беседки запутались, и спасателю Рэду Хиллу пришлось ползти по верёвке, чтобы распутать узлы. По состоянию на 2021 год баржа всё ещё находится на стремнине, однако в 2019 году сильный штормовой ветер сдвинул её почти на 50 м ближе к водопаду.

### Восхождение по льду
В январе 2015 года Уилл Гэдд (Will Gadd) совершил первое в истории восхождение по частично замёрзшему водопаду. Средняя температура воздуха в окрестностях водопада в январе составляет от 16 до 32 градусов по Фаренгейту (от −9 до 0 градусов по Цельсию), что не приводит к полному замерзанию водопада, но в сильные морозы на его краях возникают наледи. Для подъёма на водопад Гэдд использовал образовавшиеся ледяные выступы.

## Водопад глазами современников

### От ужасного до возвышенного
Ранние описания водопада, включая описания его первооткрывателей, полны мрачных, жутких тонов: визитёры поражались мощи силы природы, которую они не в состоянии были укротить. Эти повествования были вполне в духе времени и укладывались в возникший в XVIII веке жанр готической литературы. Таковы были записи Луи-Армана де Лаонтана и Пьера-Франсуа де Шарлевуа, увидевшими водопад в 1688 и 1720 годах соответственно. Страх перед увиденным нашёл отражение и в художественных произведениях. Например, поэт и орнитолог Александр Вильсон изображает водопад следующим образом: «Такая сцена ярости и грома, // Вдруг предстала нашему взору в своём ужасном величии; // Как будто завладела нашим даром речи, // Наполнила души ужасом и тревогой.».

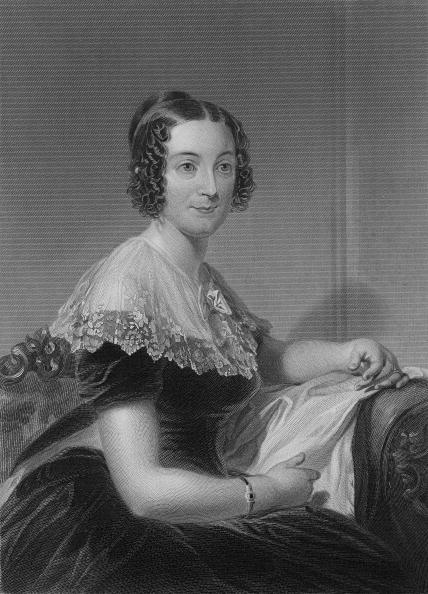
Лидия Сигурни, посвятившая водопаду своё стихотворение «Ниагара» (1844)

Вместе с тем с конца XVIII столетия многие авторы пишут о водопаде как о «Возвышенном» (англ. Sublime). Под этим философским понятием, возникшем ещё в античности и заново сформулированном в работах западноевропейских мыслителей в эпоху Просвещения, понимали сочетание страшного, священного и величественного явления, созданного Богом. Водопад стали характеризовать как слишком огромное и мощное явление природы, чтобы его можно было отнести к категории просто «красивого». Первым о возвышенности Ниагары написал Кревкёр, однако содержание его частной переписки долгое время оставалось неизвестным. Широкое распространение приобрели отчёты британского офицера Джона Эниса (John Enys) 1787 года, который не только писал о возвышенности водопада, но при этом ссылался на разъясняющий этот термин трактат Эдмунда Берка.
В XIX веке «Возвышенное» определение Ниагарского водопада стало своего рода клише, которым пользовались не только люди творческих профессий, но также газетчики и коммерсанты. С развитием технологий слово потеряло свой изначальный смысл — стали говорить об «индустриальном возвышенном», «электрическом возвышенном» и т. д.

### Впечатления классиков литературы
На заре своей карьеры в 1821 году на Ниагаре побывала Кэтрин Седжвик — американская писательница, представительница раннего романтизма. Стоя у подножия водопада на дне каньона, она пожаловалась на «невозможность выразить всю красоту и возвышенность представшей перед ней картины». Аналогичные чувства испытал поэт и автор баллад Томас Мур, признавшийся в письме своей матери, что для написания увиденного потребуется новый язык. «Нарастающая слава открывшейся мне сцены, — вспоминал Мур, — вскоре овладела всем моим разумом, представляя изо дня в день какую-то новую красоту или чудо, и, как все самое возвышенное в природе или искусстве, пробуждала печальные и возвышенные мысли.».
В XIX веке своё восхищение красотой Ниагарского водопада выразили Натаниэль Готорн, Гарриет Бичер-Стоу, Лидия Сигурни, Генри Джеймс, Джек Лондон и другие классики американской литературы. Английский писатель Чарльз Диккенс посетил Ниагарский водопад дважды: в 1842 и 1867 годах. Переведены на многие языки мира «Американские заметки» классика, в которых он делится своей первым путешествием в Новый Свет. Выйдя из вагона поезда возле Американского водопада в туманное и промозглое апрельское утро, автор кое-как на пароме перебрался на канадский берег, промокнув до костей и оглушённый от близкого шума. И лишь оказавшись на скале Table Rock, от ощутил
«спокойствие, которым веет от этого грандиозного зрелища». «Умиротворённость духа, безмятежность, воспоминания об ушедших, возвышенные мысли о вечном покое и счастье — и никаких мрачных предчувствий или страха», — вспоминал Диккенс.
Фантаст Герберт Уэллс побывал на Ниагаре в 1906 году, когда там уже вовсю работали электростанции. В своём эссе «Будущее Америки» (англ. The Future in America: A Search after Realities), опубликованном в журнале Harper’s в июле этого года, Уэллс признался, что на него большее впечатление произвела не природная красота водопада, а последние «достижения человечества», призванные использовать огромные объёмы бесконечно падающей воды под нужды людей. «Динамо-машины и турбины компании Niagara Falls Power произвели на меня гораздо более глубокое впечатление, чем „Пещера ветров“», — писал Уэллс.
Автор рассказов о сыщике Шерлоке Холмсе Артур Конан Дойл приезжал на водопад дважды: в 1894 и 1922 годах. Воспоминания о второй поездке, которую писатель совершил вместе с женой и детьми, сохранились в очерке «Наши американские приключения» (англ. Our American Adventure, 1923). Писателя восхитило развитие государственной энергетики на канадском берегу, чего ранее ни в одной стране мира не случалось. В этом начинании писатель увидел достижение «практического социализма». Как и его предшественники, Конан Дойл высказался о невозможности описать силу водопада. «Ниагара в своей колоссальной мощи и восприятии никогда не была и никогда не будет выражена словами», — заключил автор.

### В живописи

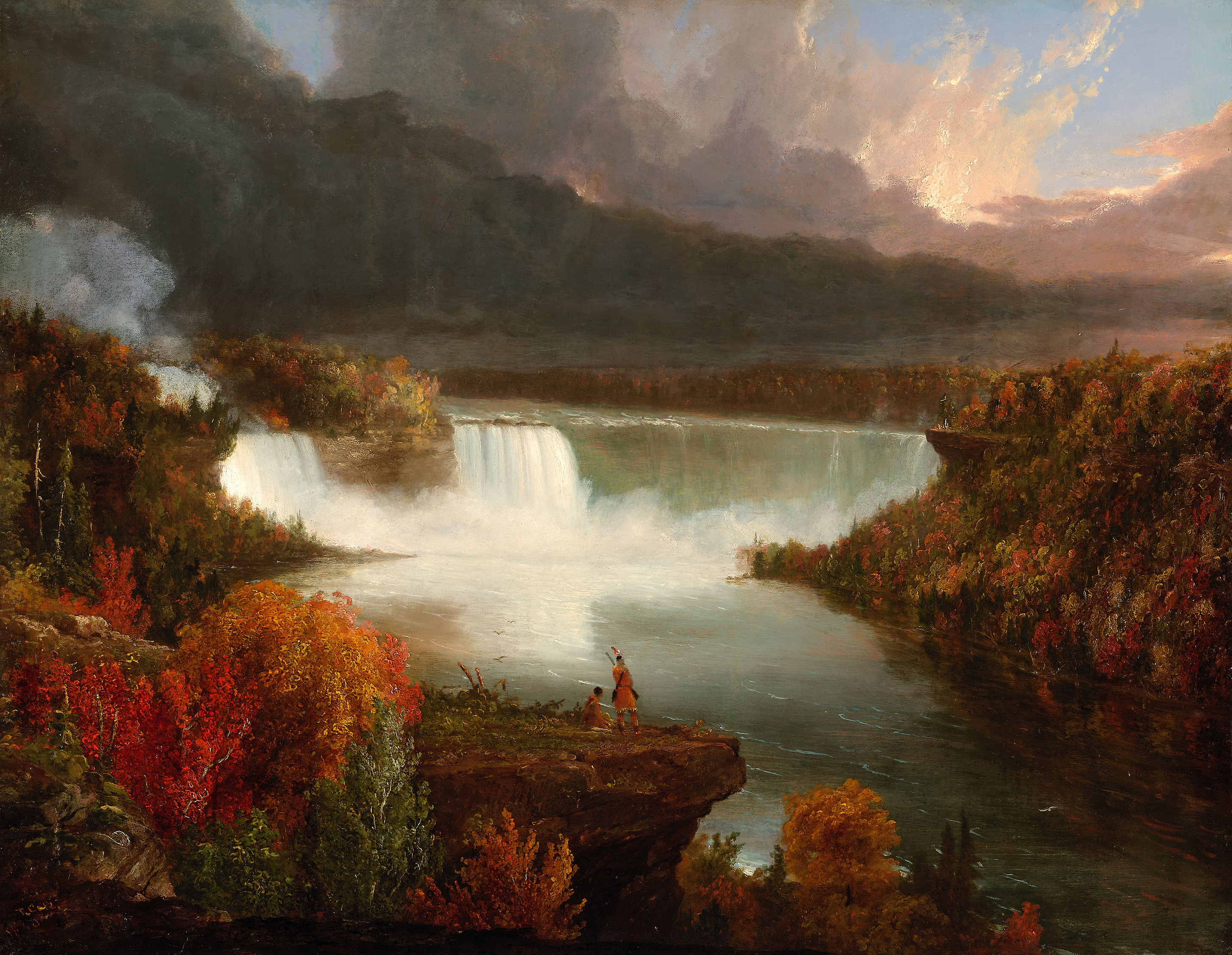
«Ниагарские водопады в перспективе» — картина Томаса Коула

«Ниагара» — одно из наиболее известных произведений Фредерика Чёрча, во многом изменившая традиционные подходы к пейзажной живописи

Первые изображения Ниагарского водопада были созданы рисовальщиками, никогда не бывавшими на американском континенте. Единственным первоисточником, которым они пользовались, было описание отца Луи Энпена. Текст священника сопровождала иллюстрация неизвестного художника, который так же, по всей видимости, водопад воочию не видел. Так, Себастьян Леклерк в гравюре Elie enlevé dans un char de feu (около 1706 года) изобразил Илию-пророка на огненной колеснице, скачущего на фоне водопада — с такими же нереальными пропорциями, как у Энпена. Рисунок Германа Молля, известный как «Бобровая карта» (англ. Beaver map), служил декоративным дополнением к географической карте северо-восточной части Северной Америки. На нём автор изобразил бобров, сооружающих плотину у подножия непропорционально высокого и узкого Ниагарского водопада — сюжет, далёкий от реальности.
Первым американским художником-пейзажистом, специализировавшимся на изображении Ниагарского водопада, стал Джон Вандерлин. В 1802—1804 годах он создал несколько картин, некоторые из которых были довольно внушительными по размеру. В 1804 году Джон Трамбулл сделал несколько набросков, из которых позднее создал картину «Ниагарский водопад с высокого берега на Британской стороне» (англ. Niagara Falls from an Upper Bank on the British Side).
Определённый успех в американском обществе принесла картина «Ниагарские водопады в перспективе» (англ. A Distant View of the Falls of Niagara, 1830) художника Томаса Коула. Мастер пейзажной живописи, позже основавший Школу реки Гудзон, изобразил водопады осенью в романтическом, возвышенном стиле. Он опустил из виду уже многочисленные на тот момент хозяйственные постройки и гостевые дома на обоих берегах реки, но при этом добавил девственный лес и две фигуры индейцев, одиноко созерцающих падение воды с высоты нависающей над каньоном скалы. Романтический образ коренных жителей Нового Света — американская версия «благородного дикаря» — характерен для многих местных художников того времени. На фоне водопада индейцы появляются в произведениях Томаса Дэвиса (1762, 1766), Иоганна Фюсли (1776), Исаака Уэлда (1799) и других авторов. При этом сами индейцы с первых лет независимости США подвергались дискриминации и вытеснялись из районов их постоянного проживания.
С начала 1830-х годов в крупных городах США и Европы возникла мода на панорамные инсталляции природного объекта. Наиболее известным представителем этого жанра, изобразившем водопад в разные времена года и в самых разных ракурсах, стал американец немецкого происхождения Годфри Франкенштейн (Godfrey Frankenstein). Шоу, в котором одни созданные им картины сменялись другими, пользовалось большой популярностью на нью-йоркском Бродвее с 1853 по 1857 год.
В мае 1857 года большой фурор произвела выставленная в художественной галерее Нью-Йорка картина Фредерика Чёрча «Ниагара»: только за первую неделю выставку посетили более 100 тыс. человек. Художник изобразил водопад с фотографической точностью, уделяя скрупулёзное внимание гидродинамике бурного потока — то, что до него никто не делал. Новаторским оказалась и выбранная автором позиция: воображаемый участок суши чуть выше кромки падающей воды, который никогда не существовал в реальности. На картине отсутствуют культурные артефакты, за исключением едва заметной башни Terrapin на западной оконечности Козьего острова. Критики, как и публика, встретили произведение искусства с восторгом. Как указывают критики, в произведении реализованы теоретические идеи Джона Рёскина, изложенные им в работе «Современные художники». Сам Рёскин, посетивший выставку вскоре после открытия, не мог поверить, что изображённая на картине радуга действительно является продуктом живописи, а не отражением солнечного света в окне. После Нью-Йорка картина демонстрировалась в Англии и нескольких городах США, после чего была продана за рекордную по тем временам сумму: 12,5 тыс. долларов. Ещё одна известная работа Чёрча — картина «Ниагарский водопад с американской стороны», создана им в 1867 году.

Работы художников
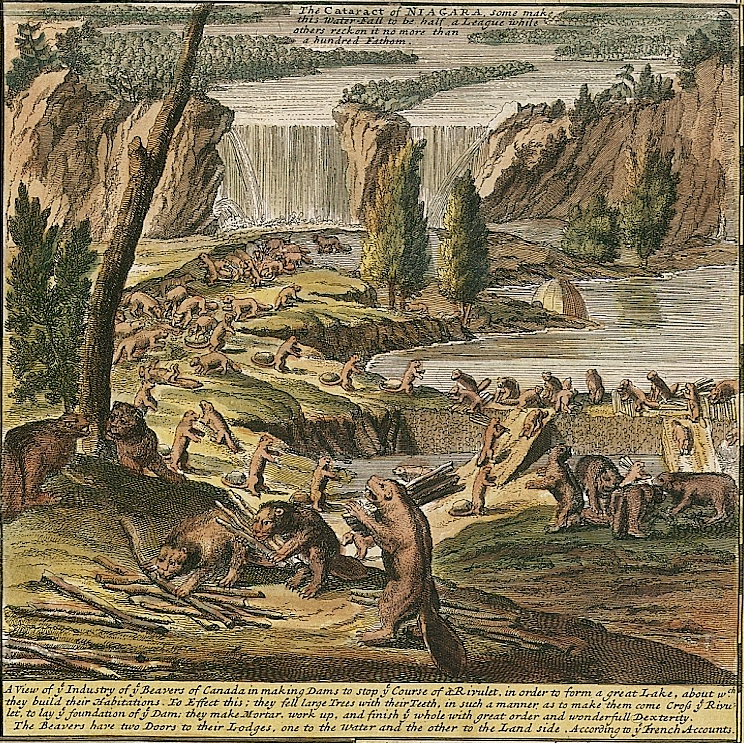
Герман Молль. «Бобровая карта» (1715)
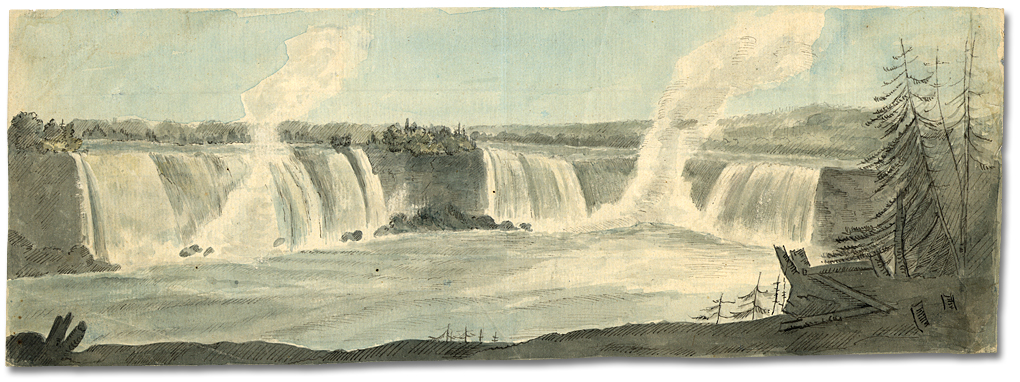
Элизабет Симко[англ.]. «Ниагарский водопад, Онтарио» (1792)
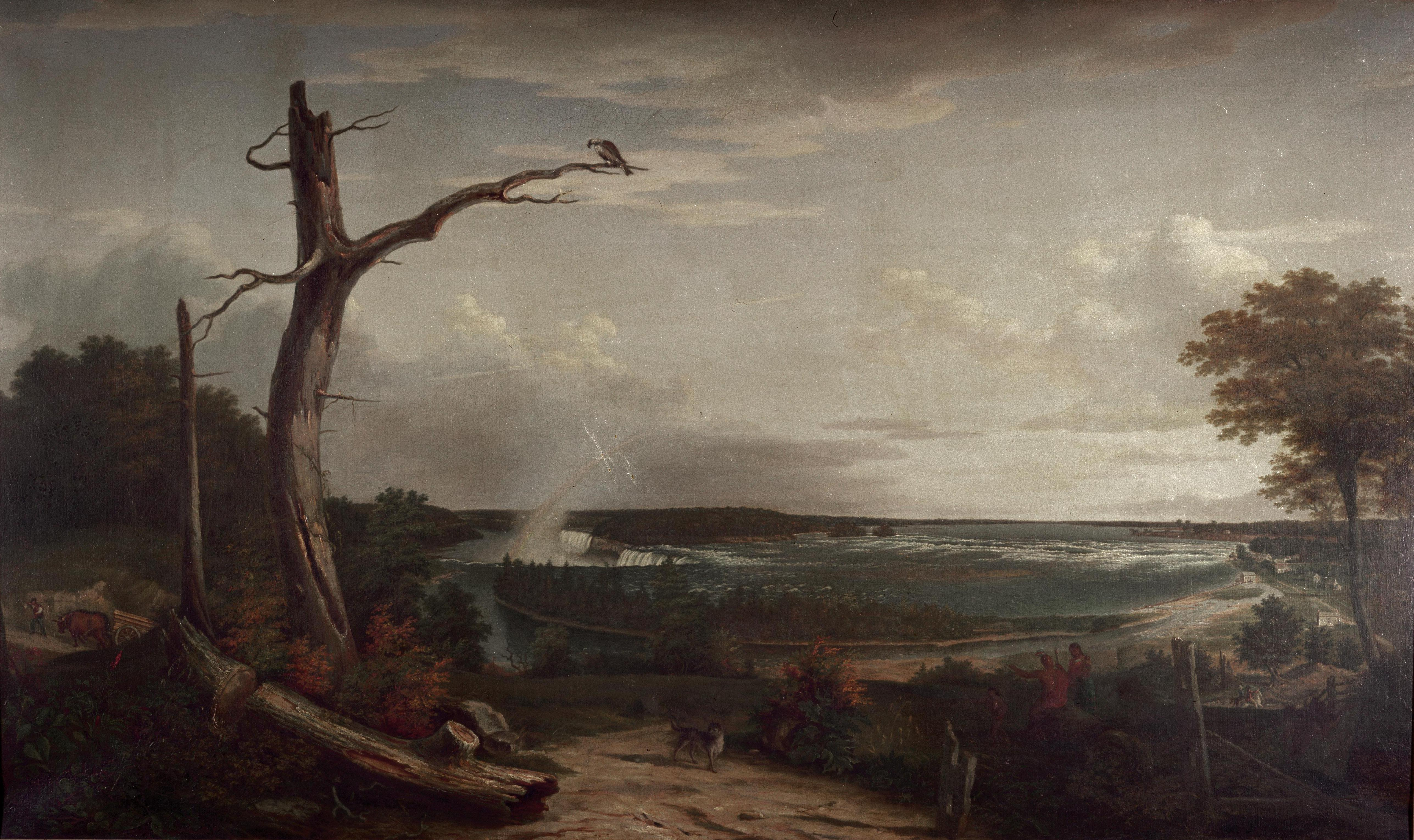
Джон Вандерлин. «Вид на Ниагарский водопад» (ок. 1803)
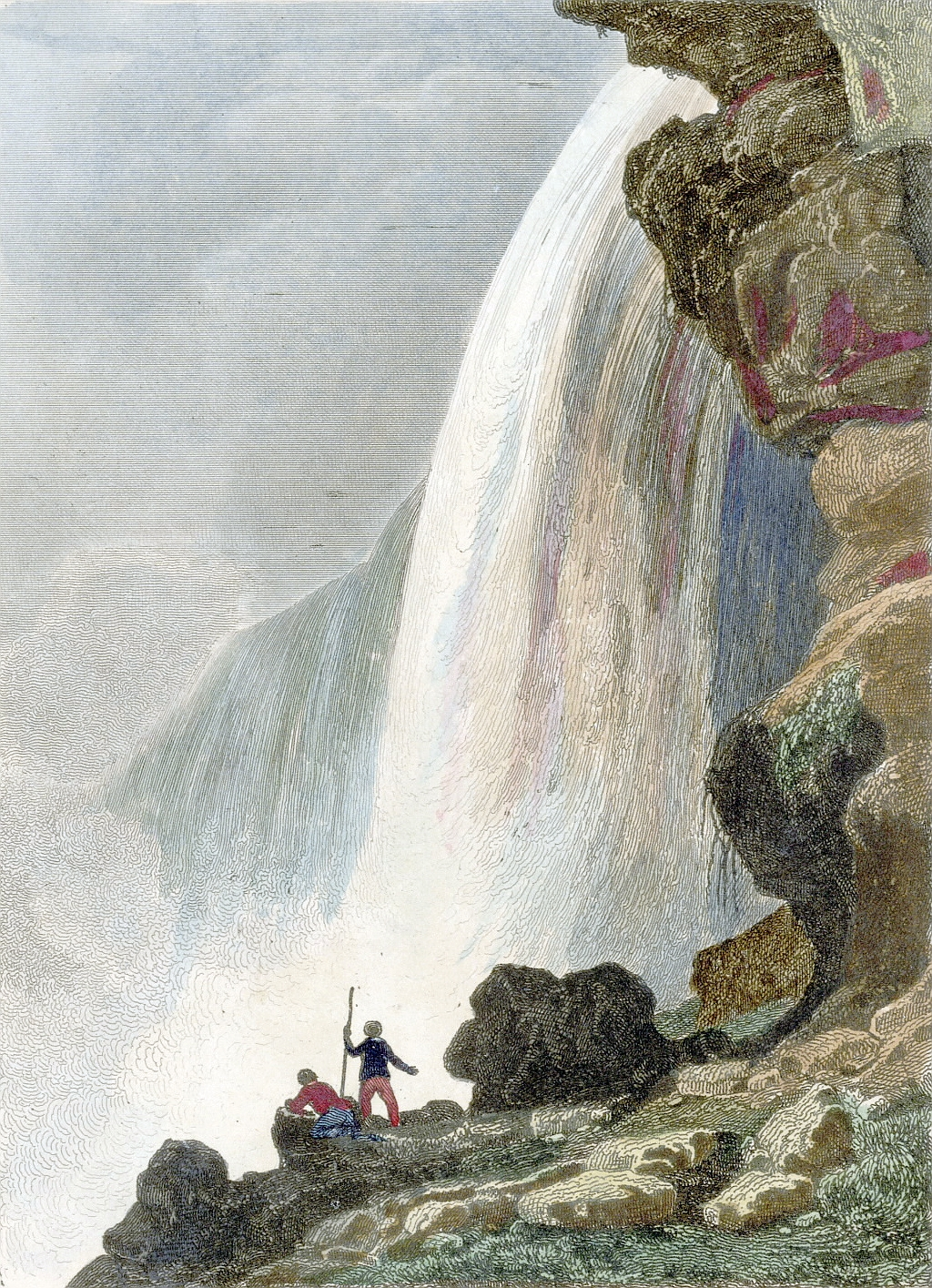
Жак-Ипполит ван дер Бюрх. «Убежище под Ниагарским водопадом» (ок. 1841)
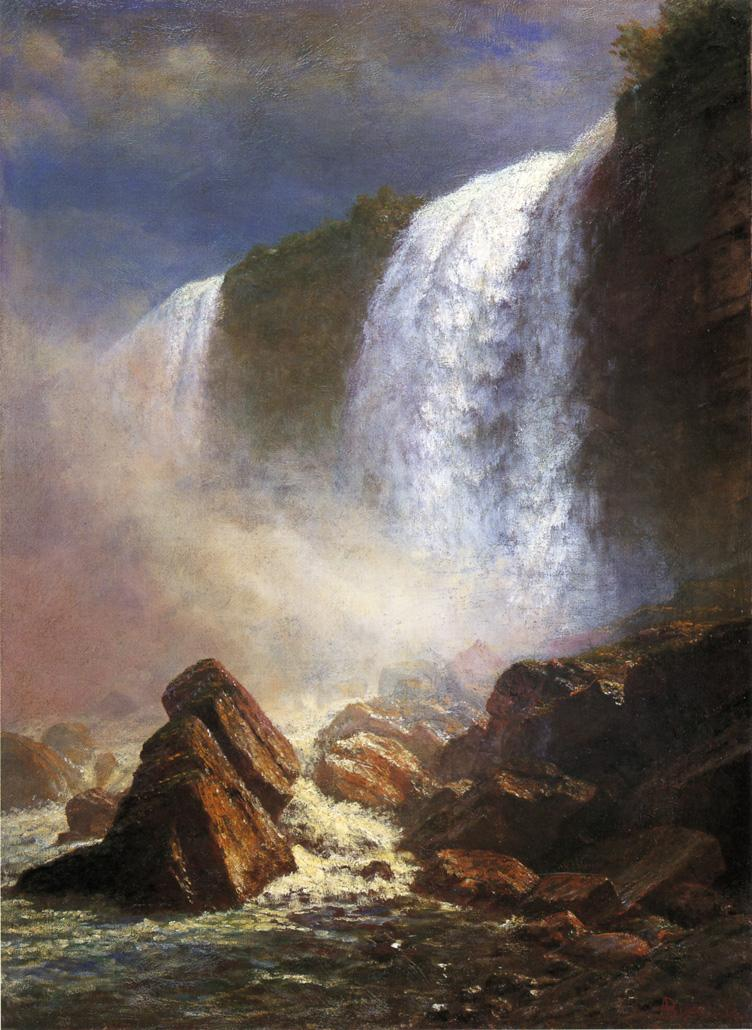
Альберт Бирштадт. «Ниагарский водопад снизу» (1869)

### В фотографии
Первым человеком, сделавшим фотоснимки Ниагарского водопада, стал британский горный инженер и учёный-химик Хью Ли Паттинсон. В 1840 году этот учёный совершал поездку в штате Нью-Йорк с целью изучения возможности разработки полезных ископаемых. Во время своего путешествия он посетил водопад, где создал два любительских дагеротипа, изображающих «Подкову» и гостиницу Clifton House.
Одним из самых известных фотографов XIX столетия, специализировавшимся на водопаде, был американец канадского происхождения Джордж Баркер. Мастер открыл свою студию в нью-йоркском Ниагара-Фолс в 1863 году и в течение многих лет специализировался на стереоизображениях. В 1866 году Баркер был награждён золотой медалью фотографа-пейзажиста Ассоциацией американских фотографов (Photographers Association of America). В 1870 году фотостудия сильно пострадала в результате пожара, однако большинство негативов удалось спасти. Отдельные работы Баркера представлены в экспозициях Музея искусств Метрополитен, Национальной галереи искусства, Чикагского института искусств, Смитсоновского музея американского искусства и других музеев.